# Quetzalcoatlus
Quetzalcoatlus is een geslacht van uitgestorven pterosauriërs, behorend tot de groep van de Pterodactyloidea, dat tijdens het Laat-Krijt leefde in het gebied van het huidige Noord-Amerika. De typesoort is Quetzalcoatlus northropi.
De soort is met een vleugelspanwijdte van tien meter het grootste vliegende dier uit de wereldgeschiedenis waarvan goede resten verzameld zijn. Het eerste en tot nog toe grootste exemplaar werd in 1971 gevonden in Texas. Latere vondsten waren veel kleiner en behoren misschien toe aan een aparte soort Quetzalcoatlus lawsoni. Gezien de omvang van het dier is het lang een twistpunt gebleven hoe goed het kon vliegen. Tegenwoordig wordt aangenomen dat Quetzalcoatlus zwaar gespierd was en snel kon opstijgen door zich in één beweging met de vleugels tegen de grond af te zetten. De spieren waren ook sterk genoeg om een korte tijd met de vlieghuid op en neer slaand rond te vliegen. Langere vluchten konden zwevend worden afgelegd. Geen overeenstemming is er over de levenswijze van het dier. Misschien ving het met zijn lange en spitse tandeloze bek vissen uit zee maar de vindplaats lag ver van enig groot water. Daarom is ook wel gedacht dat het een aaseter zou kunnen zijn geweest of op de grond en in ondiep water prooien zocht. Het kon zich daar op vier poten goed voortbewegen. Quetzalcoatlus was een van de laatste pterosauriërs en is vermoedelijk 66 miljoen jaar geleden door dezelfde meteorietinslag uitgeroeid die ook een einde maakte aan de laatste grote dinosauriërs, die zijn tijdgenoten waren.

## Vondst en naamgeving

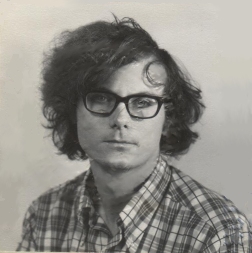
D.A. Lawson in 1976

### Lawson ontdektQuetzalcoatlus
De eerste fossielen werden door Douglas A. Lawson, een geologiestudent aan de University of Texas, ontdekt in het Big Bend National Park in Brewster County in het westen van Texas. In de Javelinaformatie op zoek naar de beenderen van titanosauriërs voor zijn doctoraalscriptie over het lokale ecosysteem ten tijde van het Laat-Krijt, zag hij op een middag in het voorjaar van 1971 in een droog ravijn bij de Dawson Creek, ten westen van het Maverick Ranger Station, wat botfragmenten op de bodem liggen, die kennelijk door de regen uit een hoger gelegen rotswand waren gespoeld. Boven hem zag hij een groot stuk bot uit de rotsen steken, dat hij niet herkende. Hij groef een derde deel daarvan onmiddellijk uit, maar wist het ook op de universiteit niet te determineren totdat hij een plotse ingeving kreeg dat het bot als geheel een oorspronkelijk 122 centimeter lang vierde middenhandsbeen van een pterosauriër moest zijn. Hierop nam hij contact op met professor Wann Langston jr. van het Texas Memorial Museum met wie hij al in 1970 en januari 1971 opgravingen in het gebied verricht had. Januari 1971 had Lawson al twee botten gevonden, de specimina TMM 41398-3 en TMM 41398-4, die het eerste pterosauriërmateriaal uit de Big Bend vertegenwoordigden, doch die pas later met Quetzalcoatlus in verband werden gebracht. Beiden bezochten op 22 november 1971 de vindplaats en Langston bevestigde met grote aarzeling dat het een zeldzaam grote pterosauriër moest betreffen. Gezien het belang van de vondst werd in 1972 een kleine expeditie op touw gezet, die honderden kleine fragmenten van een gedeeltelijke vleugel wist te bergen. Deze omvatte een linkerspaakbeen, een linkerellepijp, het proximale syncarpale, dus het vergroeide blok polsbeenderen aan de zijde van de onderarm, het distale syncarpale aan de zijde van de hand, en het proximale deel van het vierde middenhandsbeen. Deze vleugel is het holotype van het geslacht, TMM 41450-3 (eerder onjuist vermeld als TMM 41451). TMM betekent weliswaar Texas Memorial Museum, maar officieel maken de fossielen deel uit van de Texas Vertebrate Paleontology Collections van The University of Texas. De vleugel is een van de geologisch jongste vondsten die van Quetzalcoatlus gedaan zijn.

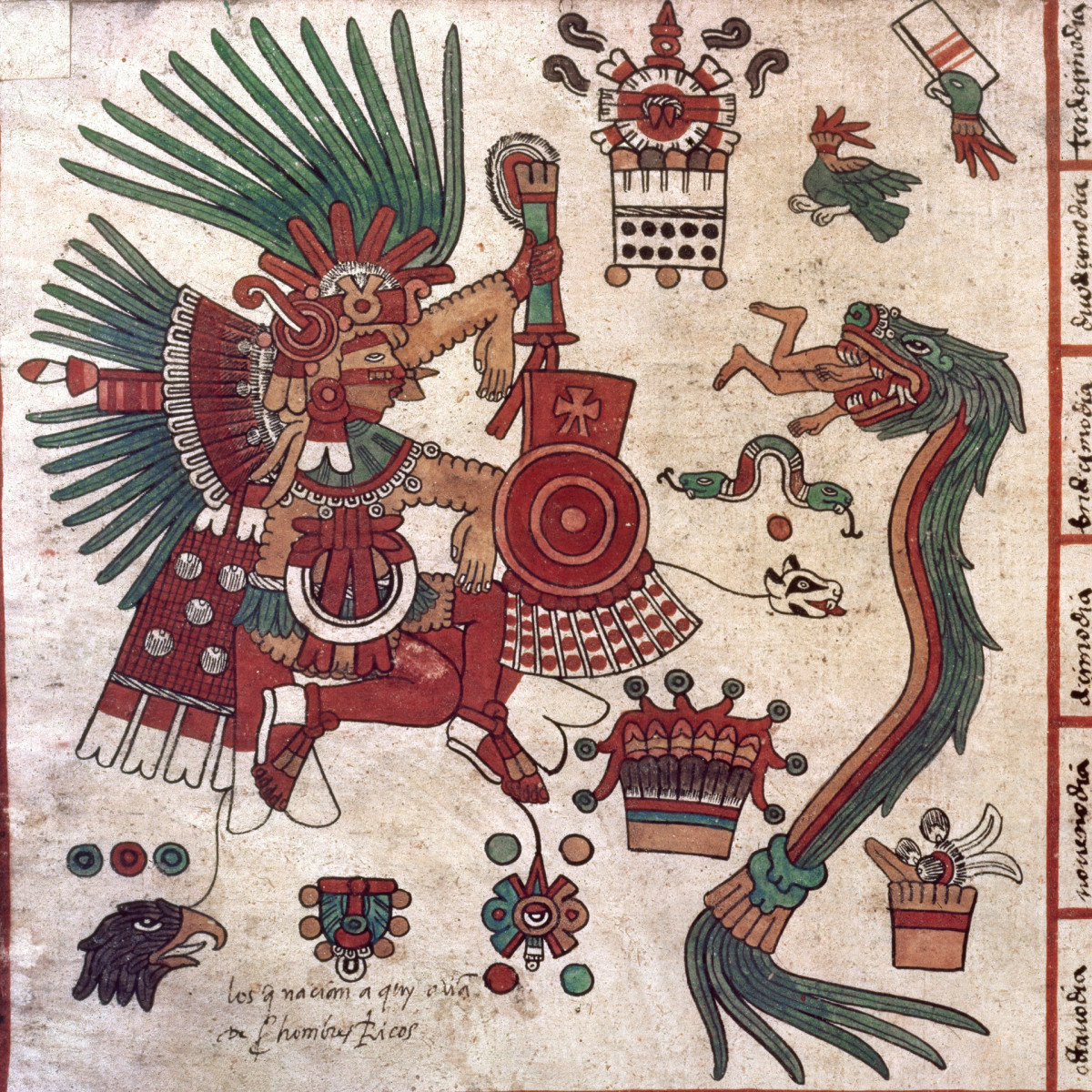
Quetzalcoatl

In februari 1973 lukte het student William Amaral veertig kilometer verderop, in noordoostelijke richting, een tweede vindplaats te ontdekken, de Amaral Quarry ofwel Pterosaur Site I ofwel de Pterodactyl/Pterosaur Ridge, die gelijkende botten opleverde, zij het van veel kleiner formaat. Deze lag op 29.4° noorderbreedte, 103.2° westerlengte, in het Opper-Krijt op 36.0° noorderbreedte, 82.5° westerlengte. Maart 1973 volgde nog een bezoek aan deze locatie waarbij meer botten gevonden werden. April 1974 bezochten Langston, Lawson, die nu een doctoral student was aan de University of California, en Marc Gallup opnieuw de oorspronkelijke vindplaats. Daarbij borgen ze een enorm opperarmbeen. Op 6 april verhuisden ze naar de Amaral site waar een halswervel en een paar onderkaken (TMM 41544-22) werd opgegraven. Dezelfde dag ontdekte Langston in de nabijheid een derde pterosauriërvindplaats.
In 1975 had Lawson te Berkeley de resten van drie individuen verzameld: delen van vier vleugels werden opgegraven, een gedeeltelijke nek, achterpoten en een mandibula (samengegroeide linker- en rechteronderkaken). De lagen stamden uit het Maastrichtien en waren gevormd door afzettingen van riviersedimenten. Anders dan de fossielen van de meeste bekende pterosauriërs zijn die van Quetzalcoatlus dus niet in mariene lagen aangetroffen: ook al in het late Opper-Krijt lag de locatie vierhonderd kilometer van de kustlijn verwijderd. Lawson verklaarde het verschil in grootte tussen de fossielen door aan te nemen dat de tweede vindplaats de resten van onvolwassen dieren bevatte. Opvallend is dat de grote fossielen allemaal in zandlagen van meerafzettingen gevonden zijn en de kleinere fossielen in oude stroomgeulen. Die laatste fossielen zijn ook van wat grotere ouderdom.

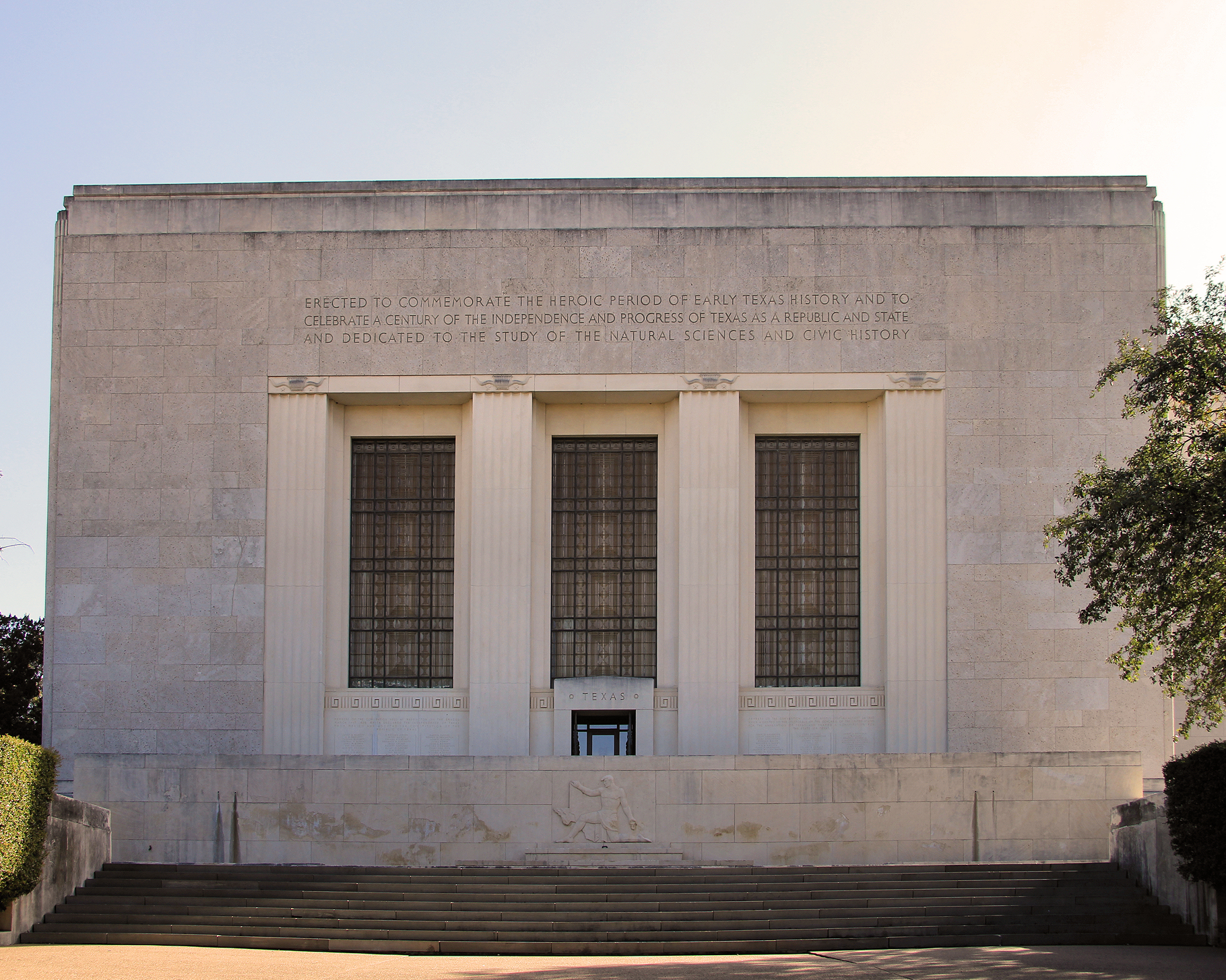
Texas Memorial Museum

Lawson vermeldde de vondst voor het eerst in zijn scriptie uit 1972. Daarin benoemde hij de soort als Pteranodon gigas, de 'reusachtige'. De scriptie werd echter niet gepubliceerd en de naam bleef aldus een ongeldige nomen ex dissertatione. Afgezien daarvan had er hoe dan ook een aparte geslachtsnaam verzonnen moeten worden want het taxon is duidelijk niet aan Pteranodon identiek.

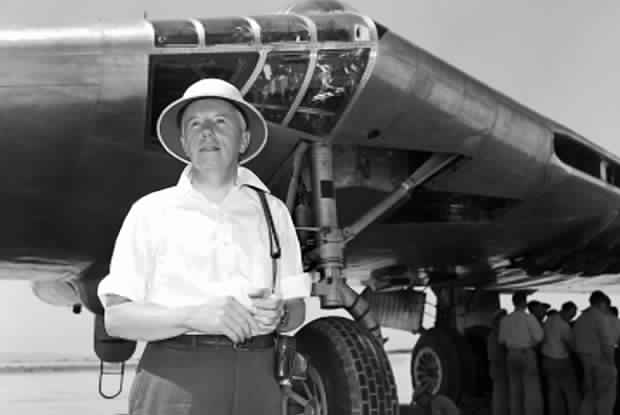
Jack Northrop werd geëerd in de soortaanduiding

De typesoort Quetzalcoatlus northropi werd in maart 1975 voorlopig beschreven door Douglas Lawson in een artikel in Science en mei datzelfde jaar door deze auteur in een ingezonden brief naar hetzelfde blad benoemd. Douglas vermeldde geen etymologie. De geslachtsnaam Quetzalcoatlus is echter volgens persberichten die Lawson citeerden afgeleid van Quetzalcoatl, de gevederde god van de Azteken en Tolteken, wiens naam een verwijzing naar een vliegend reptiel bevat: in Nahuatl betekent quetzalli 'lange veer' en coatl 'slang'. De soortaanduiding verwijst naar de Northrop-vliegtuigfabriek die het opgravingsonderzoek financierde en eert speciaal de oprichter van dat bedrijf John Knudsen Northrop, die overigens een voorliefde had voor staartloze vliegtuigontwerpen die in vorm wel iets van Quetzalcoatlus weg hadden. Behalve TMM 41450-3 werden in deze publicaties ook de specimina TMM 41544 en TMM 41546 besproken, hoewel niet als zodanig aangeduid, dus fossielen van kleinere exemplaren. Na 1975 zou Lawson niet meer over de vondsten publiceren. In maart 1976 verrichtte hij zijn laatste opgravingen.
Het benoemende artikel bevatte geen beschrijving. Die was weliswaar aanwezig in het eerdere artikel uit 1975, maar Lawson maakte de fout dat artikel niet expliciet te citeren. Volgens artikel 13.1.2 ICZN maakt dat de naam een ongeldige nomen nudum. Lew Nesow publiceerde in 1991 weliswaar een korte beschrijving, maar Brian Andres meende dat volgens artikel 67.2.1 ICZN deze niet als de auteur kon gelden omdat Nesow niet expliciet de naam als nieuw benoemd had. Zelf de nieuwe auteur worden leek hem ook niet gepast. Hij diende een petitie in om Q. northropi Lawson 1975 als naam te fixeren. In 2019 besliste de ICZN overeenkomstig in Opinio 2440.

### Onderzoek door Langston

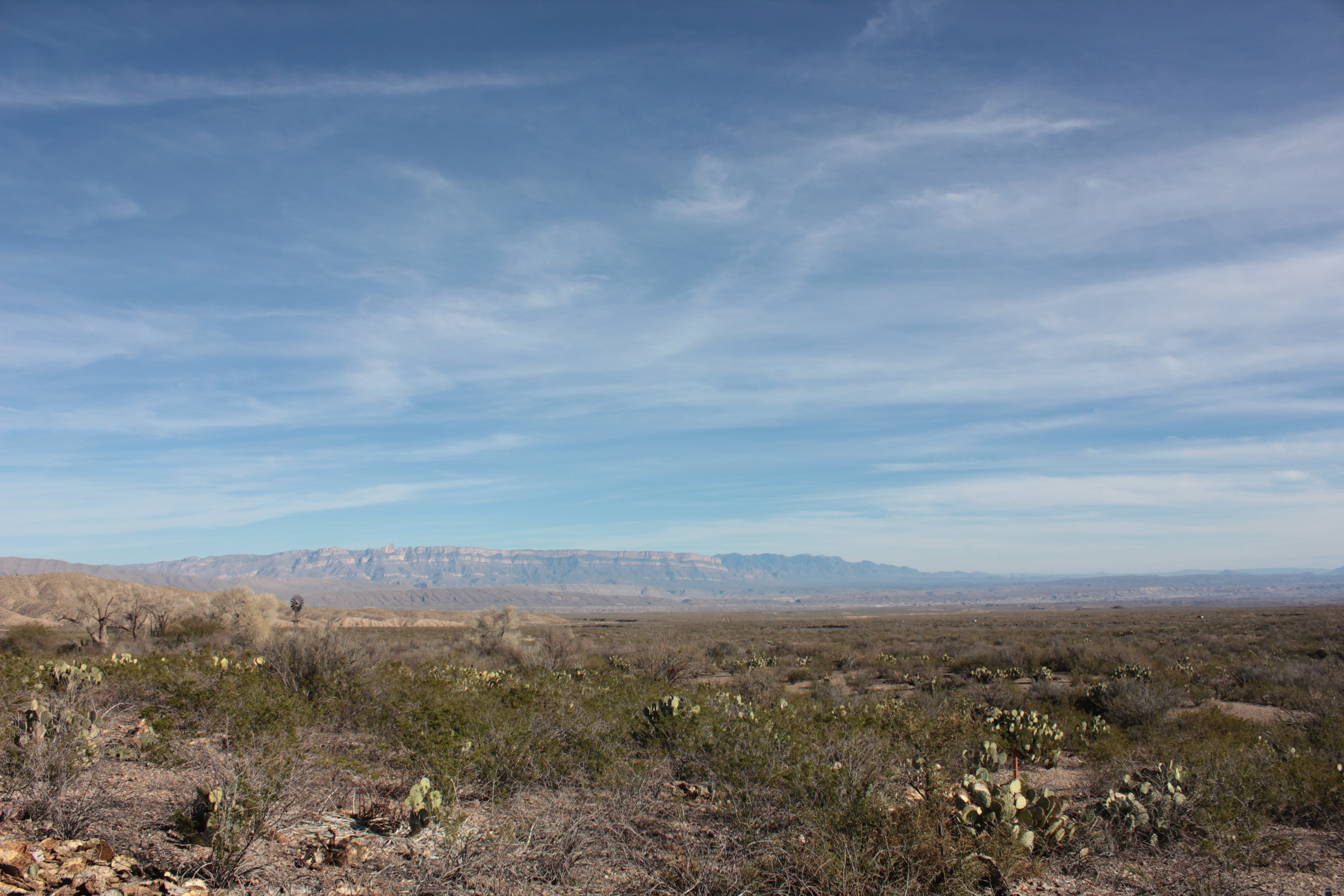
Het ruige landschap waar Q. lawsoni werd gevonden

In de jaren tachtig erkende Langston, die het onderzoek voortzette terwijl Lawson een loopbaan in de olie-industrie aanving, de mogelijkheid dat het om twee verschillende soorten ging; de kleine soort duidde hij in 1981 aan als Quetzalcoatlus sp.[ecies]. Sinds die tijd is uit de tweede locatie nog een groot aantal specimina opgegraven, in 1996 waren het er al zo'n tweehonderd, later werd een aantal van 235 vermeld.
Langston of zijn medewerkers bezochten de locatie in mei 1977, maart 1979, mei 1980, maart 1981, mei 1982, november 1982, januari 1983, mei 1985, maart 1986, maart 1987, maart 1989, april 1991, mei 1992 en mei 1996. Daarbij werden de opbrengsten steeds minder. Het zou gaan om resten van minstens negen, achteraf door Langston als volwassen herkende, individuen die vermoedelijk gelijktijdig waren omgekomen, een voor pterosauriërs zeldzame aanwijzing voor een leven in groepen. Thomas Lehman vond tussen 1993 en 2002 nog wat door erosie losgewerkte resten aan het oppervlak. Heel langzaam kon men zich een wat completer beeld van het dier vormen, hoewel nog veel onderdelen van het skelet onbekend zijn. De belangrijkste specimina zijn: TMM 41961-1: een schedel met onderkaken en postcraniaal skelet; TMM 41954-62: een snuit met onderkaken en postcraniaal skelet; TMM 42161-1: een snuit met onderkaken en wat halswervels; TMM 42422-30: een rechterquadratum, een rechterjukbeen, de verhemeltebeenderen en een fragmentarisch postcraniaal skelet; TMM 41544-14/22: onderkaken en wat postcrania; TMM 41954-5: een schedel met onderkaken en postcrania; en TMM 42161-2: een snuit, onderkaken en wat halswervels.
De beschrijving door Langston werd vele decennia gerekt. Hij maakte wel aantekeningen, maar schreef geen samenhangend manuscript, laat staan dat het tot een uitgebreide publicatie kwam. Pas na zijn dood in 2013 zou Brian Andres deze opgave kunnen voltooien, waarvan de resultaten in 2021 gepubliceerd werden. Hij concludeerde dat er inderdaad twee soorten waren. Met Q. northropi kon wat meer materiaal in verband gebracht worden dan het holotype alleen, in totaal vijf specimina. Specimen TMM 44036-1, een linkerellepijp met ongeveer driekwart van de lengte van die van het holotype en wellicht van een jong dier, werd aan Q. northropi toegewezen. Vier reusachtige specimina, namelijk TMM 41047-1, TMM 41398-3, TMM 41398-4, en TMM 42889-1, konden niet met zekerheid toegewezen worden en werden daarom geclassificeerd als een Quetzalcoatlus cf. northropi. Quetzalcoatlus sp. werd door Andres benoemd als de tweede soort Quetzalcoatlus lawsoni. Langston had voor zijn dood te kennen gegeven dat het zijn wens was dat deze soort naar de oorspronkelijke ontdekker vernoemd zou worden. Het holotype van deze tweede soort is specimen TMM 41961-1, waarvan de schedel met een zuurbad beter vrijgelegd werd. Talrijk materiaal van kleinere individuen werd aan deze soort toegewezen.

### Vondsten buiten Texas
Een halswervel die aan Quetzalcoatlus werd toegeschreven, is in 1982 ook beschreven uit Alberta in Canada; deze vondst stamt echter uit het veel eerdere Campanien en de identificatie wordt tegenwoordig algemeen betwijfeld, hoewel het wel om een verwante vorm kan gaan. In 2019 werd die benoemd als het aparte geslacht Cryodrakon. In 2002 werd een 369 millimeter lange halswervel, BMR P2002.2, beschreven uit Montana, daterend uit het Maastrichtien. Hoewel die erg leek op een ander exemplaar uit dezelfde Hell Creek-formatie dat door zijn smalle vorm vermoedelijk niet tot Quetzalcoatlus behoorde, werd het toch aan dit geslacht toegewezen.

## Beschrijving

### Onderscheidende kenmerken van het geslachtQuetzalcoatlus

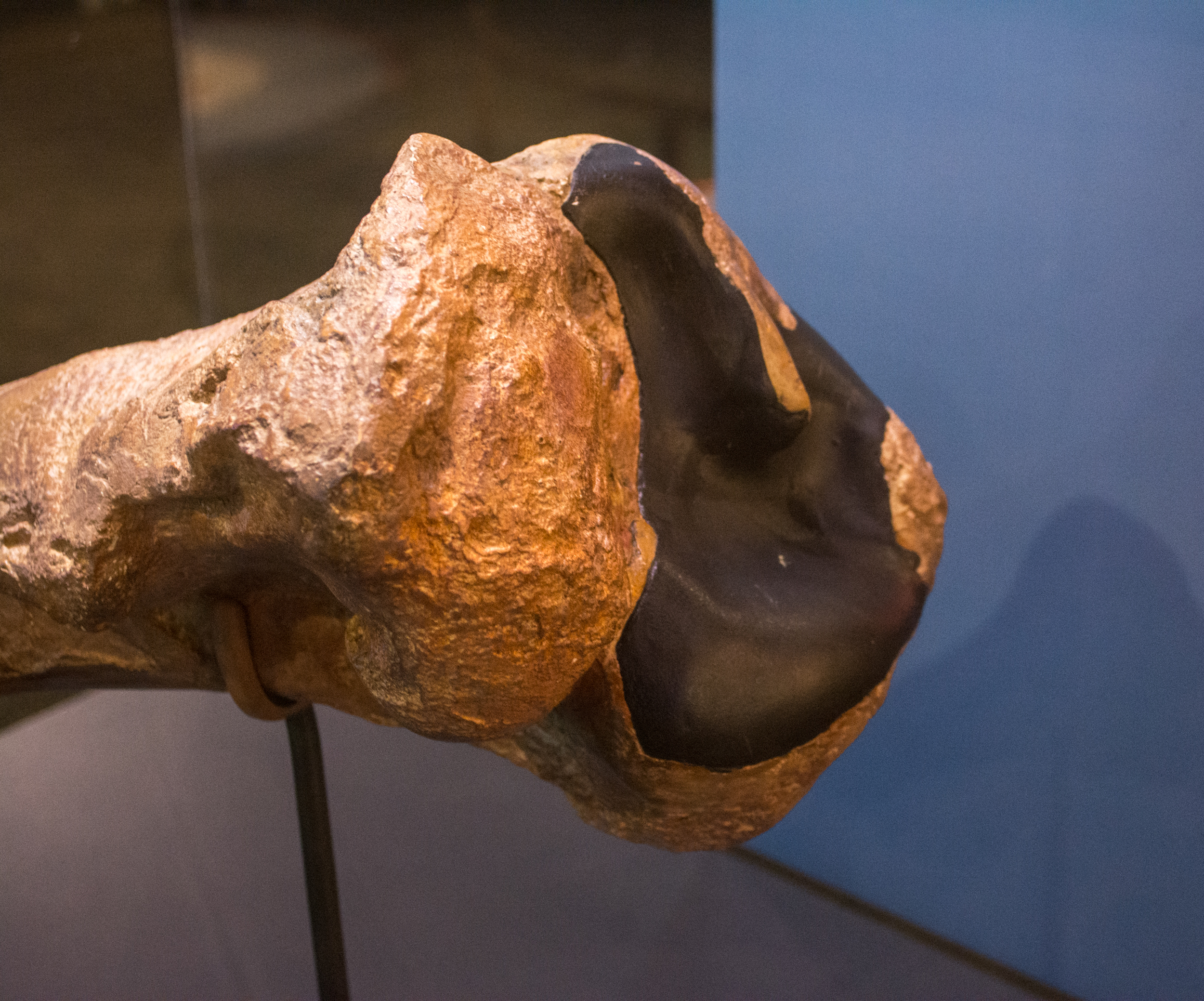
Het enorme onderste gewrichtsvlak van het opperarmbeen, het contact met de onderarm, is zeer onderscheidend door de aanpassingen aan een krachtige slagvlucht

Andres gaf in 2021 een reeks onderscheidende kenmerken van het geslacht als zodanig. Het zijn autapomorfieën, unieke afgeleide eigenschappen — of, zo men wil synapomorfieën, gedeelde nieuwe eigenschappen, van een klade Quetzalcoatlus. Andres definieerde Quetzalcoatlus expliciet als een klade, monofyletische afstammingsgroep, als de groep omvattende Q. northropi en Q. lawsoni en alle soorten die nauwer verwant zijn aan de een dan aan de ander. Zulke soorten waren in 2021 overigens nog niet benoemd.
De insnoering van de schacht van het opperarmbeen bedraagt minder dan eenenzeventig procent van de bovenste breedte en minder dan vijfenvijftig procent van de onderste breedte. De onderste breedte bedraagt meer dan 129% van de bovenste breedte en meer dan 157% van de bovenste hoogte. Van het bovenste gewrichtsvlak van het opperarmbeen bedraagt de breedte meer dan achtenvijftig procent van de lengte. De crista ulnaris van het opperarmbeen, de kam richting ellepijp, eindigt in een zwelling en heeft een hoogte die meer dan vijfenzestig procent bedraagt van de kleinste doorsnede van de schacht. De crista ulnaris kromt naar achteren en beneden. De deltopectorale kam van het opperarmbeen heeft een hoogte die 163% bedraagt van zijn middelste breedte. Bij het opperarmbeen is de processus supracondylaris sterk vergroot. Bij het opperarmbeen eindigt de beenstijl naar de buitenste onderste gewrichtsknobbel aan de voorrand in een naar boven krommende haak. De ellepijp heeft een bovenste gewrichtsvlak met een groeve aan de achterkant. De ellepijp heeft een bovenvlak met een richel tussen de lobben. De ellepijp heeft een onderste bultje dat achterwaarts geplaatst is. De bovenste helft van het spaakbeen heeft een kam op de onderzijde. Het onderste uiteinde van het spaakbeen heeft een ventraal gewrichtsvlak dat doorloopt over de achterzijde. Het bovenste syncarpale van de pols heeft een bovenvlak met een grote trog. Het bovenste syncarpale heeft een voorste uitsteeksel met een bultje op de voorrand. Het bovenste syncarpale heeft een opening tussen de trog en het bovenste raakvlak met het onderste syncarpale. Het eerste kootje van de eerste vinger heeft een richel op de achterzijde.

### Quetzalcoatlus northropi

#### Onderscheidende kenmerken vanQuetzalcoatlus northropi

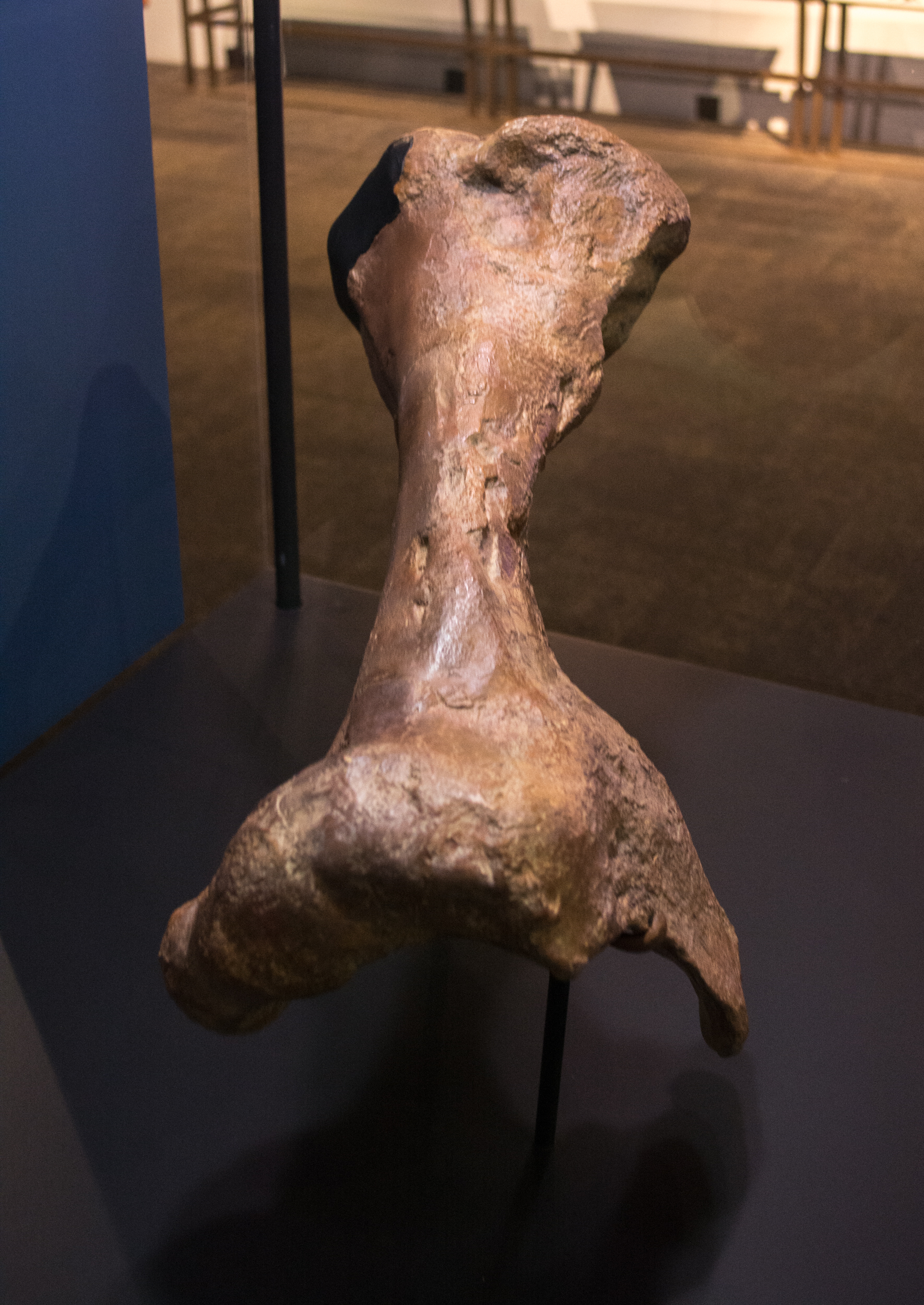
Afgietsel van het opperarmbeen van het holotype

Andres gaf in 2021 ook onderscheidende kenmerken aan van de typesoort Q. norhtropi. Ook hier gaat het om autapomorfieën. Het opperarmbeen is zandlopervormig waarbij de middelste insnoering minder dan de helft bedraagt van de bovenste breedte en minder dan een derde van de onderste breedte. Bij het opperarmbeen is de onderste breedte meer dan anderhalfmaal de bovenste breedte en meer dan 175% van de bovenste hoogte. Bij het opperbeen heeft het bovenste gewrichtsvlak een diepte diepte die meer dan drieënzestig procent bedraagt van de breedte. De deltopectorale kam heeft een hoogte die 163% bedraagt van de middelste breedte. De crista ulnaris is massief gebouwd en heeft een hoogte die 163% van de middelste breedte van de schacht van het opperarmbeen. De processus supracondylaris van het opperarmbeen is massief gebouwd. Tussen de processus supracondylaris en de beenstijl naar de buitenste onderste gewrichtsknobbel bevindt zich een richel. Bij het opperarmbeen is het onderste bultje via een kam verbonden met de achterzijde. De schacht van het spaakbeen is aanzienlijk naar achteren gekromd. Het boveneinde van het spaakbeen heeft richels op de onderzijde die in drieën gesplitst zijn. Het spaakbeen heeft een massieve voorste hoek op het onderste eind. Het bovenste syncarpale vormt een blok met een lengte die minder dan zestig procent van de breedte bedraagt. Het bovenste syncarpale toont een hol driehoekig vlak, zonder foramen, onder het bovenste raakvlak met het spaakbeen. Bij het bovenste syncarpale is het bovenste raakvlak met het onderste syncarpale veel kleiner dan het onderste raakvlak. Het onderste syncarpale heeft een ondervlak met een uitsteeksel op de achterste onderrand. Het vierde middenhandsbeen heeft een dwarsdoorsnede van het bovenvlak in de vorm van een omgekeerde peer. Het vierde middenhandsbeen heeft een massieve bult op het bovenvlak. Bij het vierde middenhandsbeen heeft het boveneind een bolle zwelling aan voorzijde. Boven deze zwelling ligt een groeve. Bij het vierde middenhandsbeen is er een onderste verbreding van het bovenvlak die echter niet uitloopt in een beenplaat terwijl zich geen groeve voor de pees van de buigende spier bevindt op het bovendeel van de bovenste verbreding van de 'peer'. De schacht van het vierde middenshandsbeen heeft de vorm van een cilinder met een afgevlakte bovenzijde. Bij deze schacht is de middelste breedte van voor naar achter gemeten groter dan de verticale middelste diepte als het element liggend gedacht wordt.
Andres gaf in direct verband hiermee ook de onderscheidende kenmerken van Quetzalcoatlus cf. northropi waarvan hij het sterke vermoeden had dat het in feite om hetzelfde taxon ging als Q. northropi. De zesde halswervel is twintigmaal langer dan hij in het midden hoog is. Bij de zesde halswervel heeft het ruggenmergkanaal aan de voorzijde een diep ingekorven V-vormige inkeping in de bovenrand. Bij de zesde halswervel heeft de achterste opening van het ruggenmergkanaal een rechthoekig profiel terwijl de pneumatische openingen aan de zijden van het ruggenmergkanaal een driehoekig profiel bezitten. Het wervellichaam van de zesde halswervel is verticaal afgeplat met een ovale dwarsdoorsnede zonder overdwars ingesnoerd te zijn. De kop van het dijbeen is verbonden aan de buitenste helft van de nek. De bovenzijde van het dijbeen heeft een opvallende groeve aan de voorkant. De schacht van het dijbeen is breder overdwars dan van voor naar achter gemeten.

#### Vleugelspanwijdte

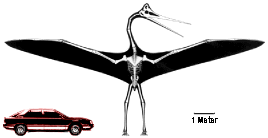
Een vlucht van 15,5 meter, zoals de maat op deze afbeelding impliceert, zou Quetzalcoatlus gigantisch gemaakt hebben; de auto geeft de verhouding weer bij een spanwijdte van elf meter

Van de omvang van Quetzalcoatlus is een vijftigtal schattingen bekend, variërend van 5239 millimeter tot 25810 millimeter voor de vleugelspanwijdte.
Lawson probeerde door extrapolatie een schatting van de vleugelspanwijdte te maken. Door de proporties van Pterodactylus te gebruiken kwam hij uit op een spanwijdte van elf meter. Nam hij echter de vleugellengte van het kleine exemplaar en liet die allometrisch toenemen in de mate waarin ook exemplaren van Pteranodon en Dsungaripterus tijdens hun groei hun vleugels vergrootten, dan was de uitkomst 15,5 meter. Vergeleek hij de relatieve vleugellengte van pterosauriërsoorten onderling, die volgens zijn toenmalige gegevens toenam met de grootte van de soort, dan was het resultaat een vlucht van 21 meter. Lawson koos voorzichtig voor de middelste schatting. Die was al spectaculair genoeg: 15,5 meter zou Quetzalcoatlus verreweg het grootste bekende vliegende dier uit de wereldgeschiedenis maken.

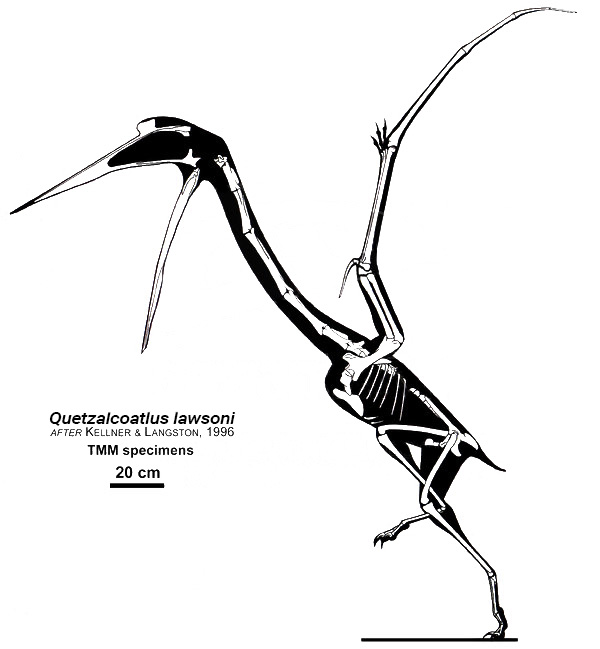
Een reconstructie van het skelet van Quetzalcoatlus sp. door Jaime Headden

De schatting riep veel weerstand op bij luchtvaartingenieurs die meenden dat een dier van een dergelijke grootte helemaal niet zou kunnen vliegen. Het tweede artikel in Science, waarin het geslacht benoemd werd, was in hoofdzaak een poging van Lawson hun argumenten te weerleggen, met name die van Crawford Hallock Greenewalt. Binnen enkele jaren echter leidde een betere analyse van het materiaal van de tweede vindplaats tot een veel lagere schatting. De exemplaren daar bleken in wezen volwassen individuen te zijn, waarvan het plausibel was dat ze hun proporties niet meer sterk zouden wijzigen. Had het holotype ongeveer dezelfde verhoudingen, met slechts een kleine toeneming van de relatieve vleugellengte, dan mat het, zoals Langston in een artikel in de Scientific American uit 1981 toegaf, niet meer dan '36 tot 39 voet', dus 11 à 12 meter, in vleugelspanwijdte. Latere schattingen, zich baserend op nieuwere en completere vondsten, hebben dit nog verder teruggebracht tot 9,5 à 10,5 meter.
Of dat waarschijnlijk is, hangt af van de interpretatie van het verschil in grootte. Gaat het om verschillende soorten dan kunnen die best verschillende proporties bezeten hebben. Het kan echter ook één soort betreffen die een enorme groottevariatie tussen volwassen exemplaren toonde door het ontbreken van een door leeftijd bepaalde groeistop. Als de omstandigheden gunstig waren, groeiden in dat geval sommige individuen sneller en langer door en werden reuzen ten opzichte van de rest van de populatie die een typische spanwijdte had van slechts zes meter. Lawson zou in 1971 dan toevallig zo'n reus gevonden hebben.
In 2021 kwam Andres uit op een schatting van precies tien meter voor Q. northropi.

#### Gewicht
Behalve de vleugelspanwijdte is ook het daardoor geïmpliceerde gewicht tot nu toe zeer omstreden geweest. Lawson en Langston, gevoelig voor kritiek dat het dier niet zou kunnen vliegen, probeerden het geschatte gewicht zo laag mogelijk te houden. Dat deden ze door te extrapoleren van, op zich al lage, schattingen van het gewicht van Pteranodon. Zo kwamen ze, nog enigszins rekening houdend met de geheel andere proporties, uiteindelijk uit op een schatting van zesentachtig kilogram. Andere onderzoekers gingen zelfs zo laag als vijfenzestig kilogram. Hierop is later veel kritiek gekomen. Pteranodon was een gespecialiseerde zwever met zeer lange vleugels en een heel klein rompje. Quetzalcoatlus was echter veel robuuster in bouw. Mark Paul Witton wees er in 2006 op dat van een dier dat staande een giraffe recht in de ogen had kunnen kijken — de grootste individuen van Quetzalcoatlus droegen hun hoofd, als zij zich op vier poten voortbewogen, op een hoogte van vier meter — niet redelijkerwijs kan worden aangenomen dat het maar zestig of zeventig kilo woog. Gregory S. Paul had in de jaren negentig al berekend dat de soort tweehonderd tot tweehonderdvijftig kilo moet hebben gewogen, uitgaande van een uit een kleimodel afgeleid lichaamsvolume van zo'n vijfhonderd liter. Een extrapolatie vanuit zo veel mogelijk verschillende botten concludeerde in 2002 dat het gewicht, afhankelijk van de aangenomen hoeveelheid gewicht per eenheid volume — soms wordt verondersteld dat pterosauriërs met al hun holle botten en luchtzakken een veel lagere dichtheid bezaten dan andere dieren — negentig tot honderdtwintig kilogram bedroeg. Witton berekende in 2008 dat als de gewichtsverhouding tussen het skelet en de overige weefsels hetzelfde was geweest als bij de huidige vogels, het gewicht 259 kilo moet hebben bedragen, ofschoon uitgaande van een lage spanwijdteschatting van 9,64 meter. Donald Henderson berekende in 2010, opnieuw door extrapolatie vanuit het skelet van vogels, voor een dier met een spanwijdte van elf meter een gewicht van 544 kilogram; hij baseerde zich echter op verouderde illustraties met een driemaal te lange romp. De discussie over het gewicht hangt weer samen met die over de veronderstelde vliegcapaciteiten van Quetzalcoatlus.

#### Wijze van vliegen

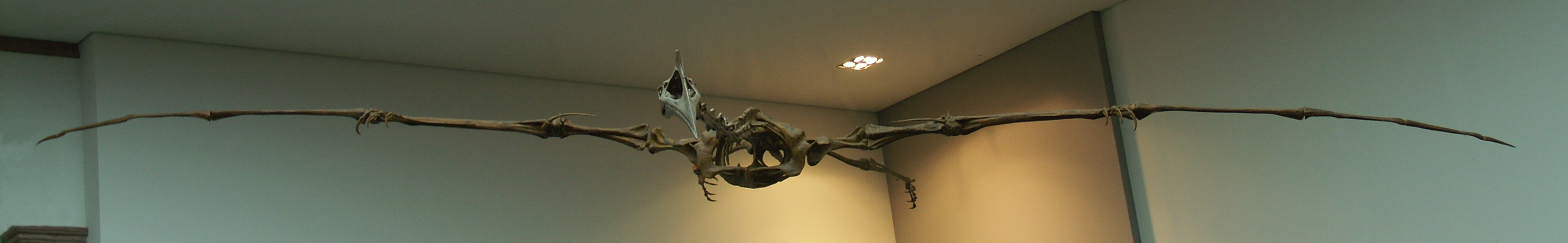
Quetzalcoatlus had op het eerste gezicht wel iets van een zweefvliegtuig weg; hier een model uit het Naturmuseum Senckenberg

De grote absolute afmeting van Quetzalcoatlus heeft de vraag opgeroepen of en op welke wijze zulke grote dieren zouden kunnen vliegen. In de jaren zeventig was dit probleem al eens onderzocht voor Pteranodon, met als uitkomst dat dit laatste dier een pure zwever zou zijn geweest, die alleen het luchtruim had kunnen kiezen door zich van klippen te werpen en diezelfde rotswanden nodig had om de stijgwinden te leveren teneinde weer naar het land terug te keren. De eerste schatting van de vleugelspanwijdte van Quetzalcoatlus, van 15,5 meter, sloot aan bij deze interpretatie als 'levend zweefvliegtuig'. Een probleem hierbij was dat Pteranodon volgens de berekeningen al de bovengrens voor zo'n levenswijze bereikt had: een dier met een vlucht van vijftien meter en een gewicht van tachtig kilo had zich wel omlaag kunnen storten, maar zou nooit meer veilig teruggekeerd zijn. Daarbij waren er helemaal geen klippen in het gebied waar de fossielen gevonden zijn.

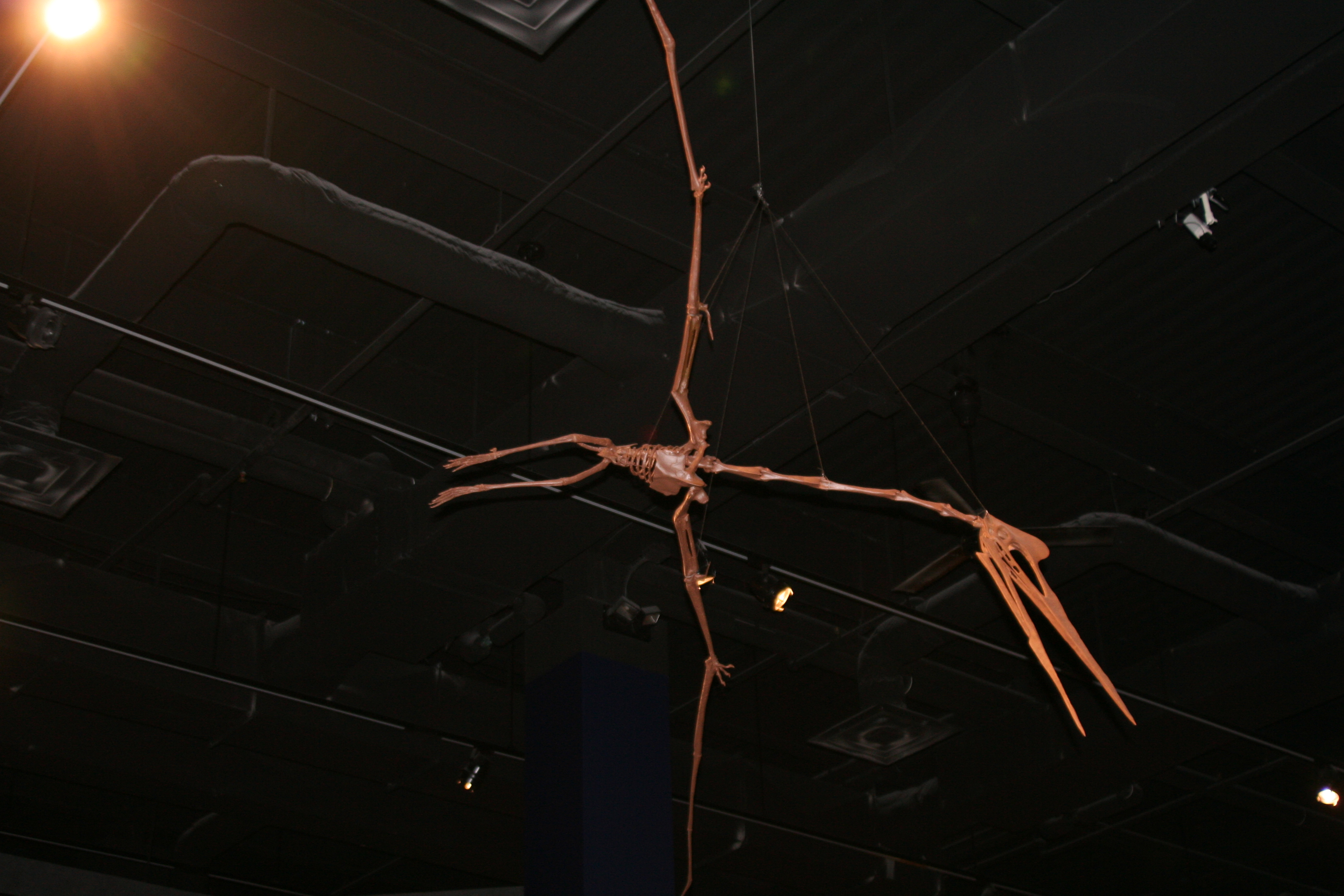
Quetzalcoatlus had grote aanhechtingspunten voor sterke spieren

De nieuwe en lagere schattingen van de spanwijdte ondervingen deze moeilijkheid. Quetzalcoatlus was kennelijk niet een pure zwever op de wijze van een albatros, maar meer aangepast aan een klappende vlucht met kortere vleugels. In de jaren negentig begon men zich te realiseren dat het dier daarvoor dan wel de nodige zware vliegspieren bezeten moest hebben. Dit leidde tot de gewichtsschattingen van 150 tot 250 kilogram, een volume dat nodig was om de aandrijvende spiermassa minstens vijfentwintig procent van het lichaamsgewicht te laten uitmaken. Zelfs met deze extra veronderstelde spierkracht was het niet eenvoudig te begrijpen hoe Quetzalcoatlus gefunctioneerd zou moeten hebben. Berekeningen in de jaren tachtig leken te hebben aangetoond dat het dier ongeveer vier paardenkracht had moeten leveren om zich in een normale horizontale vlucht te handhaven. Dat zou alleen mogelijk zijn geweest als de spieren voornamelijk bestaan zouden hebben uit de sterkste 'Type II'-spiervezels — er zijn verschillende subtypen die kracht uitruilen tegen uithoudingsvermogen — die een zeer korte anaerobe krachtsinspanning konden leveren voordat ze verzuurden. Extra vermogen om op te stijgen, een prooi te vangen of te versnellen was er dan niet.

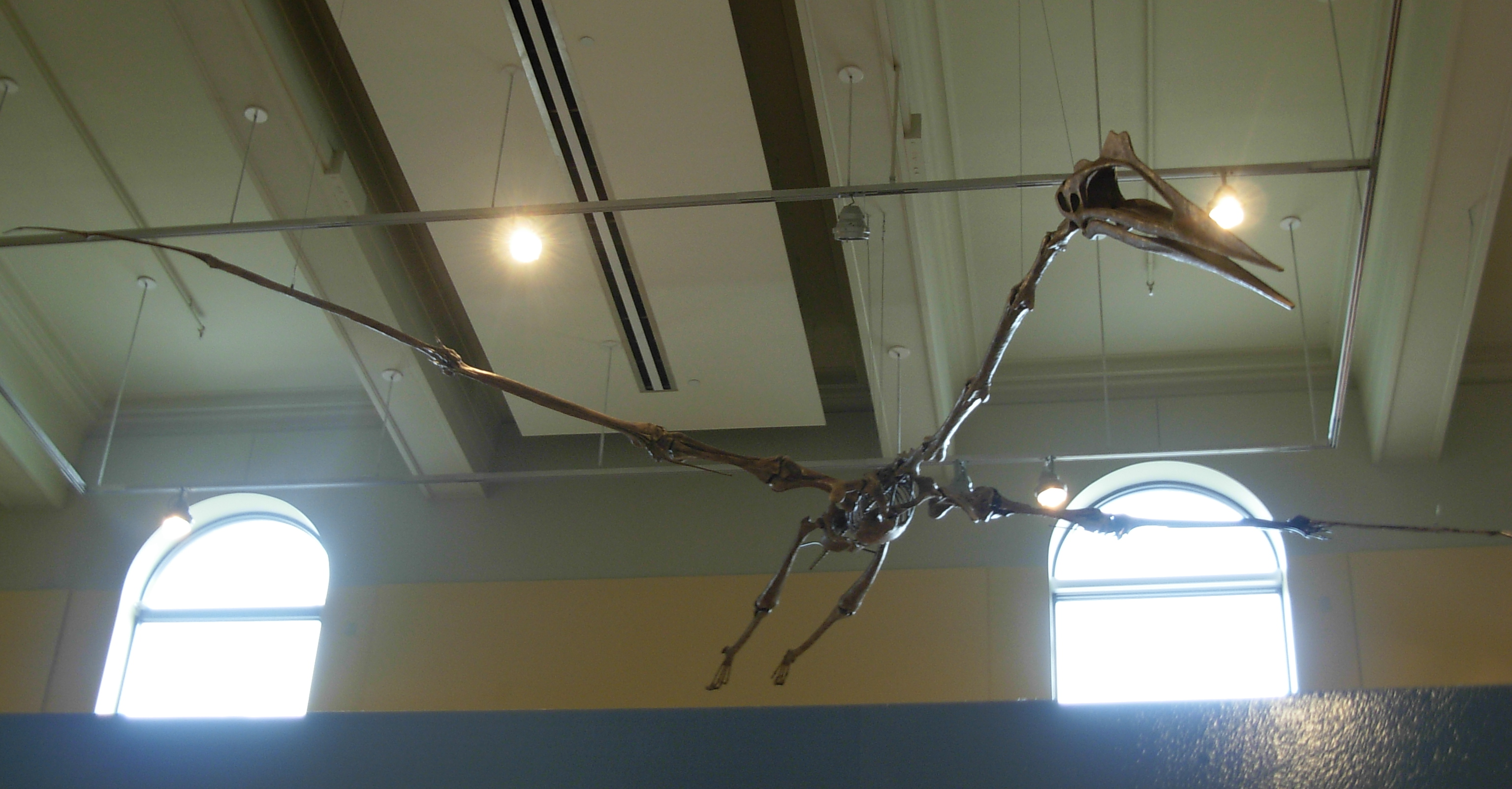
Uitgaande van hetzelfde skelet kunnen houding en vorm van het lichaam heel anders geïnterpreteerd worden

Nieuwe berekeningen in de jaren negentig door luchtvaartingenieur Jim Cunningham, waarbij de houding van kop en vleugels en de vleugelvorm geoptimaliseerd werden, brachten het vereiste echter omlaag naar 1,3 paardenkracht. Ook dan zou het dier voornamelijk moeten hebben gezweefd om grotere afstanden af te leggen — er is berekend dat de normale vetvoorraad bij een ononderbroken zweefvlucht een vliegbereik van 16.000 kilometer mogelijk maakte — maar het had voordat het uitgeput raakte een halfuurtje kunnen klapwieken om een gunstige thermiek of stijgwind op te zoeken. Die had het in die tijdsduur vrijwel zeker kunnen vinden, want de kruissnelheid was zo'n zestig à zeventig kilometer per uur. Door de grotere vleugelbelasting in vergelijking met een pure zwever was ook de methode van het dynamisch zweven toepasbaar, waarbij gebruik wordt gemaakt van snelheidsverschillen tussen luchtlagen. Al zwevende kon ook hersteld worden van extra zware inspanningen waarvoor kortstondig het reservevermogen werd aangesproken. Vooral voor dat herstel zou het voordelig hebben kunnen zijn als Quetzalcoatlus warmbloedig was geweest, inclusief het bezit van een goede longcapaciteit; op zichzelf zou ook een koudbloedig dier korte zware inspanningen kunnen leveren. Meestal wordt aangenomen dat die warmbloedigheid en de bijpassende haarvacht om warm te blijven, aanwezig waren.

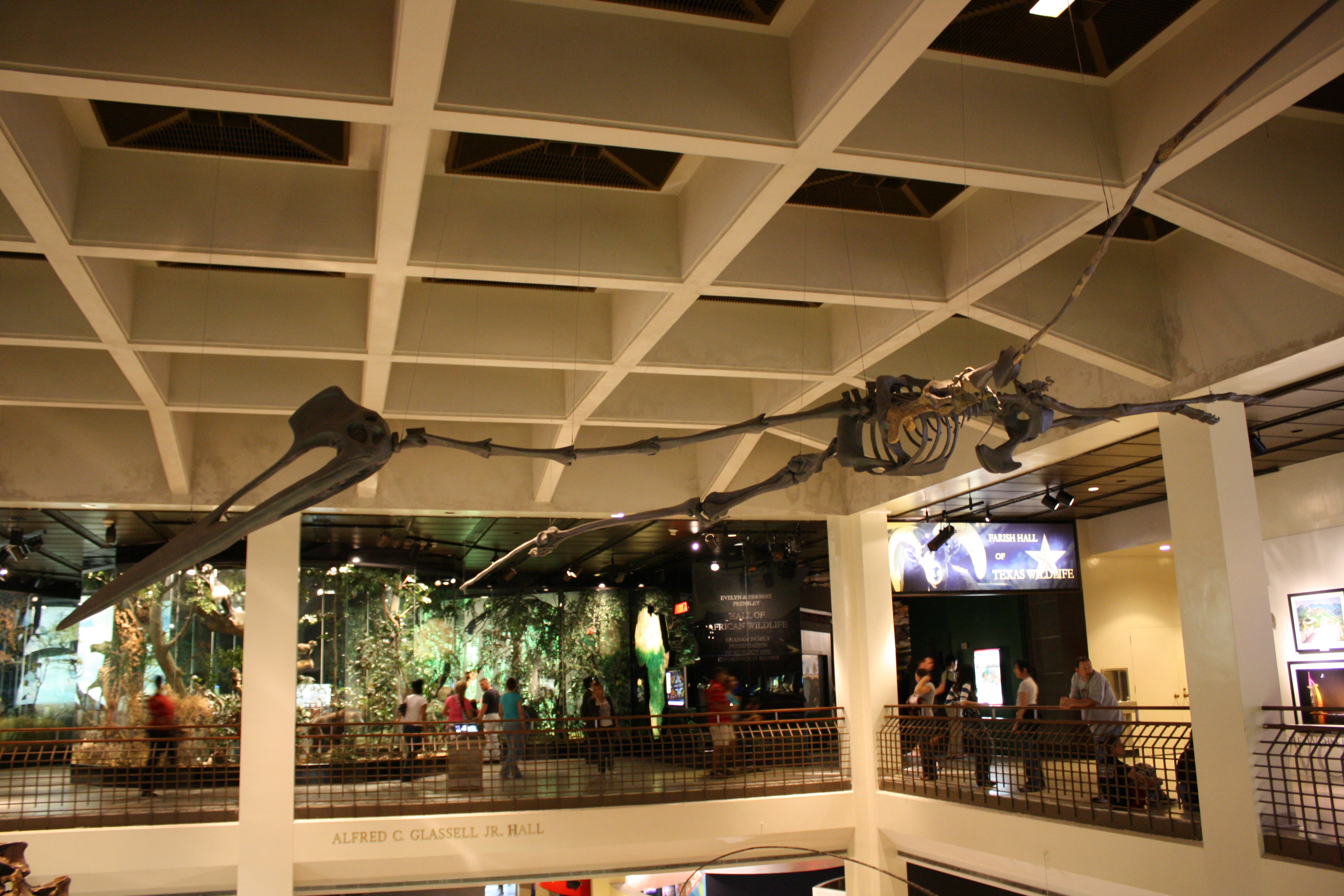
Een model in het Houston Museum of Natural Science met daarin afgietsels van de echte botten

Behalve het vliegen als zodanig was ook het opstijgen problematisch. Tot 2008 werd algemeen aangenomen dat pterosauriërs normaliter opstegen op de wijze van de vogels: door zich op de achterpoten te verheffen, de vleugels uit te klappen en met een sprong het luchtruim te kiezen. Zwaardere soorten zouden wellicht een aanloop hebben moeten nemen. Deze methoden waren echter voor Quetzalcoatlus uitgesloten. Een langzaam vliegend dier of toestel moet extra weerstand veroorzaken om ondanks de lage snelheid voldoende liftkracht op te wekken om in de lucht te blijven. Om terwijl deze geïnduceerde weerstand langzaam werd overwonnen te blijven versnellen, zouden de spieren van Quetzalcoatlus zes paardenkracht hebben moeten leveren, wat nog net tot de mogelijkheden behoorde maar wel al binnen enkele seconden tot een totale uitputting had geleid. Een meer efficiënte snelheid met een voldoende lage weerstand werd voor zo'n groot dier echter pas boven de vijftig km/u bereikt, veel te hoog om met een enkele sprong van de benen te halen, die daarvoor hoe dan ook zowel in spierkracht als botsterkte te zwak waren: zo'n krachtige afzet zou de dijbeenderen gebroken hebben. Ook een aanloop was geen optie. Quetzalcoatlus was geen gespecialiseerde renner. Om met de vleugels geheven het evenwicht te bewaren had hij de romp tamelijk verticaal moeten houden en dat zou het darmbeen in zo'n positie gebracht hebben dat de achterpoten maar heel korte pasjes hadden kunnen maken.
Om dit probleem te overwinnen veronderstelde men meestal een externe krachtbron: de zwaartekracht van een helling of een stijgwind. Deze oplossingen overtuigden echter niet echt. Een slecht lopend dier kan ook van een helling geen goed gebruikmaken en voldoende sterke stijgwinden zijn bij een meer horizontaal oppervlak tamelijk zeldzaam. Sterke kopwinden komen meer voor, maar die zouden het dier slechts kortstondig hebben kunnen wegblazen waarna het weer tegen de grond geklapt zou zijn; de vereiste vijftig km/u moet relatief ten opzichte van de luchtstroom behaald worden, niet met de wind mee in relatie tot het aardoppervlak. Cunningham en onderzoeker Michael Habib werkten vanaf eind jaren negentig een andere optie uit, die al eerder door sommige schrijvers was geopperd: dat de afzet tegen de grond door vleugels zelf plaatsvond. Die waren immers veel krachtiger dan de achterpoten. Ook vleermuizen gebruiken deze methode. In 2008 publiceerde Habib een model, door computersimulaties ondersteund, waarbij in één beweging vijftig tot zeventig km/u gehaald kon worden. Het dier, op vier poten staand, bracht eerst door een sprongetje met de benen het gewicht vol op het vierde middenhandsbeen dat zich dan met kracht tegen de bodem afzette en het lichaam onder een hoek van dertig graden naar boven lanceerde. Door de grote absolute omvang van Quetzalcoatlus kon hierbij flink versneld worden tot een vaart die hoog genoeg lag om van geïnduceerde weerstand geen last meer te hebben. Meteen werd voldoende hoogte gewonnen om bij het weer naar voren bewegen van de arm de uitklappende vleugel naar beneden te kunnen uitslaan, wat het dier verder optilde. Habib berekende dat het uitklappen 0,079 seconde in beslag nam, snel genoeg om de neergaande slag te kunnen inzetten voordat het dier weer hoogte verloor. Door de T-vormige doorsnede van de uiterste vingerkootjes kon het uiteinde van de vleugel een draaiing maken waardoor het opgang komen van de opwaartse kracht opwekkende luchtstroom aanzienlijk versneld werd. In wezen werd dus gelijk de normale slagvlucht ingezet en kon het dier geleidelijk blijven stijgen zonder extreme inspanningen te verrichten. Zo kon het ook snel ontsnappen aan roofdieren; zelfs de enorme Quezalcoatlus was kwetsbaar voor een aanval van zijn leefgenoot Tyrannosaurus rex.

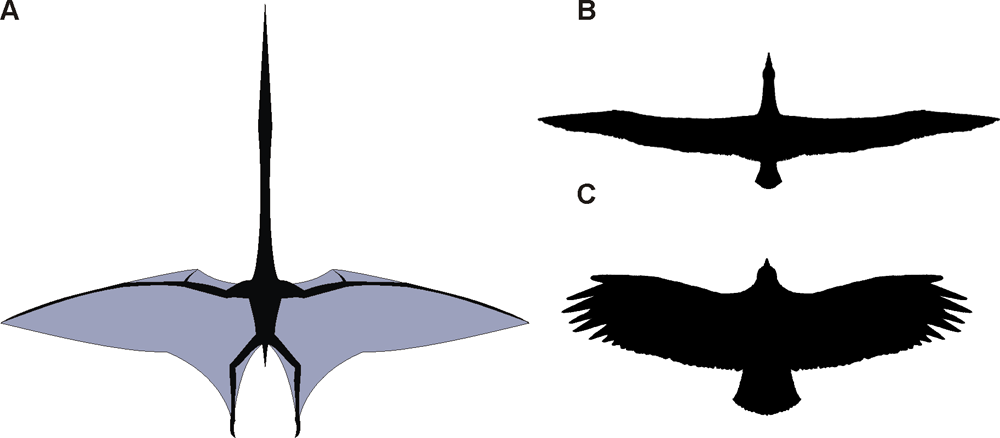
Volgens sommigen had Quetzalcoatlus een vleugelvorm als van een condor; dit zou echter veel weerstand veroorzaken

Hoewel Habibs model onmiddellijk veel bijval ondervond en mooi aansloot bij Cunninghams verdere interpretatie van het vlieggedrag, blijven er bepaalde moeilijkheden bestaan. Eén daarvan is de precieze vorm van de vlieghuid. Sommige goed geconserveerde fossielen van andere pterosauriërsoorten, waarvan ook de weke delen bewaard zijn gebleven, lijken te laten zien dat het vleugelmembraan tot aan de enkels reikte. Dat zou goed passen bij de kortere vleugels die men tegenwoordig voor Quetzalcoatlus veronderstelt en resulteren in een vleugelvorm die minder op die van de albatros lijkt, maar meer op die van de andescondor, een dier dat ook goed kan zweven en toch redelijk snel opstijgen. Het probleem hierbij is echter dat volgens Cunninghams berekeningen zo'n brede vleugel zoveel weerstand zou veroorzaken dat Quetzalcoatlus niet meer langdurig zou kunnen vliegen: een hoge vleugelslankheid was een van zijn veronderstellingen om de minimaal vereiste spierkracht omlaag te brengen. Volgens Habib zou Quetzalcoatlus echter geleefd kunnen hebben in gebieden waar vrij snel een voldoende thermiek te vinden was; hij berekende in 2010 dat als het dier één tot anderhalve minuut lang een uiterste krachtinspanning vol had kunnen houden, waarbij de ongeveer zestig kilogram vliegspieren een vermogen van 25.000 watt hadden opgewekt, het een hoogte van een halve kilometer had kunnen bereiken, zijn theoretische maximumsnelheid van 175 km/h benaderend, zodat het nog een anderhalve kilometer had kunnen uitglijden. Deze afstand zou voldoende zijn geweest om als er geen stijgwind te vinden was, althans een veilige plek op te zoeken en het na op krachten gekomen te zijn nog eens te proberen.

#### Het genoholotype
Tot nu toe zijn er geen fossielen bekend die de grootte van het holotype benaderen, met uitzondering van het opperarmbeen van de Roemeense vorm Hatzegopteryx. Dit grootste exemplaar, bestaande uit een vleugel, was incompleet; het best bewaarde bot was een opperarmbeen met een lengte van 52 centimeter. Dit droeg een enorme deltopectorale kam ter bevestiging van de vliegspieren, zodat het bot half zo breed is als lang. Ook de onderarm is goed bekend; daarin had het spaakbeen een lengte van ruim zeventig centimeter en de ellepijp van 716 millimeter. Ook het bovenste stuk van het vierde middenhandsbeen is geborgen, alsmede het onderste stuk van het derde middenhandsbeen. Het eerste en tweede middenhandsbeen ontbreken echter, evenals de meeste kootjes van de eerste, tweede en derde vinger. Van de pols zijn het proximale en distale syncarpale aanwezig, dus de tot blokken vergroeide carpalia aan respectievelijk de onderarmzijde en handzijde. Het distale syncarpale mist echter het binnenste polsbeen en ook het pteroïde, het staafvormig bot dat de flap tussen vleugel en nek ondersteunde. Van de drie kleinere vingers zijn losse kootjes aangetroffen. Het betreft het eerste kootje van de eerste vinger, het eerste en derde kootje van de tweede vinger en het eerste, tweede en vierde kootje van de derde vinger. Van het eerste kootje van de vleugelvinger, dus de vierde vinger, is het grootste deel van de middenschacht bewaard. Het volgende bewaarde onderdeel is het gewricht gevormd door de aangrenzende uiteinden van het eerste en tweede kootje. Van het derde kootje zijn twee fragmenten gevonden. Het vierde kootje ontbreekt bij het fossiel. De lengte tot en met de middenhand zal ongeveer tweeënhalve meter bedragen hebben. Het eerste kootje van de vierde vinger voegde daar een 160 tot 170 centimeter aan toe. Het tweede, derde en vierde kootje zullen bij elkaar minstens een zeventig centimeter hebben geteld. Dit heeft geleid tot de schattingen van een kleine vijf meter voor de vleugel. De spanwijdte werd verhoogd door de rompbreedte en verkort door schuine stand van de vleugelelementen ten opzichte van elkaar. Er zijn geen verbeende pezen aangetroffen zoals wel gemeld zijn uit de vleugels van Nyctosauromorpha. Bij veel van dit materiaal zijn de botwanden beschadigd. Boeken tonen meestal de zwaar gerestaureerde afgietsels.

#### Het opperarmbeen

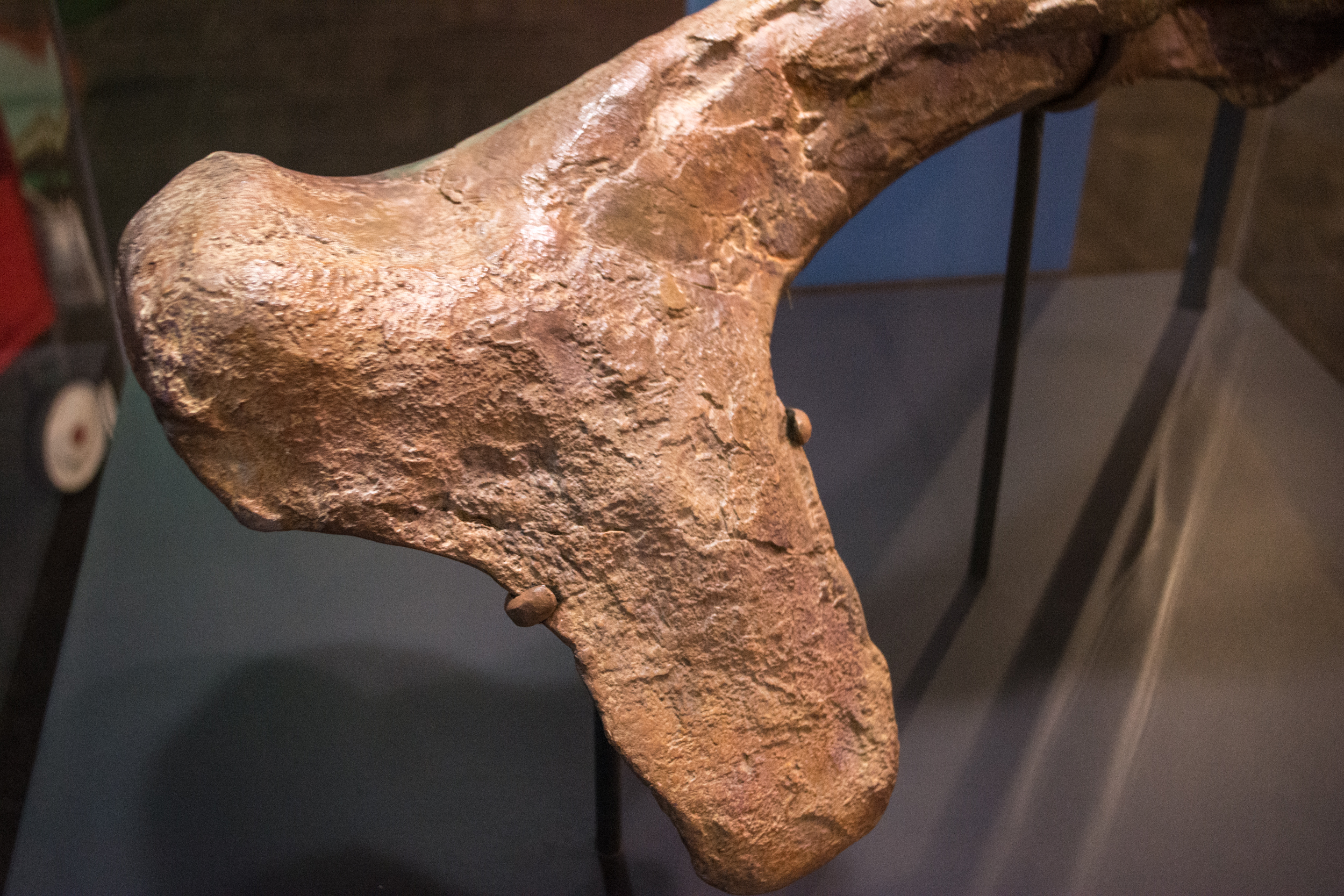
De deltopectorale kam, onderaan, van het opperarmbeen

Bij geen enkele andere bekende pterosauriër is het opperarmbeen zo extreem ingesnoerd en gewrongen als bij Q. northropi, tot een structuur die lijkt op een verdraaide zandloper. Dit effect wordt versterkt door een enorm verbreed onderste uiteinde, relatief breder zelfs dan bij Tethydraco. Om de kop van het opperarmbeen wikkelt zich een omvangrijk raakvlak met het schoudergewricht, dat wel nog de zadelvorm behoudt die bij pterosauriërs gebruikelijk is en noodzakelijk voor een slagvlucht. Aan de voorzijde en achterzijde van dit vlak liggen zwakke uithollingen die bij andere pterosauriërs ontbreken. Aan de onderzijde van de kop ligt een holte die doorboord wordt door een groot pneumatische foramen. Het bot is hol en de luchtzak drong hierdoor het element in. Q. lawsoni heeft een veel kleinere opening. De binnenzijde van de schacht toont een enorme crista ulnaris in de vorm van een kam in de lengterichting die nog hoger is dan het hoofdlichaam van de schacht zelf. De deltopectorale kam is zowel relatief als in absolute zin langer dan bij andere pterosauriërs. Het uitsteeksel, dat dertig procent van de schacht beslaat, staat opvallend haaks op de schacht zonder naar beneden te krommen. De bouw wijst op een zeer zware musculatuur. Meer distaal bevindt zich op de schacht een driehoekige uitholling richting de knobbel die contact maakt met het spaakbeen, aan de voorzijde begrensd door een massieve beenwal. Bovenrand en onderrand van de uitholling tonen een pneumatische doorboring. Bij de onderste gewrichtsknobbels staan de lange assen haaks op elkaar, terwijl ze bij Q. lawsoni in elkaars verlengde liggen. De binnenste knobbel is wat breder dan de buitenste, wat ongebruikelijk is. Het raakvlak met de onderarm is diep uitgehold. Dit kenmerk hebben de meeste wat meer afgeleide Pterosauria maar valt hier extra op door de aanzienlijke absolute omvang. Een opvulling door gips maakt het lastig de precieze vorm van dit vlak te bepalen.

#### Ellepijp
De ellepijp is bovenaan zeer breed, zowel de onderste gewrichtsknobbels van het opperarmbeen als facetten van het proximale syncarpale rakend. De ellepijp heeft 136% van de lengte van het opperarmbeen. Dat is wat minder dan het gemiddelde van 142% bij de Pterosauria als geheel en duidelijk minder dan de 152% bij Q. lawsoni die een verhouding toont welke typischer is voor Azhdarchiformes. De ellepijp is nog sterker ingesnoerd dan het opperarmbeen en deze insnoering overtreft die bij alle andere bekende pterosauriërs. De schacht heeft in het midden maar een vijfde van de breedte van de uiteinde; bij andere soorten is dat minstens de helft. Het smalle stuk loopt over een grote lengte door, ongeveer vijftig procent, anders dan bij Q. lawsoni. Het boveneind is verticaal en van voor naar achter verbreed, het ondereind voornamelijk verticaal. De verticale verbreding van het bovenste uiteinde steekt meer naar boven uit, van het onderste uiteinde meer naar beneden. Bij de meeste pterosauriërs is dat meer symmetrisch. Door de asymmetrie heeft het bot een wat golvend profiel. Het bovenste gewrichtsvlak heeft een rond profiel. Achteraan is er een afgeronde processus olecrani die als hefboom dient voor de musculus biceps bracchii, de spier die de arm strekt. Meer naar voren zijn er contactvlakken met de knobbels van het opperarmbeen. Hoewel die dus cotylen heten, zijn de vlakken in feite meer de vorm van hoge bollingen, hoewel er holten zijn in de toppen. Anders dan bij Q. lawsoni overlappen die cotylen elkaar niet. Tussen beide cotylen ligt een krachtige kam. De schacht is recht met een ronde dwarsdoorsnede; bij Q. lawsoni is de doorsnede ovaal. De verbreding aan het onderste uiteinde is abrupt en beperkt tot het onderste kwart. Het uiteinde heeft diepe voorste en achterste troggen. De randen daarvan verankerden vermoedelijk spieren zoals de musculus pronator quadratus. Er zijn drie contactfacetten met het proximale syncarpale.

#### Spaakbeen

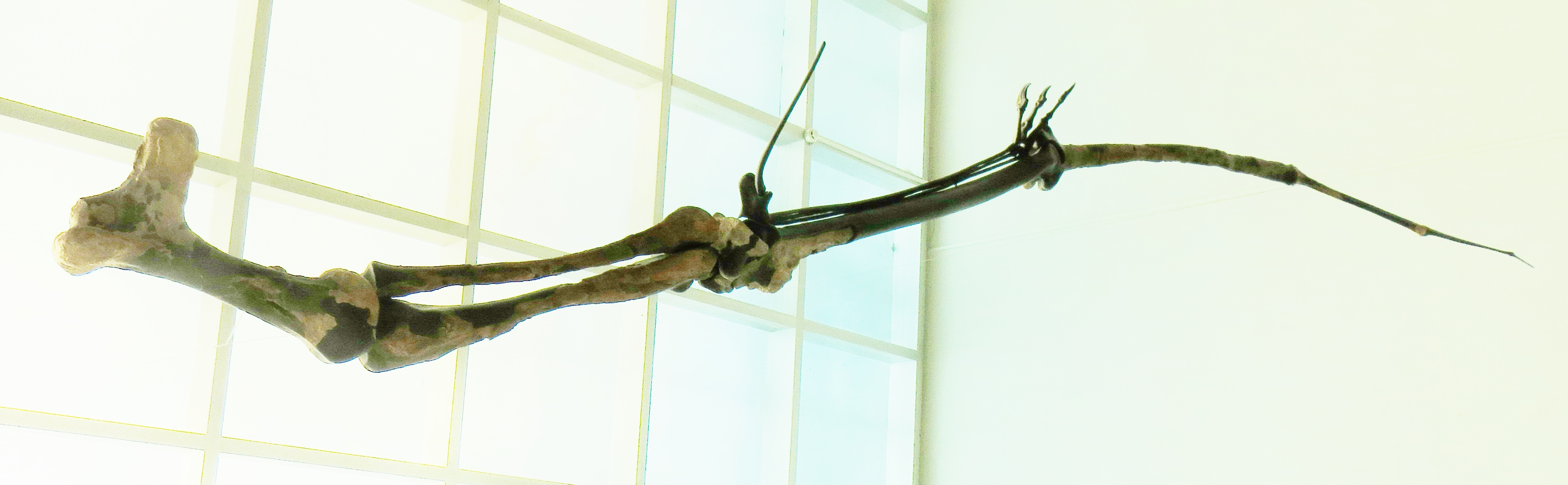
De vleugel

Het spaakbeen is geleidelijk ingesnoerd tot een derde van de verticale breedte, als het element plat gedacht wordt, en zestig procent van de breedte van voor naar achter. Het is met 702 millimeter iets korter dan de ellepijp zoals bij alle pterosauriërs. Het heeft eenentachtig procent van de diameter van de ellepijp; normaal is de verhouding bij Pterosauria zo'n driekwart en bij Q. lawsoni vierenzestig procent. De schacht is iets naar achter gebogen met de buiging in het midden. Het bovenvlak is een holte met iets erboven een grote bult. Van de bult uit loopt een ruwe richel naar beneden die zich in drieën splitst. Een richel loopt door naar de achterzijde tot het midden van de schacht en de andere twee gaan naar de onderzijde. Een daarvan wordt een kam die vermoedelijk overeenkomt met een langgerekte bult bij Q. lawsoni. De richels dienden kennelijk voor de aanhechting van allerlei spieren die de vingers kromden en strekten. De schacht is vijfenveertig graden om de lengteas gewrongen. De dwarsdoorsnede is rond, afwijkend van de ovale doorsnede bij Q. lawsoni. Het onderste uiteinde draagt een grote voorste hoek die het dwarsprofiel L-vormig maakt. Net als bij verwanten is de hoek weer voorzien van kleinere kammen. Het distale gewrichtsvlak is hoefijzervormig met twee aparte contactfacetten. Haaks bezien is het vlak plat, anders dan de bolling bij Q. lawsoni.

#### Pols
Uit de pols van Q. northropi zijn geen sesamoïde beentjes bekend, geen mediaal carpale en ook geen pteroïde. Alleen de proximale en distale syncarapale blokken zijn aangetroffen, waarvan de laatste nog aan de middenhand vastzat. Het proximale syncaprpale bestaat uit het ulnare en het radiale, die dus het contact vormden met respectievelijk de ellepijp, ulna, en het spaakbeen, radius. Bij het fossiel zijn ze ruim met gips gerestaureerd, wat de studie bemoeilijkt. Dit bovenste syncarpale is bijna kubusvormig door een grote verticale, als de vleugel plat gedacht wordt, lengte; de grootste dimensie is die van voor naar achter. Desalniettemin is het niet bepaald plat in de lengte van de vleugel bezien. In die richting bekeken is het ook meer zeshoekig. De drie facetten voor de ellepijp zijn groter dan de twee voor het spaakbeen. Ertussen ligt een driehoekig vlak waarin geen pneumatisch foramen zichtbaar is; Andres achtte het echter mogelijk dat dit bedekt was door gips. De facetten zijn licht hol; bij Q. lawsoni bol. De trapeziumvormige bovenzijde, als we van voren op de vleugel kijken, van het syncarpale wordt doorsneden door een trog waardoorheen pezen liepen, wellicht van de musculus extensor carpi radialis. Deze kant wordt doorboord door een pneumatisch foramen en misschien de tegenover gelegen kant ook, wat opnieuw slecht waarneembaar is door gips. Het vlak dat het distale syncarpele raakt, heeft twee facetten en is daarmee wat eenvoudiger gebouwd dan bij sommige verwanten die een derde facet bezitten.
Het distale syncarpale bestaat uit de vergroeiing van de tweede, derde en vierde carpalia. Het lijkt niet vergroeid met de middenhand. Er zijn holle driehoekige raakvlakken met het proximale syncarpale. Ertussen ligt een trog met daaraan verbonden een ovale holte waar een punt van het proximale syncarpale in past. Dit syncarpale toont geen pneumatische foramina.

#### Middenhand
De middenhand van Pterodactyloidea is langer dan de ellepijp of bovenarm. Van de twee bekende metacarpalia van Q. northropi is het derde middenhandsbeen het kleinere element, zoals gebruikelijk. De schacht ontbreekt zodat de lengte niet is vast te stellen. Van voren bekeken kromt het distale gewrichtsvlak, waar de derde vinger aan raakte, sterk omhoog zodat de schacht een knobbel vormt.
De bewaarde delen van het vierde middenhandsbeen, het belangrijkste dragende element, hebben een lengte van 604 millimeter, maar de oorspronkelijke lengte is op het dubbele hiervan geschat. Het raakvlak met de pols is bij Lophocratia bijna altijd rechthoekig, maar hier heeft het het profiel van een omgekeerde peer met een bovenste bolling als het element liggend gedacht wordt en een naar onderen uitstekende kam. Die was wellicht de aanhechting voor de musculus flexor digiti quarti, de spier die de vleugelvinger boog. De breedte van voor naar achter van het vlak is tachtig procent van de hoogte over de 'peer' gemeten. De kam mist een groeve of beenplaat om de pees van de spier te geleiden, wat uitzonderlijk is. De kam zet zich voor twintig centimeter over de kam voort, wat relatief kort is gezien de grote absolute lengte van het middenhandsbeen. De voorzijde draagt meer distaal een grote bult waaraan wellicht kapsels aan vastzaten. Door die bult is de voorzijde hoger dan de onderzijde breed is, wat uniek is voor de Lophocratia. De schacht is recht en loopt richting vinger snel taps toe tot een kwart van de verticale proximale hoogte. De schacht krijgt de vorm van een samengedrukte cilinder. Dit verschilt van de horizontaal afgeplatte ovaal bij basale pterosauriërs of de ronde of rechthoekige dwarsdoorsnede bij andere Pterodactyloidea. Door deze verenging heeft Q. northropi de grootste relatieve verbreding van het proximale uiteinde van alle bekende pterosauriërs, zo'n 350% ten opzichte van het dunste deel van de schacht. Het distale uiteinde toont twee knobbels. De knobbels worden gescheiden door een vlakke trog. De bovenste knobbel is groot en rond, een boog van 280° beschrijvend zodat de vleugel naar boven geklapt kon worden. De voorrand en achterrand buigen naar boven zodat een bovenste trog gevormd wordt waardoor de vierde vinger scharnierde. Het kon niet vastgesteld worden of zich in deze zone pneumatische openingen bevonden.

#### Kleine vingers

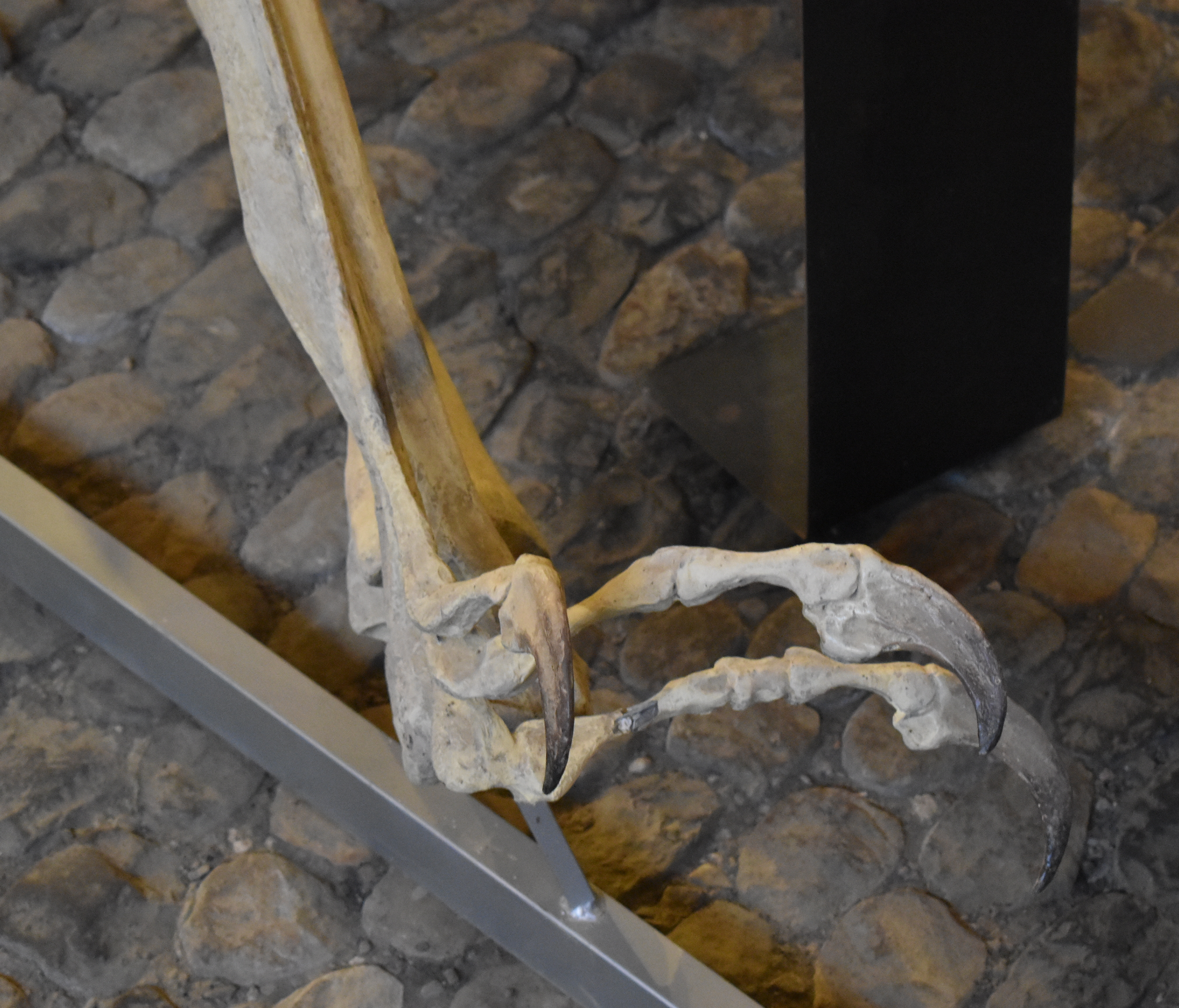
De kleine vingers zijn lastig te reconstrueren; in ieder geval lag de derde vinger in een ander vlak dan de eerste twee, anders dan hier getoond. Daarbij waren deze vingers vermoedelijk naar achteren geroteerd

Bij pterosauriërs waren de eerste, tweede en derde vinger veel kleiner dan de vierde vinger, de vleugelvinger. Van het genoholotype zijn negen fragmenten bekend uit zes kootjes. De oriëntatie van de vingers is bij pterosauriër omstreden. Andres ging ervan uit dat de derde vinger ten opzichte van de eerste twee om zijn lengteas geroteerd was. Wat de vierde vinger betrof, onthield hij zich van een definitief oordeel. De botwanden van de kootjes zijn vrij zwaar beschadigd.
Het bewaarde proximale uiteinde van het eerste kootje van de eerste vinger werd oorspronkelijk aangezien voor het proximale eind van het tweede middenhandsbeen. Het werd overeenkomstig gerestaureerd en afgietsels werden onder de foute identificatie aan musea verschaft die ze ook weer met onjuiste labels tentoonstelden. Het gewrichtsvlak is een holle ovaal. De achterrand is afgerond.
Het proximale uiteinde van het eerste kootje van de tweede vinger heeft een driehoekige dwarsdoorsnede. Het gewrichtsvlak is hol en druppelvormig. Het bewaarde proximale deel van het derde kootje is de tweede handklauw. De klauw heeft een hoge basis waarbij het gewrichtsvlak in de lengte verdeeld wordt door een zwakke richel. De klauw heeft 'bloedgroeven' aan de zijden, die dienden voor de verankering van een hoornschacht.
Met het uiteinde van het eerste kootje van de derde vinger deed zich een soortgelijk probleem voor als met de eerste vinger: het werd geïdentificeerd als het proximale uiteinde van het eerste middenhandsbeen. Het is sterk verbreed als bij andere azhdarchiden. Het gewrichtsvlak is trapeziumvormig met een ondiepe ronde uitholling. De voorrand toont een structuur die de basis kan zijn geweest van een sterk verbrede bult voor de spier die de vinger hief. De achterrand is versmald, wat de schacht een driehoekige dwarsdoorsnede geeft. Een fragment is bewaard dat vermoedelijk het uiteinde vormt dat met een zadelvormig gewricht het tweede kootje raakt. Van dit tweede kootje is slechts een klein stukje schacht bewaard dat weinig details toont. Het onder voorbehoud geïdentificeerde vierde kootje is de derde handklauw. Het loopt taps toe. De dwarsdoorsnede is eirond met een smallere voorrand. De klauw is iets robuuster en krommer dan de tweede handklauw.

#### De vleugelvinger

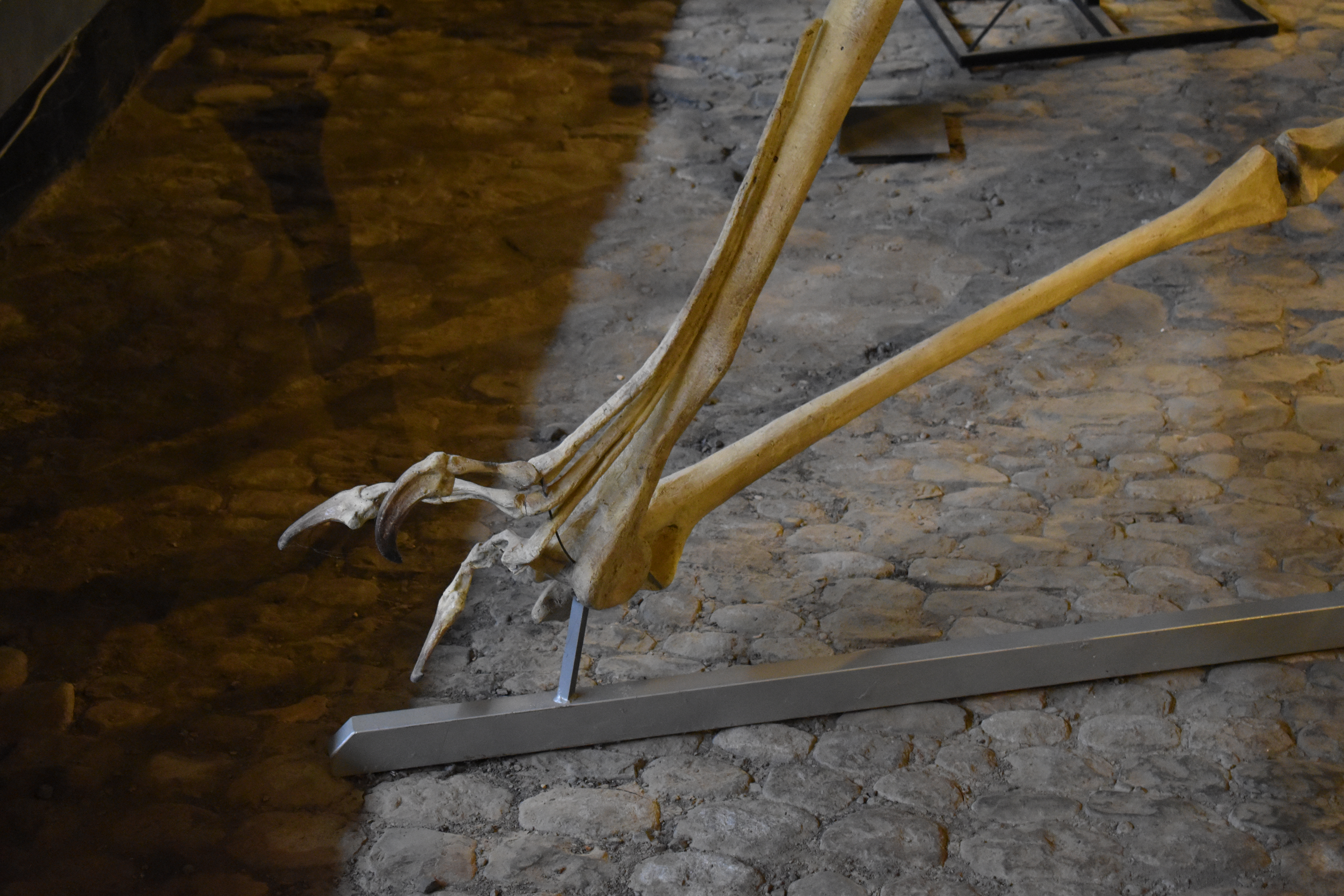
De vleugelvinger is strekkend naar boven geklapt en is dus geroteerd ten opzichte van de kleine vingers; we kijken hier dus op de onderzijde van het eerste kootje

De vierde vinger is de vleugelvinger die het buitenste membraan droeg. De vleugel werd vermoedelijk ingeklapt door een extreme strekking van deze vinger. De middenhand was daartoe naar achteren geroteerd; de enorme bovenste knobbel van het uiteinde van het vierde middenhandsbeen maakte de inklappende beweging mogelijk. De vierde vinger omvatte vermoedelijk vier kootjes.
Het eerste kootje van de vierde vinger, specimen TMM 41450-3.10, is met 1574 millimeter het langste bot dat van Q. northropi bekend is — of van de hele Pterosauria. Het lag in twee stukken: een van honderddertig centimeter en een distaal uiterste stuk van 277 millimeter lang. De uiteinden zijn echter afgebroken zodat de oorspronkelijke lengte in ieder geval nog wat hoger moet hebben gelegen. Daarbij ontbreekt er tussen de twee stukken vermoedelijk nog een sectie. Andres meende dat de echte lengte niet te bepalen viel. In ieder geval is het element uitzonderlijk langgerekt, 24,8 keer langer dan het smalste punt in het midden, vergeleken met een verhouding van 22,91 bij Q. lawsoni. De dwarsdoorsnede is een omgekeerde ongelijkzijdige driehoek met afgeronde hoeken waarbij dus het bovenvlak het langste is, gevolgd door de schuine zijde aan de voorkant en de schuine zijde aan de achterkant. De schacht is dus wat afgeplat. Het geheel verschilt van de ovale dwarsdoorsnede bij Q. lawsoni. Over de hele lengte blijven breedte en hoogte constant. Het distale uiteinde lijkt iets te verbreden, maar minder dan bij de meeste pterosauriërs; het kan zijn dat de uiterste punt naar voren taps toeliep.
Ook het tweede kootje is in twee stukken bewaard, een van 312 millimeter, het uiterste van 73 millimeter. Het proximale vlak is ongeveer tweeënhalfmaal zo breed en hoog als de schacht. Het is traanvormig met een diep eirond gewrichtsfacet. Het kootje heeft een diepe groeve op de onderzijde wat de dwarsdoorsnede T-vormig maakt, een typisch azhdarchide kenmerk voor tweede en derde kootjes. Andres merkt op dat de doorsnede beter beschreven kan worden als een τ, de Griekse kleine letter tau. De groeve loopt verder distaal uit maar wordt smaller en verplaatst zich naar de voorrand, terwijl er een tweede groeve verschijnt aan de achterrand. Tussen beide ligt een richel die schuin naar beneden en achteren gericht is. De bovenzijde is afgeplat en gaat geleidelijk in de voorrand en achterrand over. De schacht is als geheel ook afgeplat, 1,78 maal breder dan hoog. Het kootje loopt zeer geleidelijk taps toe met bijna evenwijdige zijden. Het distale stuk heeft geen τ-vormige doorsnede. Dit stuk is afgeplat met een licht bol profiel. De onderzijde heeft twee troggen met een richel ertussen. Pneumatische openingen ontbreken. Het distale uiteinde toont alleen nog een voorste richel op de onderkant die uitloopt in de voorste punt van het uiteinde. Het uiteinde heeft een citroenvormige dwarsdoorsnede met een voorste en achterste lob en een inzinking bovenop. Het gewrichtsvlak is bol met de punt meer achterwaarts gelegen en een kleine uitholling ervoor zodat de punt naar voren gekromd lijkt. De dwarsdoorsnede verschilt van het ovale profiel bij de meeste pterosauriërs.
Van het derde kootje zijn alleen de uiteinden bekend. Het proximale gewrichtsvlak is relatief hoog en is hol. De onderzijde toont een lengtetrog. Het distale uiteinde heeft een ovale dwarsdoorsnede. Het gewrichtsvlak is bol met de piek in het midden. De onderrand van het vlak is aanzienlijk verbreed. Er zijn weer geen pneumatische openingen te zien. Er moet ook een vierde kootje geweest zijn dat vermoedelijk de vorm had van een klein, naar achteren en beneden gebogen, element.

#### De zesde halswervel vanQuetzalcoatluscf.northropi
TMM 42889-1 is een zesde halswervel die slechts onder voorbehoud met Q. northropi in verband kan worden gebracht. De nummering kan bepaald worden door vergelijking met wervelreeksen van Q. lawsoni. Het is de enige die uit een zandsteenlaag van de Big Bend geborgen is en heeft ook het grootste volume van alle pterosauriërwervels uit het gebied. De bewaarde lengte is eenenveertig centimeter; de oorspronkelijke lengte werd door Andres geschat op vierenveertig centimeter. De wervel is opvallend verticaal afgeplat wat een ovale dwarsdoorsnede oplevert. Hij is 9,51 maal langer dan breed en 21,71 maal langer dan hoog. Hij is middenin niet overdwars ingesnoerd maar er is wel een verticale deuk op een derde van de lengte van de achterkant gemeten. De voorste onderzijde toont een begin van een hypapofyse die weliswaar geen echte zwelling heeft maar zich wel naar achteren voortzet als een verheven band op de onderkant. De bovenrand van het ruggenmergkanaal is diep ingesneden, dieper dan bij enig andere halswervel uit de Big Bend. Het ruggenmergkanaal heeft een plat rechthoekige dwarsdoorsnede. Er naast lopen driehoekige pneumatische kanalen. Het doornuitsteeksel bestaat uit een voorste en vrijwel horizontaal naar achteren gericht achterste uitsteeksel, verbonden door een lengterichel. De achterste gewrichtsuitsteeksels hebben geen epipofysen op hun basis. Het wervellichaam eindigt in een ronde condyle. Daarnaast steken de gewrichtsuitsteeksels naar achteren. Lager en verder naar achteren steken de stompe exapofysen, tot iets voorbij de condyle. De exapofysen beperkten de zijdelingse beweeglijkheid van de nek, die wegens het lage aantal zeer langwerpige wervels toch al niet sterk gekromd kon worden.

#### Het dijbeen vanQuetzalcoatluscf.northropi
Er zijn twee grote dijbeenderen in de Big Bend gevonden, het rechterdijbeen TMM 41047-1 en het linkerdijbeen TMM 41398-3. Het rechterdijbeen is van een exemplaar dat ongeveer driekwart van de lengte gehad moet hebben van het genoholotype. Het linkerdijbeen heeft weer zeventig procent van de lengte van  het rechterdijbeen. TMM 41047-1 is het langste pterosauriërdijbeen dat bekend is. Het is ook het meest robuuste met een breedte overdwars die 175% bedraagt van de breedte van voor naar achteren gemeten. De kop van het dijbeen is zeer fors en staat haaks op de nek. Dat is uitzonderlijk voor pterosauriërs waar de kop typisch meer op de onderzijde staat. De nek is ingesnoerd tot zesenveertig procent van de kopdiameter, een vrij normale waarde. De doorsnede van de nek is ovaal. Nek en kop maken samen een hoek van 139° met de schacht. De trochanter major is een verruwing die de hele breedte van de achterste schacht beslaat en vrij hoog staat, naar buiten driehoekig uitlopend. Er bevindt zich een korte richel tussen de kop van het dijbeen en de trochanter major. Aan de voorkant van de trochanter major bevindt zich een trog. Er is vermoedelijk een trochanter minor maar ook nog een extra bult waar de bovenste beenstijl van de schacht omheen draait. Meer naar achter bevindt zich een enorme verticale verruwing die op de achterste buitenhoek van de schacht ligt en over een kwart van de bewaarde lengte naar beneden loopt. Andres verwierp de hypothese dat het om de trochanter internus zou gaan, de aanhechting voor de musculus puboischiofemoralis externus.
De schacht van het dijbeen is sterk naar voren gebogen, onder een boog van veertig graden. De dwarsdoorsnede is ovaal met een vrijwel constante dikte over de hele lengte. Op de binnenzijde van de bovenste schacht bevindt zich een richel voor de musculus adductor femoris.

### Quetzalcoatlus lawsoni

#### Grootte

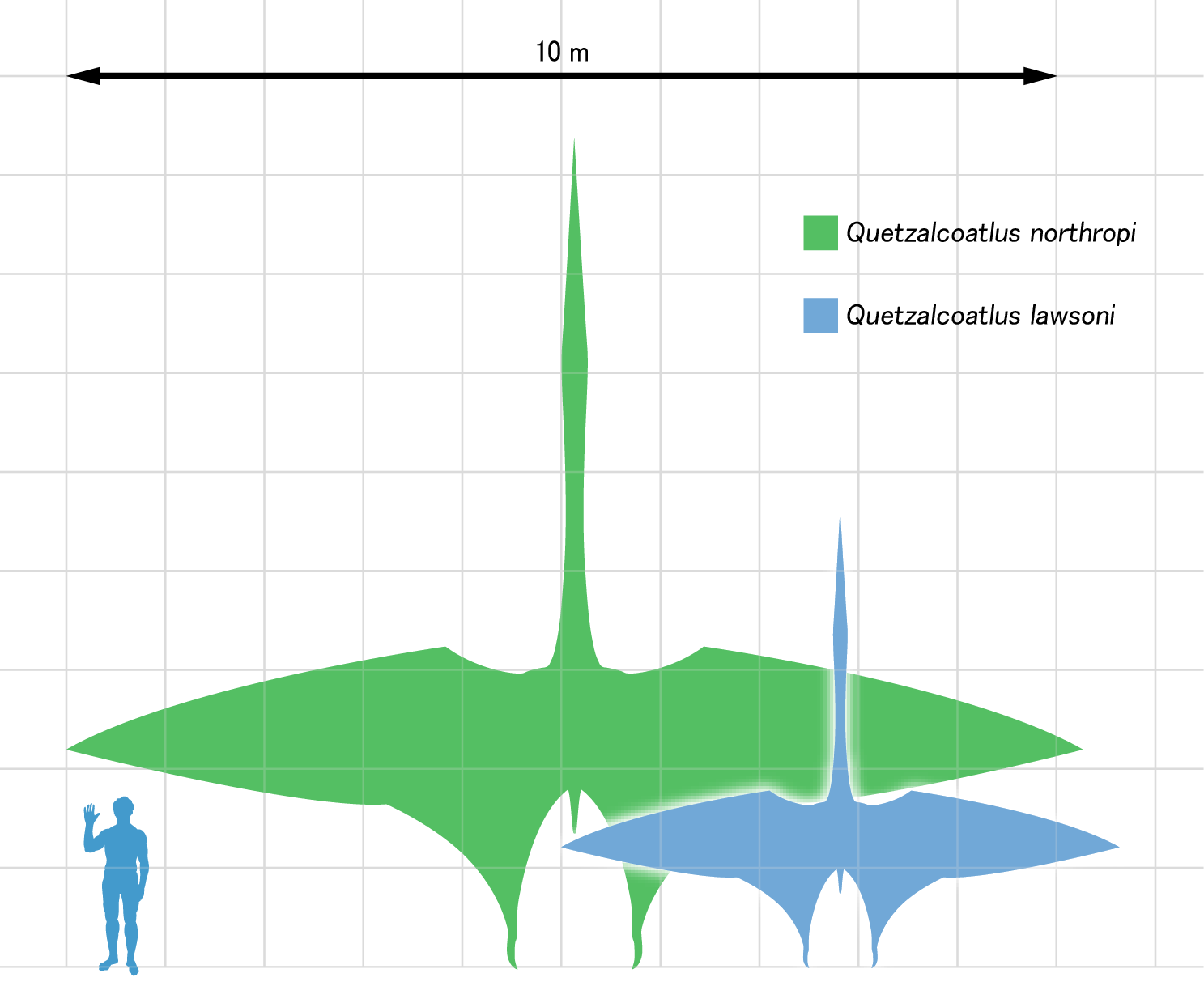
Q. lawsoni is veel kleiner dan Q. northropi

Andres schatte de vleugelspanwijdte van Q. lawsoni in 2021 op vierenhalve meter.

#### Onderscheidende kenmerken vanQuetzalcoatlus lawsoni
In 2021 werden verschillende autapomorfieën vastgesteld. In sommige daarvan verschilt Q. lawsoni van Q. northropi. Het opperarmbeen heeft een onderste gewrichtsvlak met drie pneumatische foramina. De ellepijp heeft een pneumatische opening tussen de lobben van het bovenste gewrichtsvlak. De ellepijp heeft over het distale derde deel een geleidelijke verbreding naar beneden toe, als men het element plat denkt. Bij het distale gewricht van de ellepijp loopt het bovenste deel niet door over de voorkant. Het spaakbeen heeft over het distale derde deel een geleidelijke verbreding naar beneden toe, als men het element plat denkt. In het proximale syncarpale van de pols heeft het radiale een groot pneumatisch foramen onder het bovenste gewrichtsfacet. Het distale syncarpale heeft een bovenvlak met een ovaal foramen aan de basis van het uitsteeksel van het mediale carpale. Bij het eerste kootje van de eerste vinger heeft de voorkant richels over de bovenrand en de onderrand.
Daarnaast tonen veel skeletelementen die niet bij Q. northropi bewaard zijn gebleven kenmerken die van geen enkele andere pterosauriër bekend zijn. Sommige van de eigenschappen die Andres opsomde, waren echter niet strikt op zich uniek maar wel in combinatie. De snuit en de bovenste kaakrand zijn golvend in zijaanzicht. De snuit heeft een dwarsdoorsnede als een omgekeerde T. Het verhemelte heeft een foramen voor het niveau van de fenestra nasoantorbitalis. De fenestra nasoantorbitalis is hoog waarbij veertig procent boven de oogkas uitsteekt. De snuitkam bevindt zich boven de achterste helft van de fenestra nasoantorbitalis met in zijaanzicht een als een bochel uitstekend rechthoekig profiel. De verhemeltebeenderen zijn naar beneden gebogen. De neusbeenderen zijn extreem vergroot en vergroeid. De voorhoofdsbeenderen staan verticaal. De voorhoofdsbeenderen vormen een plat beenplateau waar ze de praemaxillae en neusbeenderen raken. In het verhemelte lopen de interne neusopeningen, de choanae, in elkaar over met een voorste verbreding. Het buitenste zijuitsteeksel van het pterygoïde heeft een foramen in de basis. Het quadratojugale is naar boven verplaatst in het onderste slaapvenster. Het quadratojugale is zandlopervormig met openingen in de randen. Het onderste kaakgewricht heeft een richel van achteren schuin naar buiten lopen, gecombineerd met een schuin naar voren gericht plat oppervlak en een inkeping in de onderrand van het gewrichtsvlak. De voorste punt van de onderkaak is verticaal afgeplat zonder richels op de randen. Het bovenvlak van de symfyse van de onderkaken, alsmede de achterste onderzijde van de symfyse hebben ronde openingen. De symfyse van de onderkaken heeft een achtereind met richels op het bovenvlak die naar binnen buigen. De tak van de onderkaak heeft scherpe richels op de randen. De symfyse van de onderkaken heeft een inzinking zonder randen. Bij de atlas draagt de wervelboog een achterste gewrichtsuitsteeksel. De draaier is langer dan breed aan de achterzijde. Bij de draaier staat het doornuitsteeksel verticaal. Bij de draaier heeft het doornuitsteeksel de vorm van een blad. De draaier heeft massieve richels. De draaier heeft een robuuste richel lopen langs de binnenzijde van het achterste gewrichtsuitsteeksel. Het wervellichaam van de draaier heeft een zijkant met een pneumatsich foramen in een diepe uitholling. De draaier heeft een ruggenmergkanaal waarvan het achterste uiteinde een eirond profiel heeft. De halswervels achter de draaier hebben preëxapofysen. Bij de middelste halswervels overhangen de doornuitsteeksels het achterste uiteinde van het ruggenmergkanaal. Bij de derde halswervel is het doornuitsteeksel hoog met een rechthoekig profiel in zijaanzicht. Bij de derde halswervel zijn de achterste gewrichtsuitsteeksels ruitvormig in bovenaanzicht. Bij de derde halswervel hebben de achterste gewrichtsuitsteeksels grote epipofysen. De derde halswervel heeft een groeve op de voorzijde van de wervelboog. De derde halswervel heeft richels op de achterste gewrichtsuitsteeksels. Bij de derde halswervel heeft de zijkant een uitholling onder het achterste gewrichtsuitsteeksel. De derde en vierde halswervels hebben bollingen op de onderzijde. De vierde halswervel heeft een holle onderrand in zijaanzicht terwijl de achterste condyle naar beneden buigt. De vierde halswervel heeft een achterste insnoering op welk punt de dwarsdoorsnede van breder dan hoog naar hoger dan breed overgaat. Bij de vierde halswervel is het doornuitsteeksel achteraan hoger dan vooraan. Bij het opperarmbeen bedraagt de hoogte van de deltopectorale kam meer dan tweemaal de breedte gemeten op de halve hoogte van de kam. Bij de ellepijp heeft het proximale uiteinde een richel op de onderzijde van het voorvlak. In de pols heeft het mediale carpale een inkeping in de binnenste rand van de proximale uitholling. Het mediale carpale heeft een putje schuin onder en voor de peesgroeve dat naar buiten gericht is. Het mediale carpale heeft een groot ovaal foramen in het midden van het binnenste oppervlak. Het knokkelbeentje van de pols heeft een richel rond de omtrek lopen, alsmede een kort zijuitsteeksel en een klein foramen. Bij het binnenste onderste enkelbeen beslaat het bovenvlak driekwart van de breedte van voor naar achter en honderd procent van de breedte overdwars. Het buitenste onderste enkelbeen heeft een zeer grote peesgroeve die tot achter het binnenste onderste enkelbeen kromt. Het onderste raakvlak tussen de onderste enkelbeenderen is groter dan het bovenste raakvlak.

#### Skelet vanQuetzalcoatlus lawsoni
Van de kleinere exemplaren is een belangrijk deel van het skelet bekend. Het meest complete daarvan is TMM 41961-1, een individu met een vleugelspanwijdte van 4,7 meter en een door G.S. Paul geschat gewicht van vijfentwintig tot dertig kilogram. Deze delen bleven lange tijd onvoldoende beschreven. Lawsons eerste artikel was zo minimaal in zijn beschrijving dat serieus gesteld is dat de naam een nomen nudum gebleven is; meer gegevens staan in zijn dissertatie, maar die is nooit gepubliceerd. In 1996 verscheen een beschrijving door Langston en Alexander Kellner van alleen de schedel, op basis van vier gedeeltelijke exemplaren. In 2021 beschreef Andres de schedel in meer detail, op basis van acht exemplaren, en verder het postcraniaal skelet. In het materiaal lijken twee morfen aanwezig te zijn. Sommige schedels zijn groter met een bult op het kamprofiel en een hoge schedelopening. Andere zijn kleiner maar langwerpiger, hebben een kortere schedelopening en een halfcirkelvormige snuitkam. Andres schreef beide vormen aan Q. lawsoni toe. De gegevens waren onvoldoende om te bepalen of het ging om individuele variatie, rijpingsverschillen, seksuele dimorfie of anagenese.

##### Schedel

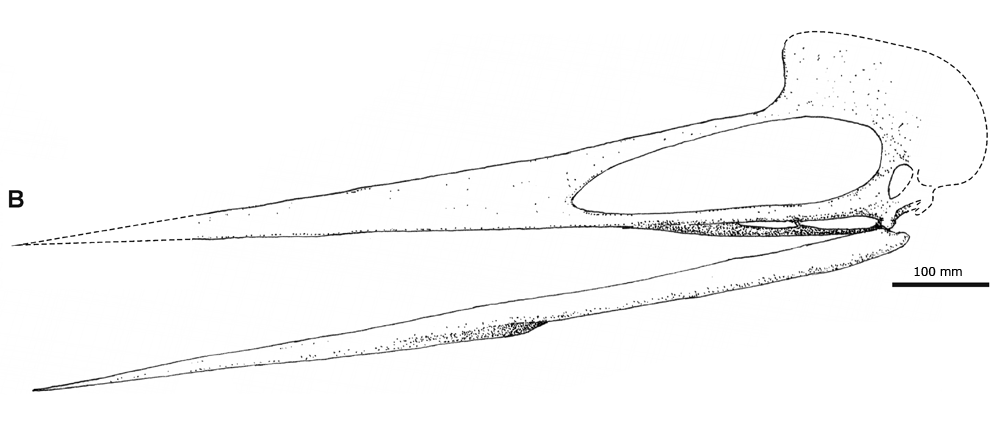
Een reconstructie van de schedel; de stippellijn geeft aan dat achteraan de vorm van de schedelkam onbekend is. De kaken zijn te recht getekend en hadden in feite een iets golvend profiel

Van de schedel van Quetzalcoatlus lawsoni was in 2021 de bovenste achterzijde en de snuitpunt onbekend. De schedel is langwerpig, sterker dan bij alle andere bekende Neopterodactyloidea. Onder de Pterosauria als geheel hebben alleen de Ctenochasmatidae duidelijk langwerpigere schedels. Andres schatte in 2021 de lengte van het grootste exemplaar, TMM 41954-62, op 1111 millimeter. Dat maakt de kop opvallend groot ten opzichte van de romp: veertigmaal de lengte van een ruggenwervel, een waarde die alleen overtroffen wordt door Tupuxuara leonardii en Geosternbergia. De snuit maakt daar een groot deel van uit: achtenvijftig procent. De schedel heeft het hoogste punt boven de achterste fenestra nasoantorbitalis. In 1996 werd een schedellengte van honderdzes centimeter gegeven en een grootste hoogte van tweeëntwintig centimeter. Bij niet-azhdarchide pterosauriërs ligt het hoogste punt meer achteraan, boven het kaakgewricht. Bij Q. lawsoni maakt dit een opvallend verschil uit want boven dat gewricht is de schedel maar 157,56 millimeter hoog. De breedte van de schedel heeft tweeënzestig procent van de hoogte en is daarmee relatief sterk overdwars afgeplat.
De kaken zijn tandeloos en eindigen vooraan in een punt die aanzienlijk spitser was dan Lawson oorspronkelijk veronderstelde. Hij wees namelijk een weliswaar in Texas, maar niet op zijn tweede vindplaats opgegraven fragment van de snuit van een pterosauriërschedel, TMM 42489-2 gevonden in 1986, aan Quetzalcoatlus toe; dit behoorde in feite echter aan een andere soort, vermoedelijk een nog onbeschreven laat lid van de Tapejaridae of een verwant van Tupuxuara. Tot het midden van de jaren negentig toonden de illustraties, waaronder de beroemde van John Sibbick in Peter Wellnhofers The Illustrated Encyclopedia of Pterosaurs, daarom een te brede punt, een combinatie van de aanzet van de snuitkam van de onbekende soort en de lange schedel van Quetzalcoatlus. Pas in 1996 werd deze fout rechtgezet. In 2021 werd dit het aparte geslacht Wellnhopterus.

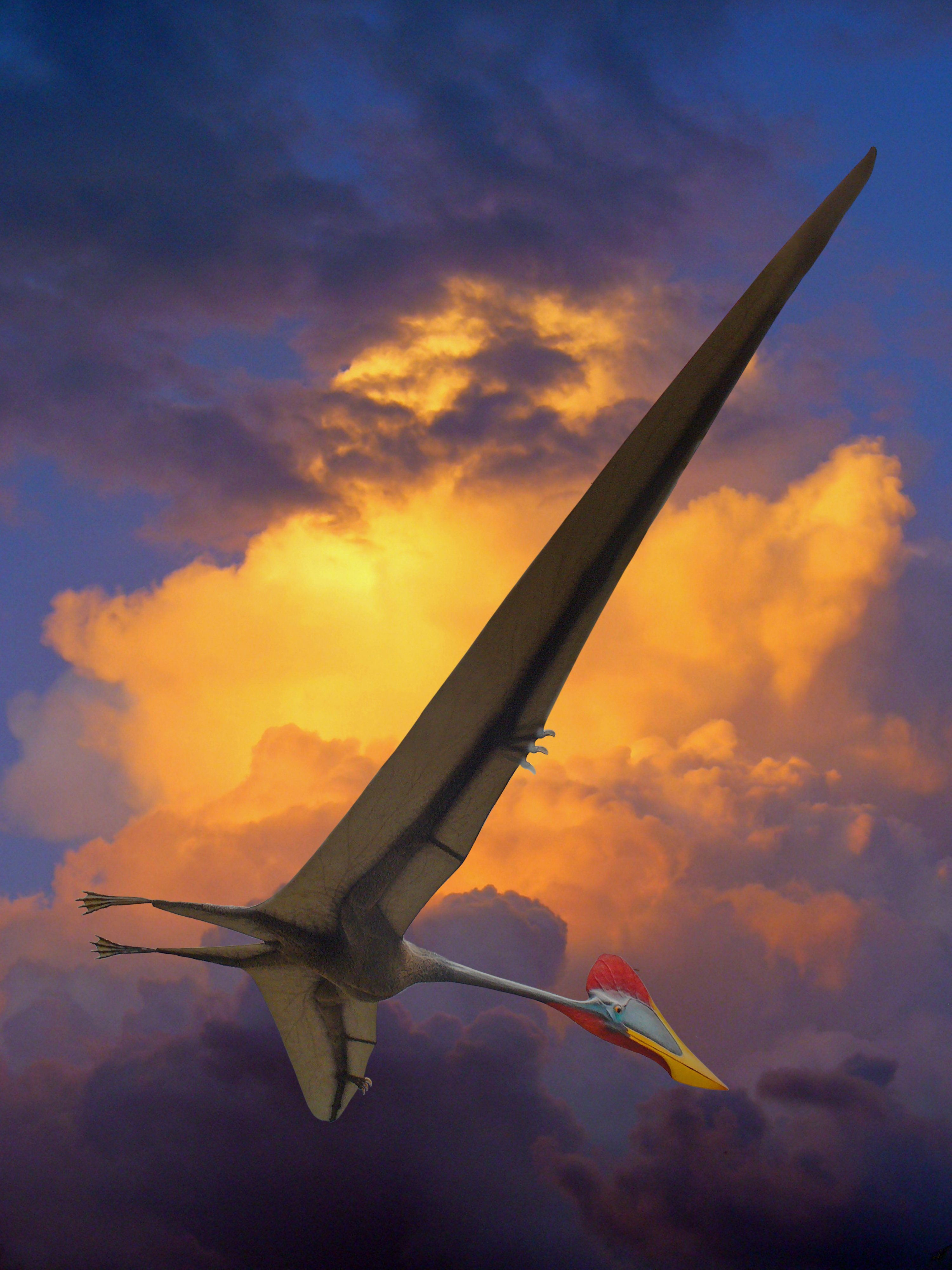
Een model met de oude foute reconstructie van de schedel en een te dunne nek

De kaken buigen iets naar beneden. Volgens Langston de iets langere onderkaken wat sterker dan de snuit zodat de bek vermoedelijk niet helemaal gesloten kon worden en er een gaping van zo'n vijf centimeter overbleef. Volgens Andres echter is het profiel golvende doordat de voorste kaken juist iets naar boven buigen. De snuit heeft een driehoekige dwarsdoorsnede, min of meer in de vorm van een omgekeerde Y, dus met een verbrede onderkant en zonder afgeplatte zijkanten. Achteraan de snuit wordt de schedelwand doorboord door een groot venster, de fenestra nasoantorbitalis, dat de samenvloeiing is van het neusgat en de bij Archosauria gebruikelijke fenestra antorbitalis. Dit venster is groot, hoewel relatief wat kleiner dan bij verwanten en beslaat eenendertig procent van de schedellengte en twee derden van de hoogte. Het is vooraan spits, met een rechter onderrand en een afgeronde achterkant en bovenkant. De oogkassen staan uniek laag voor de Azhdarchoidea, zijn peervormig van profiel (zij het zonder insnoering) met de punt naar beneden en onder het niveau van de onderrand van de fenestra nasoantorbitalis, en zijn achter het kaakgewricht geplaatst. De precieze vorm van de slaapvensters is onbekend. Hetzelfde geldt voor de choanae, de interne neusgaten in het verhemelte. De fenestra postpalatina is driehoekig in profiel.
De snuit wordt grotendeels gevormd door de gepaarde praemaxillae, de voorste snuitbotten. Die zijn overdwars zeer smal, zonder verdikking halverwege. Hun kaakranden zijn vooraan scherp, achteraan meer afgerond. Omdat de bovenzijden van de praemaxillae smaller zijn, ongeveer één millimeter overdwars, kunnen ze omschreven worden als een scherpe 'kiel'. De bovenzijde kan overdwars afgerond zijn of met een rechthoekig dwarsprofiel. Die kiel wordt naar achteren lager maar niet omdat het bovenprofiel zakt maar doordat de zijkanten van de snuit steiler worden. Uiteindelijk loopt de kiel over in de schedelkam. De kiel is massief, zonder sponsachtig bot. De onderzijde van de snuit is vlak, zonder middenrichel. Er is vooraan zelfs geen beennaad en er zijn ook geen foramina. Wel zijn er groeven langs de zijranden die als bevestiging kunnen dien voor een hoornsnavel. Die kan doorgelopen hebben tot een punt vlak voor de fenestra nasoantorbitalis waar een naar voren gericht foramen incisivum ligt; daarachter verandert het verhemelte van botstructuur en begint het naar beneden te buigen. Achteraan overlapt de kiel van de praemaxillae de voorste takken van de neusbeenderen en vormt dan een relatief brede structuur, hol boven de fenestra nasoantorbitalis en bol vlak voor de schedelkam. Uiteindelijk kepen de praemaxillae de neusbeenderen in, die met de voorhoofdsbeenderen een kleinplateau vormen op het schedeldak aan de achterrand van de praemaxillae.
De achterkant van de schedel, bij specimen TMM 41961-1 geschat op een hoogte van minstens tweeëntwintig centimeter, draagt een kam, die vooraan vrij abrupt begint boven het midden van de grote schedelopening, de fenestra nasoantorbitalis die een derde van de schedellengte beslaat, en al vrij snel naar achteren lijkt te buigen. Volgens Langston werd deze kam gevormd door het voorste snuitbot, de praemaxilla. Het zou dus eigenlijk een snuitkam zijn. De dikte overdwars is één millimeter, de hoogte is minstens vijf centimeter en de lengte minstens zeven centimeter. De precieze vorm en grootte is verder onbekend, maar hij eindigt vermoedelijk weer midden op het achterhoofd; vroegere illustraties tonen alleen deze aanzet als een puntje. De hypothese uit het begin van de jaren negentig dat de kam naar voren doorliep tot aan de punt van de snuit is door nieuwere vondsten weerlegd en was opnieuw door de tapejaride snuit geïnspireerd. De absolute lengte van de schedel is dus onbekend, maar moet al bij deze kleinere vormen ruim boven de meter hebben gelegen. Bij specimen TMM 41961-1 werd de lengte geschat op honderdzes centimeter. Het genoholotype zou dus een schedel van tweeënhalve meter kunnen hebben gehad.
De meer achterste elementen van de schedel, zoals het bovenkaaksbeen, het neusbeen, het traanbeen en het jukbeen, zijn zwaar vergroeid en hun precieze begrenzing is onduidelijk. De vergroeide neusbeenderen vormen een opvallend grote wig die ver vooraan onder de praemaxillae uitsteekt. De achterzijde staat haast verticaal. Zoals bij alle Azhdarchidae ontbreekt een neergaande tak. Het traanbeen vormt zover waarneembaar een halvemaanvormig element dat alleen de voorrand van de voorrand van de oogkas uitmaakt. Waaruit de achterrand van de voorste balk dan bestaat, is onduidelijk; Andres speculeerde dat er een vergroeiing met de neusbeenderen plaatsvond tot "nasolacrimalen" maar kon niet verklaren hoe dat mogelijk is als die geen neergaande takken hebben. Het voorhoofdsbeen maakt een klein deel uit van de oogkas maar niet van de snuitkiel. Wel vormen de voorhoofdsbeenderen een korte lage kam erachter. Het jukbeen heeft geen richel of uitholling op de zijkant. Het hoofdlichaam is vrij hoog. De voorste tak maakt maar een klein deel uit van de kaakrand maar overlapt de achterste tak van het bovenkaaksbeen om een groot deel van de beenbalk onder de fenestra nasoantorbitalis te vormen. Verschillende los gevonden elementen zouden de quadratojugalia kunnen vertegenwoordigen maar hun vorm is omstreden. Het qudaratojugale lijkt vrij hoog te hebben gelegen.
Het quadratum helt 27° naar achteren. Dit is relatief verticaal maar brengt toch het kaakgewricht onder de oogkas. Onderaan breed in de functie van bovenste kaakgewricht, vernauwt het naar boven toe tot een staafvorm waarvan de dunheid volgens Andres echter niet overdreven moet worden. Om de onderkaak zijwaarts te kunnen dwingen heeft de groeve tussen de gewrichtsknobbels volgens Langston min of meer een spiraalvorm. Andres ontkent deze functie echter en ziet slechts een ongebruikelijk achterwaartse ligging ten opzichte van een diagonale richel die op de positie ligt waar andere soorten een groeve hebben. Desalniettemin zou het geheel toch de vorm van een spiraal hebben maar een die evenwijdig aan de kaakrand loopt en de onderkaak niet naar buiten dringt. De groeve loopt naar achteren en buiten onder een hoek van veertig graden. De buitenste gewrichtsknobbel, die wat hoger ligt dan de binnenste, heeft een achterste en driehoekig voorste gewrichtsvlak, van elkaar gescheiden door de scherpe richel. Het voorste vlak articuleert met de buitenste gewrichtskom van de onderkaak. Het achterste gewrichtsvlak vormt een scherp afstaande uitholling die iets schuin naar boven gericht is. Van de binnenste gewrichtsknobbel loopt een richel over de onderste achterrand van het quadratum die overgaat in de binnenrand van het achterste gewrichtsvlak. Als de onderkaak geopend wordt, past een tongvormig klein uitsteeksel, of beenlip, aan de buitenste achterkant van het onderste kaakgewricht precies in het achterste gewrichtsvlak van de buitenste gewrichtsknobbel van het quadratum en voorkomt daarmee een te grote opening of forcering. Van de hersenpan is weinig bekend.
Het verhemelte vormt een licht bolle plaat tussen de bovenkaakranden die ten opzichte daarvan niet naar beneden uitsteken. Het achterste deel van het verhemelte, gevormd door het pterygoïde, steekt nog meer naar onderen uit. Het venster achter het verhemeltebeen, van de voorliggende choana gescheiden door een uitsteeksel van het pterygoïde, is peervormig met de smalle kant naar voren gericht en relatief groot. De achterliggende fenestra subtemporalis, ervan gescheiden door het ectopterygoïde, is nog groter.

##### Onderkaken

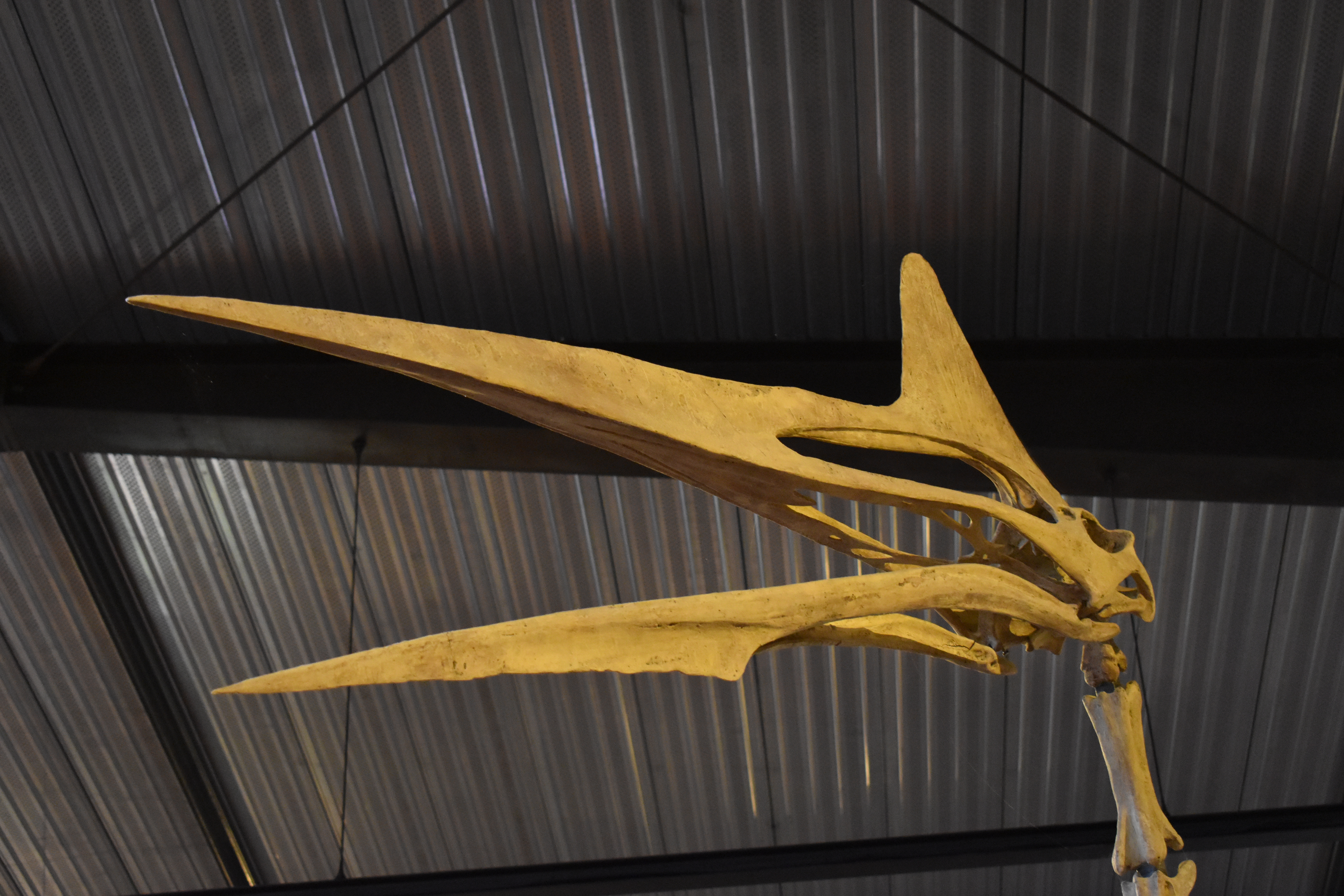
Model van de kop

Onder de voorste samengroeiing van de onderkaken, de bij Quetzalcoatlus relatief lange symfyse, bevindt zich een lage kam. Die eindigt achteraan vrij abrupt; wellicht dat zich hier het aanhechtingspunt bevond voor een keelzak. Bij het openen van de muil drukte volgens Langston het kaakgewricht de beide takken van de mandibula uiteen zodat de keelopening iets vergroot werd, een aanpassing om grote prooien in te slikken.
De onderkaak is recht in bovenaanzicht, langwerpig en tandeloos. De curve is golvend; ondanks een buiging naar beneden is de kaak als geheel schuin naar boven gericht zodat de punt bij de opwaartse curve van de snuitpunt aansluit. Langston schatte in 1996 de typische lengte van de onderkaak van de Quetzalcoatlus sp.-exemplaren op zesennegentig centimeter. Andres gaf in 2021 een maximale lengte van 1052 millimeter. Dat betekent dat de onderkaak vijfennegentig procent van de lengte van de schedel beslaat, een hoger percentage dan bij de meeste pterosauriërs. De lengte is 19,28 maal de hoogte wat alleen overtroffen wordt bij Leptostomia begaaensis en Ctenochasma elegans. Bij de achterste kaakgewrichten hebben de onderkaken een breedte van vijfenzestig à zeventig millimeter. De symfyse, de vergroeiing van de voorste onderkaken, beslaat ongeveer 58% van de totale lengte van de mandibula, het geheel van de onderkaken samen. De symfyse is vijfmaal hoger dan breed. De hoogte van de onderkaak neemt naar voren toe richting de symfyse, maar niet in de mate als bijvoorbeeld Pteranodon toont, waarbij vaak wordt aangenomen dat de hoge achterrand van de symfyse naar achteren uitliep in een grote keelzak. Of men zo'n keelzak ook voor Quetzalcoatlus wil aannemen hangt af van de levenswijze die men het dier toeschrijft.
De symfyse loopt volgens Langston naar voren uit in een spitse en afgeplatte vlakke punt, vooraan niet meer dan drie à vier millimeter hoog. De uiterste punt is volgens Andres echter onbekend zodat de precieze vorm niet te bepalen valt. Meer naar achteren raken de dentaria geleidelijk iets uitgehold. De symfyse heeft een driehoekige dwarsdoorsnede. Er is dus wel een soort kiel maar geen kam. De bovenrand van het dentarium blijft naar achteren meer horizontaal lopen, terwijl de onderrand meer naar boven kromt. Samen krommen ze iets bol omhoog. Onderaan raken de dentaria eerder gescheiden dan bovenaan, waar de symfyse ongeveer vijfenzestig millimeter verder naar achteren doorloopt. Dat betekent ook dat de achterrand van de symfyse een soort overkapping moet vormen, maar de precieze vorm daarvan is onbekend. Achter de scheiding is de bovenrand van het dentarium scherp, de onderrand meer verbreed. De buitenwand is daar iets bol, de binnenwand hol.

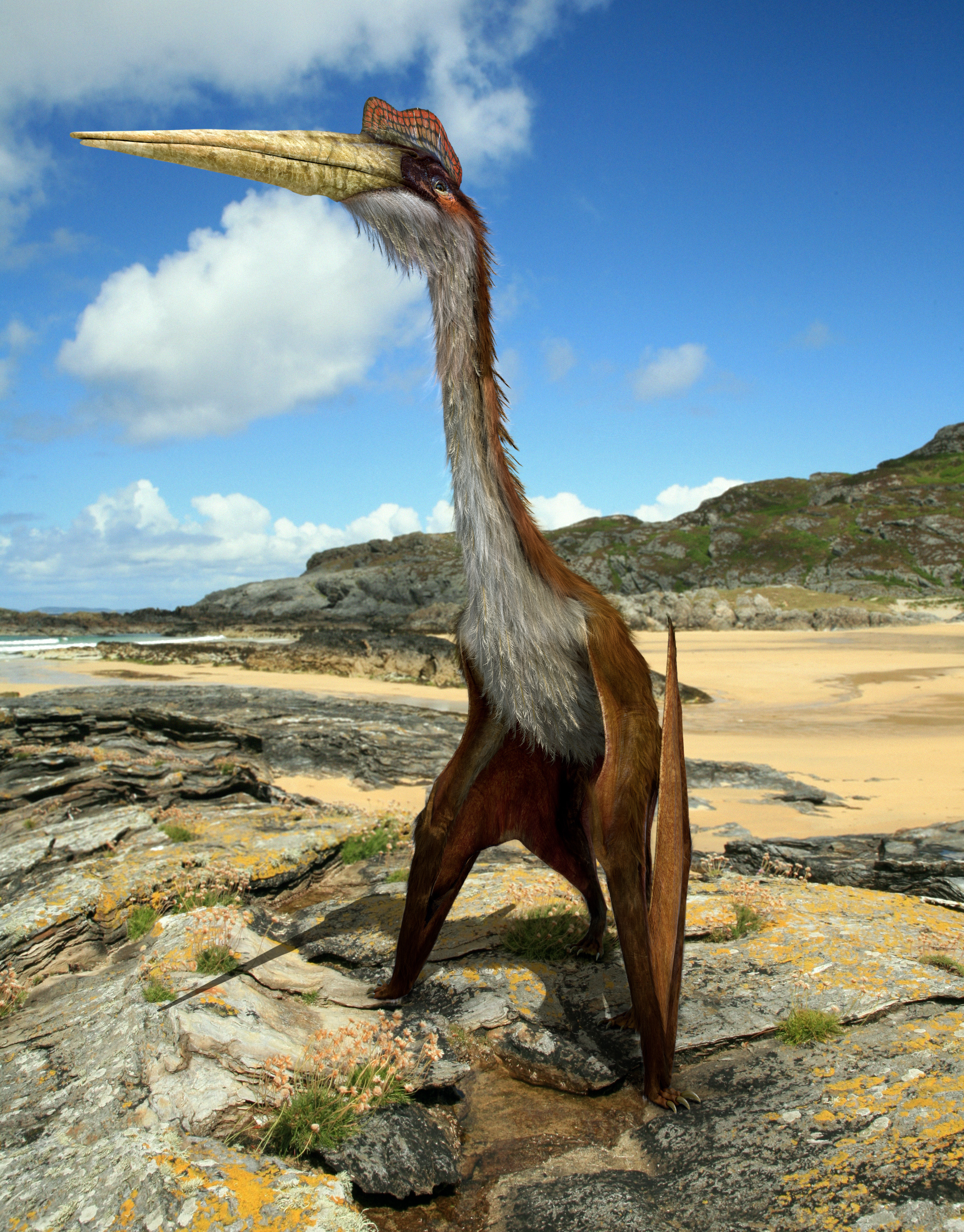
Quetzalcoatlus kon goed rechtop staan

Achter het dentarium of os dentale ligt bovenaan het surangulare. Het is langwerpig en zet de neergaande kromming voort tot aan het kaakgewricht. Dit wordt vermoedelijk grotendeels of zelfs geheel gevormd door het articulare. Het gewricht is afgeplat en hoekig, heel anders dan de bultige vorm van huidige koudbloedige reptielen. Er zijn twee naastgelegen gewrichtsvlakken, waarvan de buitenste de grootste is, met de lange as overdwars geplaatst. Dit vlak is grotendeels naar achteren gericht en heeft overdwars een zadelvormig profiel. De bovenrand en de onderrand ervan staan bijna haaks op elkaar. De buitenrand vormt een verdikte uitstekende richel die naar het midden driehoekig uitsteekt, het bovendeel en het onderste deel van het vlak scheidend. Onder deze driehoek loopt de richel uit in het bovengenoemde uitsteeksel dat in de achterste uitholling van het bovenste kaakgewricht past als de kaak helemaal geopend wordt. Het binnenste gewrichtsvlak is ongeveer even groot als het buitenste en is ten opzichte daarvan gespiegeld: ook hier is er een driehoekige structuur, maar nu met de punt naar buiten gericht, een bovenste en onderste deelvlak scheidend met de hoek tussen beiden van buiten en achteren naar binnen en voren lopend. Verder ontbreekt hier het achterste uitsteeksel. Het binnenste gewrichtsvlak ligt lager, overeenkomend met de lagere binnenste gewrichtsknobbel van het quadratum. De binnenrand van het binnenvlak is verdikt. Achter het binnenvlak ligt een opening, de fossa depressoria als aanhechting van de spier die de kaak opent. Het retroarticulair uitsteeksel dat als hefboom daartoe dient, is relatief robuust.

##### Postcrania

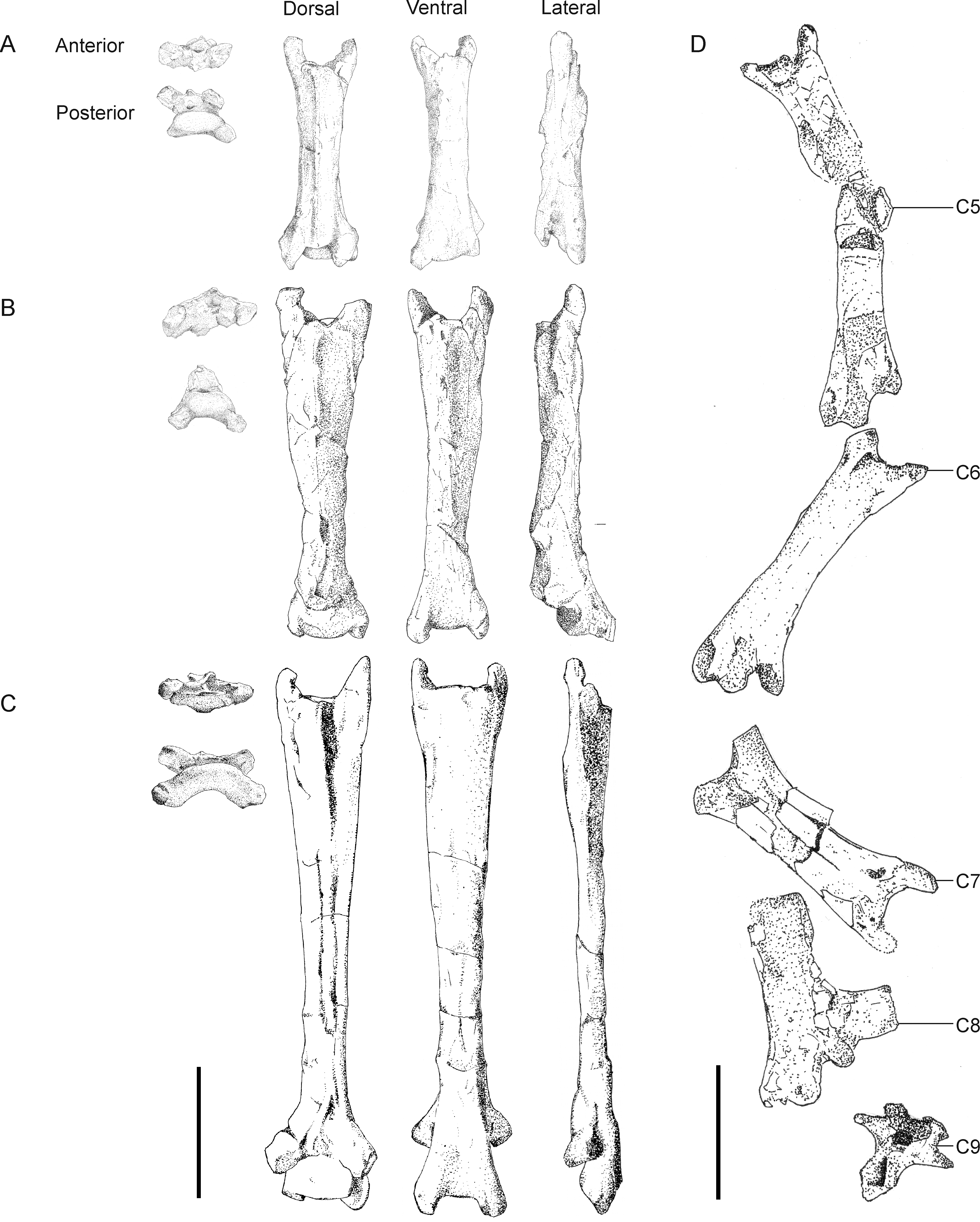
De halswervels van Quetzalcoatlus, links, vergeleken met die van Phosphatodraco

De halswervels, die in geen enkel specimen allen bewaard zijn gebleven, zijn sterk verlengd en robuust gebouwd. De bekende exemplaren variëren in lengte van zo'n zestien tot veertig centimeter. Hun nauwste doorsnede bevindt zich vrij ver naar achteren. Ze staan maar een beperkte zijwaartse beweging toe. Ook in verticale richting is de beweeglijkheid niet zeer goed en het belangrijkste verticale draaipunt ligt tussen de atlas en het achterhoofd. De nek was dus vrij stijf en daarbij van een aanzienlijke relatieve lengte: langer dan de romp en maar iets korter dan de schedel. De krachtige bouw van de halswervels duidt erop dat de nek niet zeer dun was, zoals sommige illustraties foutief tonen.

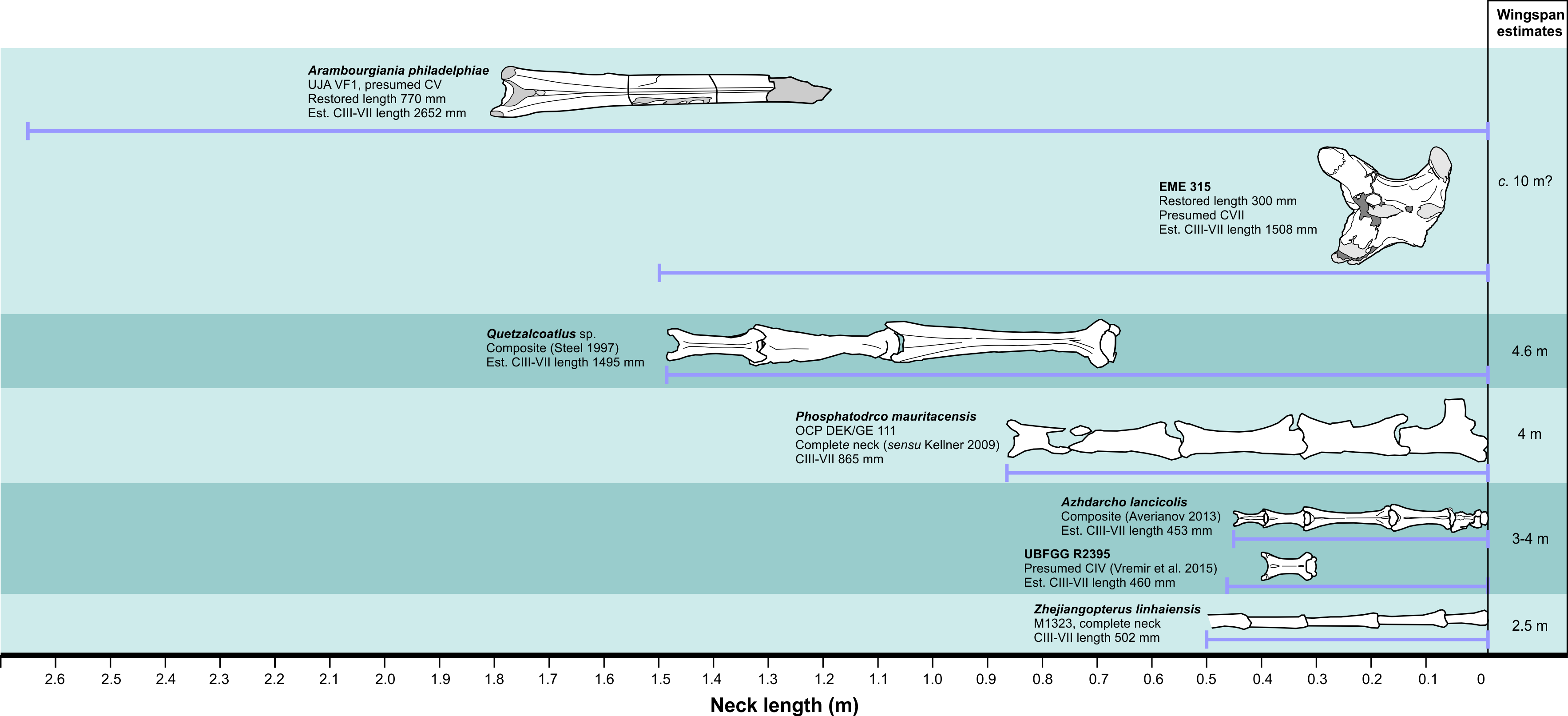
Vergelijking van de halswervels met verwanten

De vleugels zijn krachtig gebouwd en tamelijk kort. De middenhandsbeenderen zijn erg lang en ook het eerste kootje van de vleugelvinger is relatief groot; de korte lengte wordt veroorzaakt door de geringere omvang van de uiterste drie kootjes. Daarvan zijn de verbindende gewrichten wel weer erg stevig. Het borstbeen is breed en draagt een grote in een punt uitlopende kam, de cristospina die half zo lang is als het opperarmbeen; de robuustheid ervan weerspiegelt de omvang van de deltopectorale kam van het opperarmbeen, het andere uiteinde van de voornaamste vliegspieren. De beweeglijkheid van de gewrichten is niet zeer groot, een aanpassing aan een zwevende levenswijze. Het schouderblad en het ravenbeksbeen zijn vergroeid, een sterke aanwijzing dat de individuen van Quetzalcoatlus sp. niet simpelweg de jongen zijn van de grotere vorm.
De romp is kort, met een geschatte lengte van vijfenzestig centimeter voor het holotype, maar relatief omvangrijker dan bij de Ornithocheiridae. De benen zijn erg lang voor een lid van de Pterodactyloidea maar slank gebouwd. Het scheenbeen was langer dan het dijbeen; het kuitbeen was tot de bovenste helft gereduceerd. Habib ziet de combinatie van lange middenhandsbeenderen en lange maar slanke benen als een bewijs voor zijn hypothese dat de afzet bij het vliegen met alle vier de poten plaatsvond; andere onderzoekers hebben erop gewezen dat het in ieder geval een goed loopvermogen mogelijk maakt. Cunningham acht zelfs een draf mogelijk, Habib een galop. Als hij niet vloog, bleef Quetzalcoatlus vermoedelijk op de bodem; het klimmen in bomen of op rotswanden moet voor zo'n grote vorm erg bezwaarlijk zijn geweest. Gezien het vermogen snel op te stijgen was het voor zijn veiligheid ook niet nodig. Dit wordt bevestigd door de vorm van de dijbeenkop die geen grote spreiding toestond.

## Fylogenie

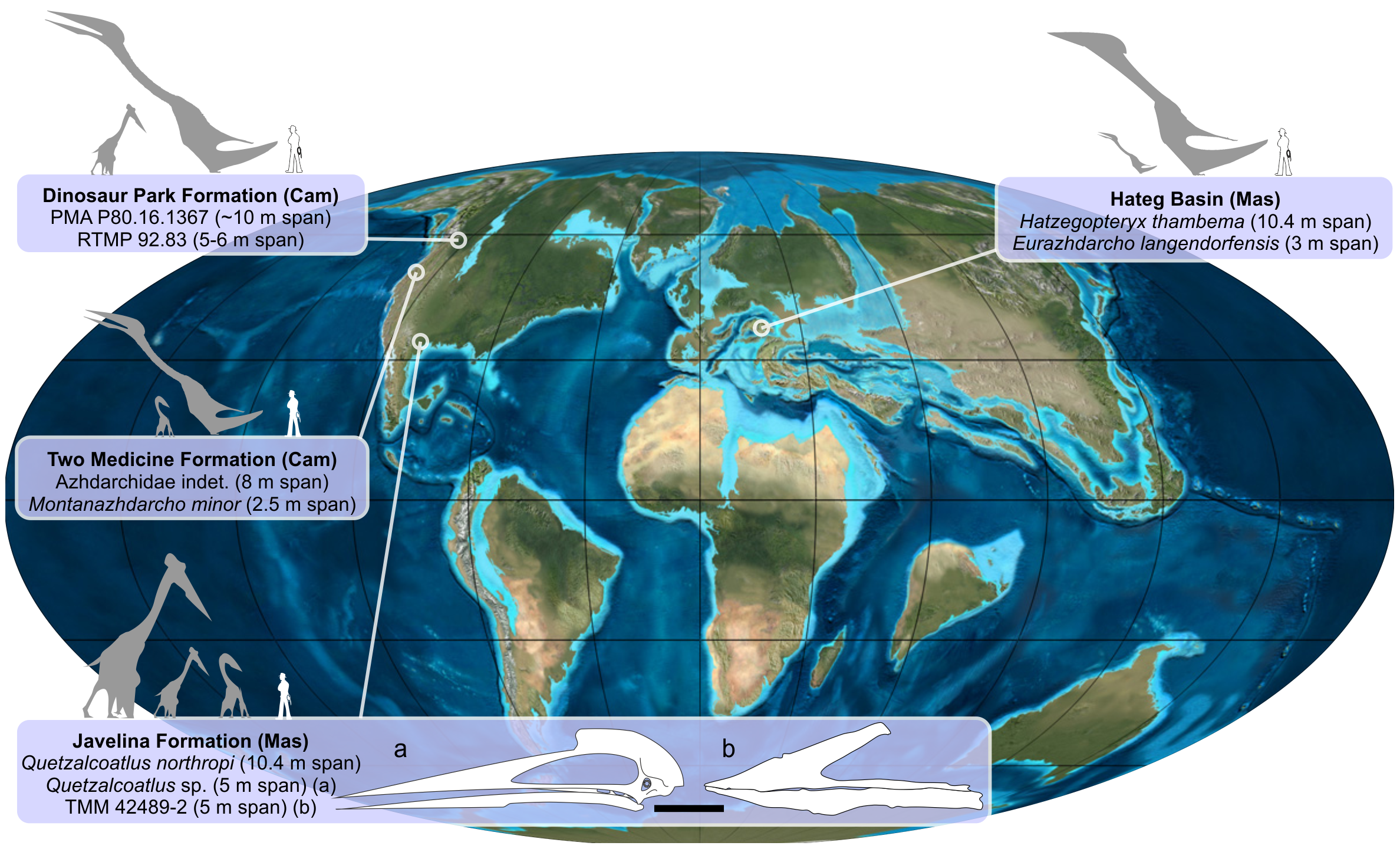
Voorkomen van verwanten

Lawson wees Quetzalcoatlus toe aan de Pterodactylidae. In 1984 plaatste Lev Nesov de soort in de Azhdarchinae, een groep die sinds 1991 de Azhdarchidae genoemd wordt. Kevin Padian gaf iets later in 1984 een plaatsing in de Titanopterygiidae, maar dat is een concept dat hijzelf weldra zou verlaten. Robert Lynn Carroll gaf in 1988 Quetzalcoatlus aan als een lid van de Ornithocheiridae, maar is daarin door niemand gevolgd.
De verdere verwantschappen van Quetzalcoatlus binnen de Azhdarchidae zijn nog onduidelijk, vooral ook omdat de meeste azhdarchiden slechts bekend zijn van zeer fragmentarische resten. De bekende botten van Phosphatodraco lijken zo sterk op die van Quetzalcoatlus dat wel verondersteld wordt dat deze Afrikaanse vorm er in feite een jonger synoniem van is. In 2014 benoemde Brian Andres een eigen Quetzalcoatlinae.
Een mogelijke positie in de stamboom laat het volgende kladogram zien.
|  | Thalassodromeus                                                                  |
|  |                                                                                  |
|  | \| \| Tupuxuara leonardii \| \| \| \| \| \| Tupuxuara longicristatus \| \| \| \| |
|  |                                                                                  |
|  | Tupuxuara leonardii                                                              |
|  |                                                                                  |
|  | Tupuxuara longicristatus                                                         |
|  |                                                                                  |

|  | Tupuxuara leonardii      |
|  |                          |
|  | Tupuxuara longicristatus |
|  |                          |

|  | Domeykodactylus |
|  |                 |
|  | Dsungaripterus  |
|  |                 |

|  | Noripterus complicidens |
|  |                         |
|  | Noripterus parvus       |
|  |                         |

|  | Domeykodactylus |
|  |                 |
|  | Dsungaripterus  |
|  |                 |

|  | Noripterus complicidens |
|  |                         |
|  | Noripterus parvus       |
|  |                         |

|  | Thalassodromeus                                                                  |
|  |                                                                                  |
|  | \| \| Tupuxuara leonardii \| \| \| \| \| \| Tupuxuara longicristatus \| \| \| \| |
|  |                                                                                  |
|  | Tupuxuara leonardii                                                              |
|  |                                                                                  |
|  | Tupuxuara longicristatus                                                         |
|  |                                                                                  |

|  | Tupuxuara leonardii      |
|  |                          |
|  | Tupuxuara longicristatus |
|  |                          |

|  | Domeykodactylus |
|  |                 |
|  | Dsungaripterus  |
|  |                 |

|  | Noripterus complicidens |
|  |                         |
|  | Noripterus parvus       |
|  |                         |

|  | Domeykodactylus |
|  |                 |
|  | Dsungaripterus  |
|  |                 |

|  | Noripterus complicidens |
|  |                         |
|  | Noripterus parvus       |
|  |                         |

|  | Shenzhoupterus                                                 |
|  |                                                                |
|  | \| \| Chaoyangopterus \| \| \| \| \| \| Jidapterus \| \| \| \| |
|  |                                                                |
|  | Chaoyangopterus                                                |
|  |                                                                |
|  | Jidapterus                                                     |
|  |                                                                |

|  | Chaoyangopterus |
|  |                 |
|  | Jidapterus      |
|  |                 |

|  | Shenzhoupterus                                                 |
|  |                                                                |
|  | \| \| Chaoyangopterus \| \| \| \| \| \| Jidapterus \| \| \| \| |
|  |                                                                |
|  | Chaoyangopterus                                                |
|  |                                                                |
|  | Jidapterus                                                     |
|  |                                                                |

|  | Chaoyangopterus |
|  |                 |
|  | Jidapterus      |
|  |                 |

|  | Zhejiangopterus                                                                                                  |
|  | |
|  | \| \| Arambourgiania \| \| \| \| \| \| Quetzalcoatlus northropi \| \| \| \| \| \| Quetzalcoatlus sp. \| \| \| \| |
|  | |
|  | Arambourgiania                                                                                                   |
|  | |
|  | Quetzalcoatlus northropi                                                                                         |
|  | |
|  | Quetzalcoatlus sp.                                                                                               |
|  | |

|  | Arambourgiania           |
|  |                          |
|  | Quetzalcoatlus northropi |
|  |                          |
|  | Quetzalcoatlus sp.       |
|  |                          |

|  | Zhejiangopterus                                                                                                  |
|  | |
|  | \| \| Arambourgiania \| \| \| \| \| \| Quetzalcoatlus northropi \| \| \| \| \| \| Quetzalcoatlus sp. \| \| \| \| |
|  | |
|  | Arambourgiania                                                                                                   |
|  | |
|  | Quetzalcoatlus northropi                                                                                         |
|  | |
|  | Quetzalcoatlus sp.                                                                                               |
|  | |

|  | Arambourgiania           |
|  |                          |
|  | Quetzalcoatlus northropi |
|  |                          |
|  | Quetzalcoatlus sp.       |
|  |                          |

|  | Zhejiangopterus                                                                                                  |
|  | |
|  | \| \| Arambourgiania \| \| \| \| \| \| Quetzalcoatlus northropi \| \| \| \| \| \| Quetzalcoatlus sp. \| \| \| \| |
|  | |
|  | Arambourgiania                                                                                                   |
|  | |
|  | Quetzalcoatlus northropi                                                                                         |
|  | |
|  | Quetzalcoatlus sp.                                                                                               |
|  | |

|  | Arambourgiania           |
|  |                          |
|  | Quetzalcoatlus northropi |
|  |                          |
|  | Quetzalcoatlus sp.       |
|  |                          |

|  | Zhejiangopterus                                                                                                  |
|  | |
|  | \| \| Arambourgiania \| \| \| \| \| \| Quetzalcoatlus northropi \| \| \| \| \| \| Quetzalcoatlus sp. \| \| \| \| |
|  | |
|  | Arambourgiania                                                                                                   |
|  | |
|  | Quetzalcoatlus northropi                                                                                         |
|  | |
|  | Quetzalcoatlus sp.                                                                                               |
|  | |

|  | Arambourgiania           |
|  |                          |
|  | Quetzalcoatlus northropi |
|  |                          |
|  | Quetzalcoatlus sp.       |
|  |                          |

|  | Zhejiangopterus                                                                                                  |
|  | |
|  | \| \| Arambourgiania \| \| \| \| \| \| Quetzalcoatlus northropi \| \| \| \| \| \| Quetzalcoatlus sp. \| \| \| \| |
|  | |
|  | Arambourgiania                                                                                                   |
|  | |
|  | Quetzalcoatlus northropi                                                                                         |
|  | |
|  | Quetzalcoatlus sp.                                                                                               |
|  | |

|  | Arambourgiania           |
|  |                          |
|  | Quetzalcoatlus northropi |
|  |                          |
|  | Quetzalcoatlus sp.       |
|  |                          |

|  | Zhejiangopterus                                                                                                  |
|  | |
|  | \| \| Arambourgiania \| \| \| \| \| \| Quetzalcoatlus northropi \| \| \| \| \| \| Quetzalcoatlus sp. \| \| \| \| |
|  | |
|  | Arambourgiania                                                                                                   |
|  | |
|  | Quetzalcoatlus northropi                                                                                         |
|  | |
|  | Quetzalcoatlus sp.                                                                                               |
|  | |

|  | Arambourgiania           |
|  |                          |
|  | Quetzalcoatlus northropi |
|  |                          |
|  | Quetzalcoatlus sp.       |
|  |                          |

|  | Zhejiangopterus                                                                                                  |
|  | |
|  | \| \| Arambourgiania \| \| \| \| \| \| Quetzalcoatlus northropi \| \| \| \| \| \| Quetzalcoatlus sp. \| \| \| \| |
|  | |
|  | Arambourgiania                                                                                                   |
|  | |
|  | Quetzalcoatlus northropi                                                                                         |
|  | |
|  | Quetzalcoatlus sp.                                                                                               |
|  | |

|  | Arambourgiania           |
|  |                          |
|  | Quetzalcoatlus northropi |
|  |                          |
|  | Quetzalcoatlus sp.       |
|  |                          |

|  | Zhejiangopterus                                                                                                  |
|  | |
|  | \| \| Arambourgiania \| \| \| \| \| \| Quetzalcoatlus northropi \| \| \| \| \| \| Quetzalcoatlus sp. \| \| \| \| |
|  | |
|  | Arambourgiania                                                                                                   |
|  | |
|  | Quetzalcoatlus northropi                                                                                         |
|  | |
|  | Quetzalcoatlus sp.                                                                                               |
|  | |

|  | Arambourgiania           |
|  |                          |
|  | Quetzalcoatlus northropi |
|  |                          |
|  | Quetzalcoatlus sp.       |
|  |                          |

|  | Shenzhoupterus                                                 |
|  |                                                                |
|  | \| \| Chaoyangopterus \| \| \| \| \| \| Jidapterus \| \| \| \| |
|  |                                                                |
|  | Chaoyangopterus                                                |
|  |                                                                |
|  | Jidapterus                                                     |
|  |                                                                |

|  | Chaoyangopterus |
|  |                 |
|  | Jidapterus      |
|  |                 |

|  | Shenzhoupterus                                                 |
|  |                                                                |
|  | \| \| Chaoyangopterus \| \| \| \| \| \| Jidapterus \| \| \| \| |
|  |                                                                |
|  | Chaoyangopterus                                                |
|  |                                                                |
|  | Jidapterus                                                     |
|  |                                                                |

|  | Chaoyangopterus |
|  |                 |
|  | Jidapterus      |
|  |                 |

|  | Zhejiangopterus                                                                                                  |
|  | |
|  | \| \| Arambourgiania \| \| \| \| \| \| Quetzalcoatlus northropi \| \| \| \| \| \| Quetzalcoatlus sp. \| \| \| \| |
|  | |
|  | Arambourgiania                                                                                                   |
|  | |
|  | Quetzalcoatlus northropi                                                                                         |
|  | |
|  | Quetzalcoatlus sp.                                                                                               |
|  | |

|  | Arambourgiania           |
|  |                          |
|  | Quetzalcoatlus northropi |
|  |                          |
|  | Quetzalcoatlus sp.       |
|  |                          |

|  | Zhejiangopterus                                                                                                  |
|  | |
|  | \| \| Arambourgiania \| \| \| \| \| \| Quetzalcoatlus northropi \| \| \| \| \| \| Quetzalcoatlus sp. \| \| \| \| |
|  | |
|  | Arambourgiania                                                                                                   |
|  | |
|  | Quetzalcoatlus northropi                                                                                         |
|  | |
|  | Quetzalcoatlus sp.                                                                                               |
|  | |

|  | Arambourgiania           |
|  |                          |
|  | Quetzalcoatlus northropi |
|  |                          |
|  | Quetzalcoatlus sp.       |
|  |                          |

|  | Zhejiangopterus                                                                                                  |
|  | |
|  | \| \| Arambourgiania \| \| \| \| \| \| Quetzalcoatlus northropi \| \| \| \| \| \| Quetzalcoatlus sp. \| \| \| \| |
|  | |
|  | Arambourgiania                                                                                                   |
|  | |
|  | Quetzalcoatlus northropi                                                                                         |
|  | |
|  | Quetzalcoatlus sp.                                                                                               |
|  | |

|  | Arambourgiania           |
|  |                          |
|  | Quetzalcoatlus northropi |
|  |                          |
|  | Quetzalcoatlus sp.       |
|  |                          |

|  | Zhejiangopterus                                                                                                  |
|  | |
|  | \| \| Arambourgiania \| \| \| \| \| \| Quetzalcoatlus northropi \| \| \| \| \| \| Quetzalcoatlus sp. \| \| \| \| |
|  | |
|  | Arambourgiania                                                                                                   |
|  | |
|  | Quetzalcoatlus northropi                                                                                         |
|  | |
|  | Quetzalcoatlus sp.                                                                                               |
|  | |

|  | Arambourgiania           |
|  |                          |
|  | Quetzalcoatlus northropi |
|  |                          |
|  | Quetzalcoatlus sp.       |
|  |                          |

|  | Zhejiangopterus                                                                                                  |
|  | |
|  | \| \| Arambourgiania \| \| \| \| \| \| Quetzalcoatlus northropi \| \| \| \| \| \| Quetzalcoatlus sp. \| \| \| \| |
|  | |
|  | Arambourgiania                                                                                                   |
|  | |
|  | Quetzalcoatlus northropi                                                                                         |
|  | |
|  | Quetzalcoatlus sp.                                                                                               |
|  | |

|  | Arambourgiania           |
|  |                          |
|  | Quetzalcoatlus northropi |
|  |                          |
|  | Quetzalcoatlus sp.       |
|  |                          |

|  | Zhejiangopterus                                                                                                  |
|  | |
|  | \| \| Arambourgiania \| \| \| \| \| \| Quetzalcoatlus northropi \| \| \| \| \| \| Quetzalcoatlus sp. \| \| \| \| |
|  | |
|  | Arambourgiania                                                                                                   |
|  | |
|  | Quetzalcoatlus northropi                                                                                         |
|  | |
|  | Quetzalcoatlus sp.                                                                                               |
|  | |

|  | Arambourgiania           |
|  |                          |
|  | Quetzalcoatlus northropi |
|  |                          |
|  | Quetzalcoatlus sp.       |
|  |                          |

|  | Zhejiangopterus                                                                                                  |
|  | |
|  | \| \| Arambourgiania \| \| \| \| \| \| Quetzalcoatlus northropi \| \| \| \| \| \| Quetzalcoatlus sp. \| \| \| \| |
|  | |
|  | Arambourgiania                                                                                                   |
|  | |
|  | Quetzalcoatlus northropi                                                                                         |
|  | |
|  | Quetzalcoatlus sp.                                                                                               |
|  | |

|  | Arambourgiania           |
|  |                          |
|  | Quetzalcoatlus northropi |
|  |                          |
|  | Quetzalcoatlus sp.       |
|  |                          |

|  | Zhejiangopterus                                                                                                  |
|  | |
|  | \| \| Arambourgiania \| \| \| \| \| \| Quetzalcoatlus northropi \| \| \| \| \| \| Quetzalcoatlus sp. \| \| \| \| |
|  | |
|  | Arambourgiania                                                                                                   |
|  | |
|  | Quetzalcoatlus northropi                                                                                         |
|  | |
|  | Quetzalcoatlus sp.                                                                                               |
|  | |

|  | Arambourgiania           |
|  |                          |
|  | Quetzalcoatlus northropi |
|  |                          |
|  | Quetzalcoatlus sp.       |
|  |                          |

|  | Thalassodromeus                                                                  |
|  |                                                                                  |
|  | \| \| Tupuxuara leonardii \| \| \| \| \| \| Tupuxuara longicristatus \| \| \| \| |
|  |                                                                                  |
|  | Tupuxuara leonardii                                                              |
|  |                                                                                  |
|  | Tupuxuara longicristatus                                                         |
|  |                                                                                  |

|  | Tupuxuara leonardii      |
|  |                          |
|  | Tupuxuara longicristatus |
|  |                          |

|  | Domeykodactylus |
|  |                 |
|  | Dsungaripterus  |
|  |                 |

|  | Noripterus complicidens |
|  |                         |
|  | Noripterus parvus       |
|  |                         |

|  | Domeykodactylus |
|  |                 |
|  | Dsungaripterus  |
|  |                 |

|  | Noripterus complicidens |
|  |                         |
|  | Noripterus parvus       |
|  |                         |

|  | Thalassodromeus                                                                  |
|  |                                                                                  |
|  | \| \| Tupuxuara leonardii \| \| \| \| \| \| Tupuxuara longicristatus \| \| \| \| |
|  |                                                                                  |
|  | Tupuxuara leonardii                                                              |
|  |                                                                                  |
|  | Tupuxuara longicristatus                                                         |
|  |                                                                                  |

|  | Tupuxuara leonardii      |
|  |                          |
|  | Tupuxuara longicristatus |
|  |                          |

|  | Domeykodactylus |
|  |                 |
|  | Dsungaripterus  |
|  |                 |

|  | Noripterus complicidens |
|  |                         |
|  | Noripterus parvus       |
|  |                         |

|  | Domeykodactylus |
|  |                 |
|  | Dsungaripterus  |
|  |                 |

|  | Noripterus complicidens |
|  |                         |
|  | Noripterus parvus       |
|  |                         |

|  | Shenzhoupterus                                                 |
|  |                                                                |
|  | \| \| Chaoyangopterus \| \| \| \| \| \| Jidapterus \| \| \| \| |
|  |                                                                |
|  | Chaoyangopterus                                                |
|  |                                                                |
|  | Jidapterus                                                     |
|  |                                                                |

|  | Chaoyangopterus |
|  |                 |
|  | Jidapterus      |
|  |                 |

|  | Shenzhoupterus                                                 |
|  |                                                                |
|  | \| \| Chaoyangopterus \| \| \| \| \| \| Jidapterus \| \| \| \| |
|  |                                                                |
|  | Chaoyangopterus                                                |
|  |                                                                |
|  | Jidapterus                                                     |
|  |                                                                |

|  | Chaoyangopterus |
|  |                 |
|  | Jidapterus      |
|  |                 |

|  | Zhejiangopterus                                                                                                  |
|  | |
|  | \| \| Arambourgiania \| \| \| \| \| \| Quetzalcoatlus northropi \| \| \| \| \| \| Quetzalcoatlus sp. \| \| \| \| |
|  | |
|  | Arambourgiania                                                                                                   |
|  | |
|  | Quetzalcoatlus northropi                                                                                         |
|  | |
|  | Quetzalcoatlus sp.                                                                                               |
|  | |

|  | Arambourgiania           |
|  |                          |
|  | Quetzalcoatlus northropi |
|  |                          |
|  | Quetzalcoatlus sp.       |
|  |                          |

|  | Zhejiangopterus                                                                                                  |
|  | |
|  | \| \| Arambourgiania \| \| \| \| \| \| Quetzalcoatlus northropi \| \| \| \| \| \| Quetzalcoatlus sp. \| \| \| \| |
|  | |
|  | Arambourgiania                                                                                                   |
|  | |
|  | Quetzalcoatlus northropi                                                                                         |
|  | |
|  | Quetzalcoatlus sp.                                                                                               |
|  | |

|  | Arambourgiania           |
|  |                          |
|  | Quetzalcoatlus northropi |
|  |                          |
|  | Quetzalcoatlus sp.       |
|  |                          |

|  | Zhejiangopterus                                                                                                  |
|  | |
|  | \| \| Arambourgiania \| \| \| \| \| \| Quetzalcoatlus northropi \| \| \| \| \| \| Quetzalcoatlus sp. \| \| \| \| |
|  | |
|  | Arambourgiania                                                                                                   |
|  | |
|  | Quetzalcoatlus northropi                                                                                         |
|  | |
|  | Quetzalcoatlus sp.                                                                                               |
|  | |

|  | Arambourgiania           |
|  |                          |
|  | Quetzalcoatlus northropi |
|  |                          |
|  | Quetzalcoatlus sp.       |
|  |                          |

|  | Zhejiangopterus                                                                                                  |
|  | |
|  | \| \| Arambourgiania \| \| \| \| \| \| Quetzalcoatlus northropi \| \| \| \| \| \| Quetzalcoatlus sp. \| \| \| \| |
|  | |
|  | Arambourgiania                                                                                                   |
|  | |
|  | Quetzalcoatlus northropi                                                                                         |
|  | |
|  | Quetzalcoatlus sp.                                                                                               |
|  | |

|  | Arambourgiania           |
|  |                          |
|  | Quetzalcoatlus northropi |
|  |                          |
|  | Quetzalcoatlus sp.       |
|  |                          |

|  | Zhejiangopterus                                                                                                  |
|  | |
|  | \| \| Arambourgiania \| \| \| \| \| \| Quetzalcoatlus northropi \| \| \| \| \| \| Quetzalcoatlus sp. \| \| \| \| |
|  | |
|  | Arambourgiania                                                                                                   |
|  | |
|  | Quetzalcoatlus northropi                                                                                         |
|  | |
|  | Quetzalcoatlus sp.                                                                                               |
|  | |

|  | Arambourgiania           |
|  |                          |
|  | Quetzalcoatlus northropi |
|  |                          |
|  | Quetzalcoatlus sp.       |
|  |                          |

|  | Zhejiangopterus                                                                                                  |
|  | |
|  | \| \| Arambourgiania \| \| \| \| \| \| Quetzalcoatlus northropi \| \| \| \| \| \| Quetzalcoatlus sp. \| \| \| \| |
|  | |
|  | Arambourgiania                                                                                                   |
|  | |
|  | Quetzalcoatlus northropi                                                                                         |
|  | |
|  | Quetzalcoatlus sp.                                                                                               |
|  | |

|  | Arambourgiania           |
|  |                          |
|  | Quetzalcoatlus northropi |
|  |                          |
|  | Quetzalcoatlus sp.       |
|  |                          |

|  | Zhejiangopterus                                                                                                  |
|  | |
|  | \| \| Arambourgiania \| \| \| \| \| \| Quetzalcoatlus northropi \| \| \| \| \| \| Quetzalcoatlus sp. \| \| \| \| |
|  | |
|  | Arambourgiania                                                                                                   |
|  | |
|  | Quetzalcoatlus northropi                                                                                         |
|  | |
|  | Quetzalcoatlus sp.                                                                                               |
|  | |

|  | Arambourgiania           |
|  |                          |
|  | Quetzalcoatlus northropi |
|  |                          |
|  | Quetzalcoatlus sp.       |
|  |                          |

|  | Zhejiangopterus                                                                                                  |
|  | |
|  | \| \| Arambourgiania \| \| \| \| \| \| Quetzalcoatlus northropi \| \| \| \| \| \| Quetzalcoatlus sp. \| \| \| \| |
|  | |
|  | Arambourgiania                                                                                                   |
|  | |
|  | Quetzalcoatlus northropi                                                                                         |
|  | |
|  | Quetzalcoatlus sp.                                                                                               |
|  | |

|  | Arambourgiania           |
|  |                          |
|  | Quetzalcoatlus northropi |
|  |                          |
|  | Quetzalcoatlus sp.       |
|  |                          |

|  | Shenzhoupterus                                                 |
|  |                                                                |
|  | \| \| Chaoyangopterus \| \| \| \| \| \| Jidapterus \| \| \| \| |
|  |                                                                |
|  | Chaoyangopterus                                                |
|  |                                                                |
|  | Jidapterus                                                     |
|  |                                                                |

|  | Chaoyangopterus |
|  |                 |
|  | Jidapterus      |
|  |                 |

|  | Shenzhoupterus                                                 |
|  |                                                                |
|  | \| \| Chaoyangopterus \| \| \| \| \| \| Jidapterus \| \| \| \| |
|  |                                                                |
|  | Chaoyangopterus                                                |
|  |                                                                |
|  | Jidapterus                                                     |
|  |                                                                |

|  | Chaoyangopterus |
|  |                 |
|  | Jidapterus      |
|  |                 |

|  | Zhejiangopterus                                                                                                  |
|  | |
|  | \| \| Arambourgiania \| \| \| \| \| \| Quetzalcoatlus northropi \| \| \| \| \| \| Quetzalcoatlus sp. \| \| \| \| |
|  | |
|  | Arambourgiania                                                                                                   |
|  | |
|  | Quetzalcoatlus northropi                                                                                         |
|  | |
|  | Quetzalcoatlus sp.                                                                                               |
|  | |

|  | Arambourgiania           |
|  |                          |
|  | Quetzalcoatlus northropi |
|  |                          |
|  | Quetzalcoatlus sp.       |
|  |                          |

|  | Zhejiangopterus                                                                                                  |
|  | |
|  | \| \| Arambourgiania \| \| \| \| \| \| Quetzalcoatlus northropi \| \| \| \| \| \| Quetzalcoatlus sp. \| \| \| \| |
|  | |
|  | Arambourgiania                                                                                                   |
|  | |
|  | Quetzalcoatlus northropi                                                                                         |
|  | |
|  | Quetzalcoatlus sp.                                                                                               |
|  | |

|  | Arambourgiania           |
|  |                          |
|  | Quetzalcoatlus northropi |
|  |                          |
|  | Quetzalcoatlus sp.       |
|  |                          |

|  | Zhejiangopterus                                                                                                  |
|  | |
|  | \| \| Arambourgiania \| \| \| \| \| \| Quetzalcoatlus northropi \| \| \| \| \| \| Quetzalcoatlus sp. \| \| \| \| |
|  | |
|  | Arambourgiania                                                                                                   |
|  | |
|  | Quetzalcoatlus northropi                                                                                         |
|  | |
|  | Quetzalcoatlus sp.                                                                                               |
|  | |

|  | Arambourgiania           |
|  |                          |
|  | Quetzalcoatlus northropi |
|  |                          |
|  | Quetzalcoatlus sp.       |
|  |                          |

|  | Zhejiangopterus                                                                                                  |
|  | |
|  | \| \| Arambourgiania \| \| \| \| \| \| Quetzalcoatlus northropi \| \| \| \| \| \| Quetzalcoatlus sp. \| \| \| \| |
|  | |
|  | Arambourgiania                                                                                                   |
|  | |
|  | Quetzalcoatlus northropi                                                                                         |
|  | |
|  | Quetzalcoatlus sp.                                                                                               |
|  | |

|  | Arambourgiania           |
|  |                          |
|  | Quetzalcoatlus northropi |
|  |                          |
|  | Quetzalcoatlus sp.       |
|  |                          |

|  | Zhejiangopterus                                                                                                  |
|  | |
|  | \| \| Arambourgiania \| \| \| \| \| \| Quetzalcoatlus northropi \| \| \| \| \| \| Quetzalcoatlus sp. \| \| \| \| |
|  | |
|  | Arambourgiania                                                                                                   |
|  | |
|  | Quetzalcoatlus northropi                                                                                         |
|  | |
|  | Quetzalcoatlus sp.                                                                                               |
|  | |

|  | Arambourgiania           |
|  |                          |
|  | Quetzalcoatlus northropi |
|  |                          |
|  | Quetzalcoatlus sp.       |
|  |                          |

|  | Zhejiangopterus                                                                                                  |
|  | |
|  | \| \| Arambourgiania \| \| \| \| \| \| Quetzalcoatlus northropi \| \| \| \| \| \| Quetzalcoatlus sp. \| \| \| \| |
|  | |
|  | Arambourgiania                                                                                                   |
|  | |
|  | Quetzalcoatlus northropi                                                                                         |
|  | |
|  | Quetzalcoatlus sp.                                                                                               |
|  | |

|  | Arambourgiania           |
|  |                          |
|  | Quetzalcoatlus northropi |
|  |                          |
|  | Quetzalcoatlus sp.       |
|  |                          |

|  | Zhejiangopterus                                                                                                  |
|  | |
|  | \| \| Arambourgiania \| \| \| \| \| \| Quetzalcoatlus northropi \| \| \| \| \| \| Quetzalcoatlus sp. \| \| \| \| |
|  | |
|  | Arambourgiania                                                                                                   |
|  | |
|  | Quetzalcoatlus northropi                                                                                         |
|  | |
|  | Quetzalcoatlus sp.                                                                                               |
|  | |

|  | Arambourgiania           |
|  |                          |
|  | Quetzalcoatlus northropi |
|  |                          |
|  | Quetzalcoatlus sp.       |
|  |                          |

|  | Zhejiangopterus                                                                                                  |
|  | |
|  | \| \| Arambourgiania \| \| \| \| \| \| Quetzalcoatlus northropi \| \| \| \| \| \| Quetzalcoatlus sp. \| \| \| \| |
|  | |
|  | Arambourgiania                                                                                                   |
|  | |
|  | Quetzalcoatlus northropi                                                                                         |
|  | |
|  | Quetzalcoatlus sp.                                                                                               |
|  | |

|  | Arambourgiania           |
|  |                          |
|  | Quetzalcoatlus northropi |
|  |                          |
|  | Quetzalcoatlus sp.       |
|  |                          |

De analyse door Andres uit 2021 toonde de volgende stamboom:
|  | Albadraco                                                      |
|  |                                                                |
|  | \| \| Mistralazhdarcho \| \| \| \| \| \| Aerotitan \| \| \| \| |
|  |                                                                |
|  | Mistralazhdarcho                                               |
|  |                                                                |
|  | Aerotitan                                                      |
|  |                                                                |

|  | Mistralazhdarcho |
|  |                  |
|  | Aerotitan        |
|  |                  |

|  | Albadraco                                                      |
|  |                                                                |
|  | \| \| Mistralazhdarcho \| \| \| \| \| \| Aerotitan \| \| \| \| |
|  |                                                                |
|  | Mistralazhdarcho                                               |
|  |                                                                |
|  | Aerotitan                                                      |
|  |                                                                |

|  | Mistralazhdarcho |
|  |                  |
|  | Aerotitan        |
|  |                  |

|  | Phosphatodraco |
|  |                |
|  | Aralazhdarcho  |
|  |                |

|                | Arambourgiania                                             |
|                |                                                            |
| Quetzalcoatlus | \| \| Q. lawsoni \| \| \| \| \| \| Q. nothropi \| \| \| \| |
|                | \| \| Q. lawsoni \| \| \| \| \| \| Q. nothropi \| \| \| \| |
|                | Q. lawsoni                                                 |
|                |                                                            |
|                | Q. nothropi                                                |
|                |                                                            |

|  | Q. lawsoni  |
|  |             |
|  | Q. nothropi |
|  |             |

|                | Arambourgiania                                             |
|                |                                                            |
| Quetzalcoatlus | \| \| Q. lawsoni \| \| \| \| \| \| Q. nothropi \| \| \| \| |
|                | \| \| Q. lawsoni \| \| \| \| \| \| Q. nothropi \| \| \| \| |
|                | Q. lawsoni                                                 |
|                |                                                            |
|                | Q. nothropi                                                |
|                |                                                            |

|  | Q. lawsoni  |
|  |             |
|  | Q. nothropi |
|  |             |

|                | Arambourgiania                                             |
|                |                                                            |
| Quetzalcoatlus | \| \| Q. lawsoni \| \| \| \| \| \| Q. nothropi \| \| \| \| |
|                | \| \| Q. lawsoni \| \| \| \| \| \| Q. nothropi \| \| \| \| |
|                | Q. lawsoni                                                 |
|                |                                                            |
|                | Q. nothropi                                                |
|                |                                                            |

|  | Q. lawsoni  |
|  |             |
|  | Q. nothropi |
|  |             |

|                | Arambourgiania                                             |
|                |                                                            |
| Quetzalcoatlus | \| \| Q. lawsoni \| \| \| \| \| \| Q. nothropi \| \| \| \| |
|                | \| \| Q. lawsoni \| \| \| \| \| \| Q. nothropi \| \| \| \| |
|                | Q. lawsoni                                                 |
|                |                                                            |
|                | Q. nothropi                                                |
|                |                                                            |

|  | Q. lawsoni  |
|  |             |
|  | Q. nothropi |
|  |             |

|                | Arambourgiania                                             |
|                |                                                            |
| Quetzalcoatlus | \| \| Q. lawsoni \| \| \| \| \| \| Q. nothropi \| \| \| \| |
|                | \| \| Q. lawsoni \| \| \| \| \| \| Q. nothropi \| \| \| \| |
|                | Q. lawsoni                                                 |
|                |                                                            |
|                | Q. nothropi                                                |
|                |                                                            |

|  | Q. lawsoni  |
|  |             |
|  | Q. nothropi |
|  |             |

|                | Arambourgiania                                             |
|                |                                                            |
| Quetzalcoatlus | \| \| Q. lawsoni \| \| \| \| \| \| Q. nothropi \| \| \| \| |
|                | \| \| Q. lawsoni \| \| \| \| \| \| Q. nothropi \| \| \| \| |
|                | Q. lawsoni                                                 |
|                |                                                            |
|                | Q. nothropi                                                |
|                |                                                            |

|  | Q. lawsoni  |
|  |             |
|  | Q. nothropi |
|  |             |

|                | Arambourgiania                                             |
|                |                                                            |
| Quetzalcoatlus | \| \| Q. lawsoni \| \| \| \| \| \| Q. nothropi \| \| \| \| |
|                | \| \| Q. lawsoni \| \| \| \| \| \| Q. nothropi \| \| \| \| |
|                | Q. lawsoni                                                 |
|                |                                                            |
|                | Q. nothropi                                                |
|                |                                                            |

|  | Q. lawsoni  |
|  |             |
|  | Q. nothropi |
|  |             |

|                | Arambourgiania                                             |
|                |                                                            |
| Quetzalcoatlus | \| \| Q. lawsoni \| \| \| \| \| \| Q. nothropi \| \| \| \| |
|                | \| \| Q. lawsoni \| \| \| \| \| \| Q. nothropi \| \| \| \| |
|                | Q. lawsoni                                                 |
|                |                                                            |
|                | Q. nothropi                                                |
|                |                                                            |

|  | Q. lawsoni  |
|  |             |
|  | Q. nothropi |
|  |             |

|                | Arambourgiania                                             |
|                |                                                            |
| Quetzalcoatlus | \| \| Q. lawsoni \| \| \| \| \| \| Q. nothropi \| \| \| \| |
|                | \| \| Q. lawsoni \| \| \| \| \| \| Q. nothropi \| \| \| \| |
|                | Q. lawsoni                                                 |
|                |                                                            |
|                | Q. nothropi                                                |
|                |                                                            |

|  | Q. lawsoni  |
|  |             |
|  | Q. nothropi |
|  |             |

|                | Arambourgiania                                             |
|                |                                                            |
| Quetzalcoatlus | \| \| Q. lawsoni \| \| \| \| \| \| Q. nothropi \| \| \| \| |
|                | \| \| Q. lawsoni \| \| \| \| \| \| Q. nothropi \| \| \| \| |
|                | Q. lawsoni                                                 |
|                |                                                            |
|                | Q. nothropi                                                |
|                |                                                            |

|  | Q. lawsoni  |
|  |             |
|  | Q. nothropi |
|  |             |

|                | Arambourgiania                                             |
|                |                                                            |
| Quetzalcoatlus | \| \| Q. lawsoni \| \| \| \| \| \| Q. nothropi \| \| \| \| |
|                | \| \| Q. lawsoni \| \| \| \| \| \| Q. nothropi \| \| \| \| |
|                | Q. lawsoni                                                 |
|                |                                                            |
|                | Q. nothropi                                                |
|                |                                                            |

|  | Q. lawsoni  |
|  |             |
|  | Q. nothropi |
|  |             |

|                | Arambourgiania                                             |
|                |                                                            |
| Quetzalcoatlus | \| \| Q. lawsoni \| \| \| \| \| \| Q. nothropi \| \| \| \| |
|                | \| \| Q. lawsoni \| \| \| \| \| \| Q. nothropi \| \| \| \| |
|                | Q. lawsoni                                                 |
|                |                                                            |
|                | Q. nothropi                                                |
|                |                                                            |

|  | Q. lawsoni  |
|  |             |
|  | Q. nothropi |
|  |             |

|                | Arambourgiania                                             |
|                |                                                            |
| Quetzalcoatlus | \| \| Q. lawsoni \| \| \| \| \| \| Q. nothropi \| \| \| \| |
|                | \| \| Q. lawsoni \| \| \| \| \| \| Q. nothropi \| \| \| \| |
|                | Q. lawsoni                                                 |
|                |                                                            |
|                | Q. nothropi                                                |
|                |                                                            |

|  | Q. lawsoni  |
|  |             |
|  | Q. nothropi |
|  |             |

|                | Arambourgiania                                             |
|                |                                                            |
| Quetzalcoatlus | \| \| Q. lawsoni \| \| \| \| \| \| Q. nothropi \| \| \| \| |
|                | \| \| Q. lawsoni \| \| \| \| \| \| Q. nothropi \| \| \| \| |
|                | Q. lawsoni                                                 |
|                |                                                            |
|                | Q. nothropi                                                |
|                |                                                            |

|  | Q. lawsoni  |
|  |             |
|  | Q. nothropi |
|  |             |

|                | Arambourgiania                                             |
|                |                                                            |
| Quetzalcoatlus | \| \| Q. lawsoni \| \| \| \| \| \| Q. nothropi \| \| \| \| |
|                | \| \| Q. lawsoni \| \| \| \| \| \| Q. nothropi \| \| \| \| |
|                | Q. lawsoni                                                 |
|                |                                                            |
|                | Q. nothropi                                                |
|                |                                                            |

|  | Q. lawsoni  |
|  |             |
|  | Q. nothropi |
|  |             |

|                | Arambourgiania                                             |
|                |                                                            |
| Quetzalcoatlus | \| \| Q. lawsoni \| \| \| \| \| \| Q. nothropi \| \| \| \| |
|                | \| \| Q. lawsoni \| \| \| \| \| \| Q. nothropi \| \| \| \| |
|                | Q. lawsoni                                                 |
|                |                                                            |
|                | Q. nothropi                                                |
|                |                                                            |

|  | Q. lawsoni  |
|  |             |
|  | Q. nothropi |
|  |             |

|  | Phosphatodraco |
|  |                |
|  | Aralazhdarcho  |
|  |                |

|                | Arambourgiania                                             |
|                |                                                            |
| Quetzalcoatlus | \| \| Q. lawsoni \| \| \| \| \| \| Q. nothropi \| \| \| \| |
|                | \| \| Q. lawsoni \| \| \| \| \| \| Q. nothropi \| \| \| \| |
|                | Q. lawsoni                                                 |
|                |                                                            |
|                | Q. nothropi                                                |
|                |                                                            |

|  | Q. lawsoni  |
|  |             |
|  | Q. nothropi |
|  |             |

|                | Arambourgiania                                             |
|                |                                                            |
| Quetzalcoatlus | \| \| Q. lawsoni \| \| \| \| \| \| Q. nothropi \| \| \| \| |
|                | \| \| Q. lawsoni \| \| \| \| \| \| Q. nothropi \| \| \| \| |
|                | Q. lawsoni                                                 |
|                |                                                            |
|                | Q. nothropi                                                |
|                |                                                            |

|  | Q. lawsoni  |
|  |             |
|  | Q. nothropi |
|  |             |

|                | Arambourgiania                                             |
|                |                                                            |
| Quetzalcoatlus | \| \| Q. lawsoni \| \| \| \| \| \| Q. nothropi \| \| \| \| |
|                | \| \| Q. lawsoni \| \| \| \| \| \| Q. nothropi \| \| \| \| |
|                | Q. lawsoni                                                 |
|                |                                                            |
|                | Q. nothropi                                                |
|                |                                                            |

|  | Q. lawsoni  |
|  |             |
|  | Q. nothropi |
|  |             |

|                | Arambourgiania                                             |
|                |                                                            |
| Quetzalcoatlus | \| \| Q. lawsoni \| \| \| \| \| \| Q. nothropi \| \| \| \| |
|                | \| \| Q. lawsoni \| \| \| \| \| \| Q. nothropi \| \| \| \| |
|                | Q. lawsoni                                                 |
|                |                                                            |
|                | Q. nothropi                                                |
|                |                                                            |

|  | Q. lawsoni  |
|  |             |
|  | Q. nothropi |
|  |             |

|                | Arambourgiania                                             |
|                |                                                            |
| Quetzalcoatlus | \| \| Q. lawsoni \| \| \| \| \| \| Q. nothropi \| \| \| \| |
|                | \| \| Q. lawsoni \| \| \| \| \| \| Q. nothropi \| \| \| \| |
|                | Q. lawsoni                                                 |
|                |                                                            |
|                | Q. nothropi                                                |
|                |                                                            |

|  | Q. lawsoni  |
|  |             |
|  | Q. nothropi |
|  |             |

|                | Arambourgiania                                             |
|                |                                                            |
| Quetzalcoatlus | \| \| Q. lawsoni \| \| \| \| \| \| Q. nothropi \| \| \| \| |
|                | \| \| Q. lawsoni \| \| \| \| \| \| Q. nothropi \| \| \| \| |
|                | Q. lawsoni                                                 |
|                |                                                            |
|                | Q. nothropi                                                |
|                |                                                            |

|  | Q. lawsoni  |
|  |             |
|  | Q. nothropi |
|  |             |

|                | Arambourgiania                                             |
|                |                                                            |
| Quetzalcoatlus | \| \| Q. lawsoni \| \| \| \| \| \| Q. nothropi \| \| \| \| |
|                | \| \| Q. lawsoni \| \| \| \| \| \| Q. nothropi \| \| \| \| |
|                | Q. lawsoni                                                 |
|                |                                                            |
|                | Q. nothropi                                                |
|                |                                                            |

|  | Q. lawsoni  |
|  |             |
|  | Q. nothropi |
|  |             |

|                | Arambourgiania                                             |
|                |                                                            |
| Quetzalcoatlus | \| \| Q. lawsoni \| \| \| \| \| \| Q. nothropi \| \| \| \| |
|                | \| \| Q. lawsoni \| \| \| \| \| \| Q. nothropi \| \| \| \| |
|                | Q. lawsoni                                                 |
|                |                                                            |
|                | Q. nothropi                                                |
|                |                                                            |

|  | Q. lawsoni  |
|  |             |
|  | Q. nothropi |
|  |             |

|                | Arambourgiania                                             |
|                |                                                            |
| Quetzalcoatlus | \| \| Q. lawsoni \| \| \| \| \| \| Q. nothropi \| \| \| \| |
|                | \| \| Q. lawsoni \| \| \| \| \| \| Q. nothropi \| \| \| \| |
|                | Q. lawsoni                                                 |
|                |                                                            |
|                | Q. nothropi                                                |
|                |                                                            |

|  | Q. lawsoni  |
|  |             |
|  | Q. nothropi |
|  |             |

|                | Arambourgiania                                             |
|                |                                                            |
| Quetzalcoatlus | \| \| Q. lawsoni \| \| \| \| \| \| Q. nothropi \| \| \| \| |
|                | \| \| Q. lawsoni \| \| \| \| \| \| Q. nothropi \| \| \| \| |
|                | Q. lawsoni                                                 |
|                |                                                            |
|                | Q. nothropi                                                |
|                |                                                            |

|  | Q. lawsoni  |
|  |             |
|  | Q. nothropi |
|  |             |

|                | Arambourgiania                                             |
|                |                                                            |
| Quetzalcoatlus | \| \| Q. lawsoni \| \| \| \| \| \| Q. nothropi \| \| \| \| |
|                | \| \| Q. lawsoni \| \| \| \| \| \| Q. nothropi \| \| \| \| |
|                | Q. lawsoni                                                 |
|                |                                                            |
|                | Q. nothropi                                                |
|                |                                                            |

|  | Q. lawsoni  |
|  |             |
|  | Q. nothropi |
|  |             |

|                | Arambourgiania                                             |
|                |                                                            |
| Quetzalcoatlus | \| \| Q. lawsoni \| \| \| \| \| \| Q. nothropi \| \| \| \| |
|                | \| \| Q. lawsoni \| \| \| \| \| \| Q. nothropi \| \| \| \| |
|                | Q. lawsoni                                                 |
|                |                                                            |
|                | Q. nothropi                                                |
|                |                                                            |

|  | Q. lawsoni  |
|  |             |
|  | Q. nothropi |
|  |             |

|                | Arambourgiania                                             |
|                |                                                            |
| Quetzalcoatlus | \| \| Q. lawsoni \| \| \| \| \| \| Q. nothropi \| \| \| \| |
|                | \| \| Q. lawsoni \| \| \| \| \| \| Q. nothropi \| \| \| \| |
|                | Q. lawsoni                                                 |
|                |                                                            |
|                | Q. nothropi                                                |
|                |                                                            |

|  | Q. lawsoni  |
|  |             |
|  | Q. nothropi |
|  |             |

|                | Arambourgiania                                             |
|                |                                                            |
| Quetzalcoatlus | \| \| Q. lawsoni \| \| \| \| \| \| Q. nothropi \| \| \| \| |
|                | \| \| Q. lawsoni \| \| \| \| \| \| Q. nothropi \| \| \| \| |
|                | Q. lawsoni                                                 |
|                |                                                            |
|                | Q. nothropi                                                |
|                |                                                            |

|  | Q. lawsoni  |
|  |             |
|  | Q. nothropi |
|  |             |

|                | Arambourgiania                                             |
|                |                                                            |
| Quetzalcoatlus | \| \| Q. lawsoni \| \| \| \| \| \| Q. nothropi \| \| \| \| |
|                | \| \| Q. lawsoni \| \| \| \| \| \| Q. nothropi \| \| \| \| |
|                | Q. lawsoni                                                 |
|                |                                                            |
|                | Q. nothropi                                                |
|                |                                                            |

|  | Q. lawsoni  |
|  |             |
|  | Q. nothropi |
|  |             |

|                | Arambourgiania                                             |
|                |                                                            |
| Quetzalcoatlus | \| \| Q. lawsoni \| \| \| \| \| \| Q. nothropi \| \| \| \| |
|                | \| \| Q. lawsoni \| \| \| \| \| \| Q. nothropi \| \| \| \| |
|                | Q. lawsoni                                                 |
|                |                                                            |
|                | Q. nothropi                                                |
|                |                                                            |

|  | Q. lawsoni  |
|  |             |
|  | Q. nothropi |
|  |             |

|  | Albadraco                                                      |
|  |                                                                |
|  | \| \| Mistralazhdarcho \| \| \| \| \| \| Aerotitan \| \| \| \| |
|  |                                                                |
|  | Mistralazhdarcho                                               |
|  |                                                                |
|  | Aerotitan                                                      |
|  |                                                                |

|  | Mistralazhdarcho |
|  |                  |
|  | Aerotitan        |
|  |                  |

|  | Albadraco                                                      |
|  |                                                                |
|  | \| \| Mistralazhdarcho \| \| \| \| \| \| Aerotitan \| \| \| \| |
|  |                                                                |
|  | Mistralazhdarcho                                               |
|  |                                                                |
|  | Aerotitan                                                      |
|  |                                                                |

|  | Mistralazhdarcho |
|  |                  |
|  | Aerotitan        |
|  |                  |

|  | Phosphatodraco |
|  |                |
|  | Aralazhdarcho  |
|  |                |

|                | Arambourgiania                                             |
|                |                                                            |
| Quetzalcoatlus | \| \| Q. lawsoni \| \| \| \| \| \| Q. nothropi \| \| \| \| |
|                | \| \| Q. lawsoni \| \| \| \| \| \| Q. nothropi \| \| \| \| |
|                | Q. lawsoni                                                 |
|                |                                                            |
|                | Q. nothropi                                                |
|                |                                                            |

|  | Q. lawsoni  |
|  |             |
|  | Q. nothropi |
|  |             |

|                | Arambourgiania                                             |
|                |                                                            |
| Quetzalcoatlus | \| \| Q. lawsoni \| \| \| \| \| \| Q. nothropi \| \| \| \| |
|                | \| \| Q. lawsoni \| \| \| \| \| \| Q. nothropi \| \| \| \| |
|                | Q. lawsoni                                                 |
|                |                                                            |
|                | Q. nothropi                                                |
|                |                                                            |

|  | Q. lawsoni  |
|  |             |
|  | Q. nothropi |
|  |             |

|                | Arambourgiania                                             |
|                |                                                            |
| Quetzalcoatlus | \| \| Q. lawsoni \| \| \| \| \| \| Q. nothropi \| \| \| \| |
|                | \| \| Q. lawsoni \| \| \| \| \| \| Q. nothropi \| \| \| \| |
|                | Q. lawsoni                                                 |
|                |                                                            |
|                | Q. nothropi                                                |
|                |                                                            |

|  | Q. lawsoni  |
|  |             |
|  | Q. nothropi |
|  |             |

|                | Arambourgiania                                             |
|                |                                                            |
| Quetzalcoatlus | \| \| Q. lawsoni \| \| \| \| \| \| Q. nothropi \| \| \| \| |
|                | \| \| Q. lawsoni \| \| \| \| \| \| Q. nothropi \| \| \| \| |
|                | Q. lawsoni                                                 |
|                |                                                            |
|                | Q. nothropi                                                |
|                |                                                            |

|  | Q. lawsoni  |
|  |             |
|  | Q. nothropi |
|  |             |

|                | Arambourgiania                                             |
|                |                                                            |
| Quetzalcoatlus | \| \| Q. lawsoni \| \| \| \| \| \| Q. nothropi \| \| \| \| |
|                | \| \| Q. lawsoni \| \| \| \| \| \| Q. nothropi \| \| \| \| |
|                | Q. lawsoni                                                 |
|                |                                                            |
|                | Q. nothropi                                                |
|                |                                                            |

|  | Q. lawsoni  |
|  |             |
|  | Q. nothropi |
|  |             |

|                | Arambourgiania                                             |
|                |                                                            |
| Quetzalcoatlus | \| \| Q. lawsoni \| \| \| \| \| \| Q. nothropi \| \| \| \| |
|                | \| \| Q. lawsoni \| \| \| \| \| \| Q. nothropi \| \| \| \| |
|                | Q. lawsoni                                                 |
|                |                                                            |
|                | Q. nothropi                                                |
|                |                                                            |

|  | Q. lawsoni  |
|  |             |
|  | Q. nothropi |
|  |             |

|                | Arambourgiania                                             |
|                |                                                            |
| Quetzalcoatlus | \| \| Q. lawsoni \| \| \| \| \| \| Q. nothropi \| \| \| \| |
|                | \| \| Q. lawsoni \| \| \| \| \| \| Q. nothropi \| \| \| \| |
|                | Q. lawsoni                                                 |
|                |                                                            |
|                | Q. nothropi                                                |
|                |                                                            |

|  | Q. lawsoni  |
|  |             |
|  | Q. nothropi |
|  |             |

|                | Arambourgiania                                             |
|                |                                                            |
| Quetzalcoatlus | \| \| Q. lawsoni \| \| \| \| \| \| Q. nothropi \| \| \| \| |
|                | \| \| Q. lawsoni \| \| \| \| \| \| Q. nothropi \| \| \| \| |
|                | Q. lawsoni                                                 |
|                |                                                            |
|                | Q. nothropi                                                |
|                |                                                            |

|  | Q. lawsoni  |
|  |             |
|  | Q. nothropi |
|  |             |

|                | Arambourgiania                                             |
|                |                                                            |
| Quetzalcoatlus | \| \| Q. lawsoni \| \| \| \| \| \| Q. nothropi \| \| \| \| |
|                | \| \| Q. lawsoni \| \| \| \| \| \| Q. nothropi \| \| \| \| |
|                | Q. lawsoni                                                 |
|                |                                                            |
|                | Q. nothropi                                                |
|                |                                                            |

|  | Q. lawsoni  |
|  |             |
|  | Q. nothropi |
|  |             |

|                | Arambourgiania                                             |
|                |                                                            |
| Quetzalcoatlus | \| \| Q. lawsoni \| \| \| \| \| \| Q. nothropi \| \| \| \| |
|                | \| \| Q. lawsoni \| \| \| \| \| \| Q. nothropi \| \| \| \| |
|                | Q. lawsoni                                                 |
|                |                                                            |
|                | Q. nothropi                                                |
|                |                                                            |

|  | Q. lawsoni  |
|  |             |
|  | Q. nothropi |
|  |             |

|                | Arambourgiania                                             |
|                |                                                            |
| Quetzalcoatlus | \| \| Q. lawsoni \| \| \| \| \| \| Q. nothropi \| \| \| \| |
|                | \| \| Q. lawsoni \| \| \| \| \| \| Q. nothropi \| \| \| \| |
|                | Q. lawsoni                                                 |
|                |                                                            |
|                | Q. nothropi                                                |
|                |                                                            |

|  | Q. lawsoni  |
|  |             |
|  | Q. nothropi |
|  |             |

|                | Arambourgiania                                             |
|                |                                                            |
| Quetzalcoatlus | \| \| Q. lawsoni \| \| \| \| \| \| Q. nothropi \| \| \| \| |
|                | \| \| Q. lawsoni \| \| \| \| \| \| Q. nothropi \| \| \| \| |
|                | Q. lawsoni                                                 |
|                |                                                            |
|                | Q. nothropi                                                |
|                |                                                            |

|  | Q. lawsoni  |
|  |             |
|  | Q. nothropi |
|  |             |

|                | Arambourgiania                                             |
|                |                                                            |
| Quetzalcoatlus | \| \| Q. lawsoni \| \| \| \| \| \| Q. nothropi \| \| \| \| |
|                | \| \| Q. lawsoni \| \| \| \| \| \| Q. nothropi \| \| \| \| |
|                | Q. lawsoni                                                 |
|                |                                                            |
|                | Q. nothropi                                                |
|                |                                                            |

|  | Q. lawsoni  |
|  |             |
|  | Q. nothropi |
|  |             |

|                | Arambourgiania                                             |
|                |                                                            |
| Quetzalcoatlus | \| \| Q. lawsoni \| \| \| \| \| \| Q. nothropi \| \| \| \| |
|                | \| \| Q. lawsoni \| \| \| \| \| \| Q. nothropi \| \| \| \| |
|                | Q. lawsoni                                                 |
|                |                                                            |
|                | Q. nothropi                                                |
|                |                                                            |

|  | Q. lawsoni  |
|  |             |
|  | Q. nothropi |
|  |             |

|                | Arambourgiania                                             |
|                |                                                            |
| Quetzalcoatlus | \| \| Q. lawsoni \| \| \| \| \| \| Q. nothropi \| \| \| \| |
|                | \| \| Q. lawsoni \| \| \| \| \| \| Q. nothropi \| \| \| \| |
|                | Q. lawsoni                                                 |
|                |                                                            |
|                | Q. nothropi                                                |
|                |                                                            |

|  | Q. lawsoni  |
|  |             |
|  | Q. nothropi |
|  |             |

|                | Arambourgiania                                             |
|                |                                                            |
| Quetzalcoatlus | \| \| Q. lawsoni \| \| \| \| \| \| Q. nothropi \| \| \| \| |
|                | \| \| Q. lawsoni \| \| \| \| \| \| Q. nothropi \| \| \| \| |
|                | Q. lawsoni                                                 |
|                |                                                            |
|                | Q. nothropi                                                |
|                |                                                            |

|  | Q. lawsoni  |
|  |             |
|  | Q. nothropi |
|  |             |

|  | Phosphatodraco |
|  |                |
|  | Aralazhdarcho  |
|  |                |

|                | Arambourgiania                                             |
|                |                                                            |
| Quetzalcoatlus | \| \| Q. lawsoni \| \| \| \| \| \| Q. nothropi \| \| \| \| |
|                | \| \| Q. lawsoni \| \| \| \| \| \| Q. nothropi \| \| \| \| |
|                | Q. lawsoni                                                 |
|                |                                                            |
|                | Q. nothropi                                                |
|                |                                                            |

|  | Q. lawsoni  |
|  |             |
|  | Q. nothropi |
|  |             |

|                | Arambourgiania                                             |
|                |                                                            |
| Quetzalcoatlus | \| \| Q. lawsoni \| \| \| \| \| \| Q. nothropi \| \| \| \| |
|                | \| \| Q. lawsoni \| \| \| \| \| \| Q. nothropi \| \| \| \| |
|                | Q. lawsoni                                                 |
|                |                                                            |
|                | Q. nothropi                                                |
|                |                                                            |

|  | Q. lawsoni  |
|  |             |
|  | Q. nothropi |
|  |             |

|                | Arambourgiania                                             |
|                |                                                            |
| Quetzalcoatlus | \| \| Q. lawsoni \| \| \| \| \| \| Q. nothropi \| \| \| \| |
|                | \| \| Q. lawsoni \| \| \| \| \| \| Q. nothropi \| \| \| \| |
|                | Q. lawsoni                                                 |
|                |                                                            |
|                | Q. nothropi                                                |
|                |                                                            |

|  | Q. lawsoni  |
|  |             |
|  | Q. nothropi |
|  |             |

|                | Arambourgiania                                             |
|                |                                                            |
| Quetzalcoatlus | \| \| Q. lawsoni \| \| \| \| \| \| Q. nothropi \| \| \| \| |
|                | \| \| Q. lawsoni \| \| \| \| \| \| Q. nothropi \| \| \| \| |
|                | Q. lawsoni                                                 |
|                |                                                            |
|                | Q. nothropi                                                |
|                |                                                            |

|  | Q. lawsoni  |
|  |             |
|  | Q. nothropi |
|  |             |

|                | Arambourgiania                                             |
|                |                                                            |
| Quetzalcoatlus | \| \| Q. lawsoni \| \| \| \| \| \| Q. nothropi \| \| \| \| |
|                | \| \| Q. lawsoni \| \| \| \| \| \| Q. nothropi \| \| \| \| |
|                | Q. lawsoni                                                 |
|                |                                                            |
|                | Q. nothropi                                                |
|                |                                                            |

|  | Q. lawsoni  |
|  |             |
|  | Q. nothropi |
|  |             |

|                | Arambourgiania                                             |
|                |                                                            |
| Quetzalcoatlus | \| \| Q. lawsoni \| \| \| \| \| \| Q. nothropi \| \| \| \| |
|                | \| \| Q. lawsoni \| \| \| \| \| \| Q. nothropi \| \| \| \| |
|                | Q. lawsoni                                                 |
|                |                                                            |
|                | Q. nothropi                                                |
|                |                                                            |

|  | Q. lawsoni  |
|  |             |
|  | Q. nothropi |
|  |             |

|                | Arambourgiania                                             |
|                |                                                            |
| Quetzalcoatlus | \| \| Q. lawsoni \| \| \| \| \| \| Q. nothropi \| \| \| \| |
|                | \| \| Q. lawsoni \| \| \| \| \| \| Q. nothropi \| \| \| \| |
|                | Q. lawsoni                                                 |
|                |                                                            |
|                | Q. nothropi                                                |
|                |                                                            |

|  | Q. lawsoni  |
|  |             |
|  | Q. nothropi |
|  |             |

|                | Arambourgiania                                             |
|                |                                                            |
| Quetzalcoatlus | \| \| Q. lawsoni \| \| \| \| \| \| Q. nothropi \| \| \| \| |
|                | \| \| Q. lawsoni \| \| \| \| \| \| Q. nothropi \| \| \| \| |
|                | Q. lawsoni                                                 |
|                |                                                            |
|                | Q. nothropi                                                |
|                |                                                            |

|  | Q. lawsoni  |
|  |             |
|  | Q. nothropi |
|  |             |

|                | Arambourgiania                                             |
|                |                                                            |
| Quetzalcoatlus | \| \| Q. lawsoni \| \| \| \| \| \| Q. nothropi \| \| \| \| |
|                | \| \| Q. lawsoni \| \| \| \| \| \| Q. nothropi \| \| \| \| |
|                | Q. lawsoni                                                 |
|                |                                                            |
|                | Q. nothropi                                                |
|                |                                                            |

|  | Q. lawsoni  |
|  |             |
|  | Q. nothropi |
|  |             |

|                | Arambourgiania                                             |
|                |                                                            |
| Quetzalcoatlus | \| \| Q. lawsoni \| \| \| \| \| \| Q. nothropi \| \| \| \| |
|                | \| \| Q. lawsoni \| \| \| \| \| \| Q. nothropi \| \| \| \| |
|                | Q. lawsoni                                                 |
|                |                                                            |
|                | Q. nothropi                                                |
|                |                                                            |

|  | Q. lawsoni  |
|  |             |
|  | Q. nothropi |
|  |             |

|                | Arambourgiania                                             |
|                |                                                            |
| Quetzalcoatlus | \| \| Q. lawsoni \| \| \| \| \| \| Q. nothropi \| \| \| \| |
|                | \| \| Q. lawsoni \| \| \| \| \| \| Q. nothropi \| \| \| \| |
|                | Q. lawsoni                                                 |
|                |                                                            |
|                | Q. nothropi                                                |
|                |                                                            |

|  | Q. lawsoni  |
|  |             |
|  | Q. nothropi |
|  |             |

|                | Arambourgiania                                             |
|                |                                                            |
| Quetzalcoatlus | \| \| Q. lawsoni \| \| \| \| \| \| Q. nothropi \| \| \| \| |
|                | \| \| Q. lawsoni \| \| \| \| \| \| Q. nothropi \| \| \| \| |
|                | Q. lawsoni                                                 |
|                |                                                            |
|                | Q. nothropi                                                |
|                |                                                            |

|  | Q. lawsoni  |
|  |             |
|  | Q. nothropi |
|  |             |

|                | Arambourgiania                                             |
|                |                                                            |
| Quetzalcoatlus | \| \| Q. lawsoni \| \| \| \| \| \| Q. nothropi \| \| \| \| |
|                | \| \| Q. lawsoni \| \| \| \| \| \| Q. nothropi \| \| \| \| |
|                | Q. lawsoni                                                 |
|                |                                                            |
|                | Q. nothropi                                                |
|                |                                                            |

|  | Q. lawsoni  |
|  |             |
|  | Q. nothropi |
|  |             |

|                | Arambourgiania                                             |
|                |                                                            |
| Quetzalcoatlus | \| \| Q. lawsoni \| \| \| \| \| \| Q. nothropi \| \| \| \| |
|                | \| \| Q. lawsoni \| \| \| \| \| \| Q. nothropi \| \| \| \| |
|                | Q. lawsoni                                                 |
|                |                                                            |
|                | Q. nothropi                                                |
|                |                                                            |

|  | Q. lawsoni  |
|  |             |
|  | Q. nothropi |
|  |             |

|                | Arambourgiania                                             |
|                |                                                            |
| Quetzalcoatlus | \| \| Q. lawsoni \| \| \| \| \| \| Q. nothropi \| \| \| \| |
|                | \| \| Q. lawsoni \| \| \| \| \| \| Q. nothropi \| \| \| \| |
|                | Q. lawsoni                                                 |
|                |                                                            |
|                | Q. nothropi                                                |
|                |                                                            |

|  | Q. lawsoni  |
|  |             |
|  | Q. nothropi |
|  |             |

|                | Arambourgiania                                             |
|                |                                                            |
| Quetzalcoatlus | \| \| Q. lawsoni \| \| \| \| \| \| Q. nothropi \| \| \| \| |
|                | \| \| Q. lawsoni \| \| \| \| \| \| Q. nothropi \| \| \| \| |
|                | Q. lawsoni                                                 |
|                |                                                            |
|                | Q. nothropi                                                |
|                |                                                            |

|  | Q. lawsoni  |
|  |             |
|  | Q. nothropi |
|  |             |

## IsQuetzalcoatlushet grootste bekende vliegende dier?
De vondst van Quetzalcoatlus baarde veel opzien, zowel bij het grote publiek als bij wetenschappers. Het geslacht kreeg ruime aandacht in de verschillende media. Andres meldde in 2021 dat hij zo'n vijfhonderd besprekingen van het dier in de wetenschappelijke literatuur had gevonden en dat het in artikelen de op vier na meest vermeldde pterosauriër was, na Pterodactylus, Rhamphorhynchus en Pteranodon, die veel eerder ontdekt waren. Als trotse Texaan meende hij dat de populariteit mede samenhing met de herkomst uit de grote en indrukwekkende staat Texas. Kevin Padian merkte op dat Quetzalcoatlus zowel de voorpagina van Science, Time en de Scientific American gesierd heeft. Het dier is afgebeeld op de postzegels van vierentwintig landen en zelfs op Canadese munten, waaronder in 2012 een fluorescerende afbeelding van een skelet voor verzamelaars.
Voor 1975 stond Pteranodon, met een vleugelspanwijdte van ruim zeven meter, bekend als het grootste vliegende wezen uit de geschiedenis. Die zeven meter werd toen al haast onvoorstelbaar groot geacht maar Quetzalcoatlus verdubbelde in de eerste schatting die afmeting, wat betekende dat hij achtmaal de omvang had van de eerdere recordhouder. Sommigen gaf dit de indruk dat alle grenzen doorbroken waren en er dus nog veel grotere pterosauriërs konden hebben bestaan. Met een zekere regelmaat duiken er in de pers berichten op over dieren met een vlucht tot wel twintig meter of meer. Die zijn steeds gebaseerd op onduidelijke fragmenten waarvan een nadere studie meestal aantoont dat het niet eens om pterosauriërs gaat. De naar beneden bijgestelde schatting van de spanwijdte van Quetzalcoatlus en de verhoogde schatting van zijn gewicht, tonen dat het heel moeilijk zou zijn geweest om nog veel groter te evolueren. Een pterosauriër met een vleugelspanwijdte van twintig meter zou alleen tot een glijvlucht omlaag in staat geweest zijn. Doordat het vleugeloppervlak en de spierkracht met de tweede macht toenemen en het gewicht tot de derde macht is het boven een spanwijdte van ongeveer vijftien meter — en het dan tot minstens een halve ton opgelopen gewicht — niet meer mogelijk klappend te vliegen. De praktische grens moet nog lager liggen, zo rond de dertien meter.
Quetzalcoatlus is echter kleiner dan dertien meter en het is dus mogelijk dat er soorten zijn die nog iets groter werden. Van twee vormen is dit beweerd, beiden verwanten in de Azhdarchidae. In 1998 werd voor Arambourgiania een vleugelspanwijdte van dertien meter geclaimd. Deze soort is echter in wezen alleen bekend van een enkele gedeeltelijke halswervel. De schatting van dertien meter kon alleen bereikt worden door de onbeschadigde lengte daarvan hoog in te schatten en alleen die lengtedimensie te extrapoleren. Het gaat verder om een tamelijk slank bot; latere schattingen gingen zo laag als zeven meter spanwijdte.
In 2002 werd een vlucht van ruim twaalf meter geclaimd voor Hatzegopteryx. Deze schatting ging echter uit van een grootte van elf tot twaalf meter voor Quetzalcoatlus zelf; de beschrijvers van Hatzegopteryx beweerden slechts dat die laatste vorm iets groter had kunnen zijn, niet dat hun dier meters wijder was dan een Quetzalcoatlus van tien meter. Die mogelijkheid was dan weer gebaseerd op het feit dat het opperarmbeen, een van de weinige botten van deze Roemeense vorm gevonden, te zwaar beschadigd was om een erg exacte schatting op te baseren. Het is dus in wezen onbekend hoe groot Hatzegopteryx was; wat er van zijn erg brede schedel bewaard is gebleven, suggereert dat het dier mogelijkerwijs iets groter was dan Quetzalcoatlus.

## Levenswijze

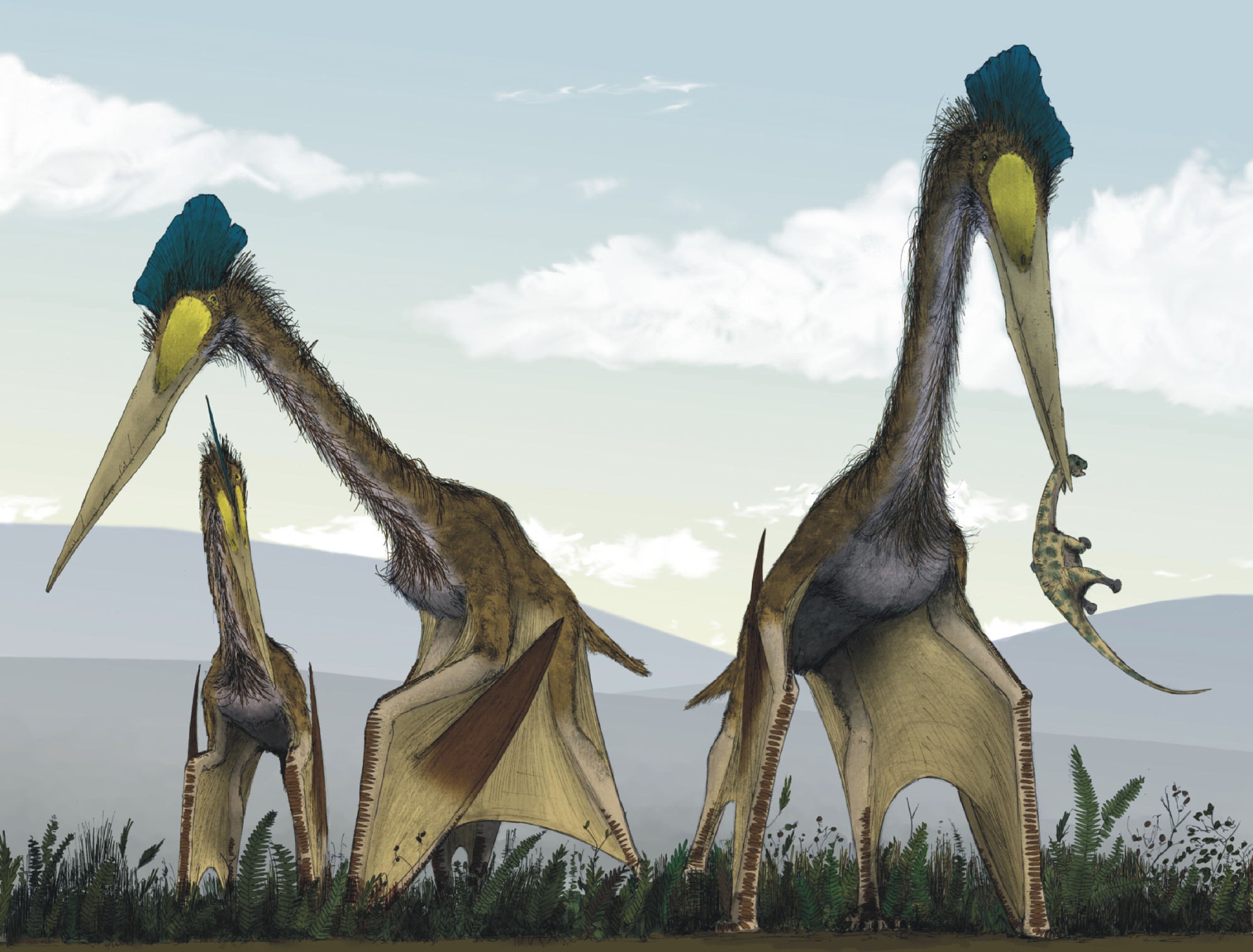
Een quetzalcoatlus neemt in de rol van "superooievaar" een titanosauriërjong tot zich

Toen men nog dacht dat Quetzalcoatlus de proporties had van een zweefvliegtuig, namen velen aan dat het een aaseter was die met gering energieverbruik hoog boven het landschap kruiste op zoek naar karkassen. Lawson suggereerde dit al in 1975, verwijzend naar de beperkte omvang van de riviertjes, het ontbreken van meren, de grootte van de pterosauriër in kwestie en het voorkomen van gigantische sauropoden in het gebied, zoals Alamosaurus.
Al in de jaren zeventig werd dit betwijfeld door Adrian Desmond, die erop wees dat een bek zonder haaksnavel niet erg geschikt was om vlees uit een kadaver te peuteren. Langston meende in 1981 dat het dier met zijn lange snavel schelpdieren of geleedpotigen uit de bodem van meertjes plukte. Een studie die Thomas Lehman en Langston in 1996 publiceerden, concludeerde dat er gezien de lange vrij stijve nek en de lange, tandeloze bek maar twee levenswijzen mogelijk waren: óf die van een viseter die vlak over de zee scheerde, óf die van een 'superooievaar' (superstork) die staand allerlei voedsel uit het midden van diepere meertjes haalde. Volgens Langston was de stabiliteit van de nek een aanpassing om beter met de kop door de golven te klieven. Daarop zou ook het eigenaardige kaakgewricht duiden dat een maximale opening van de muil van slechts 52° toestond wat een gaping van vijfentachtig centimeter opleverde. Uit latere studies blijkt echter dat het met de snavel door het water scheren voor zulke grote dieren biomechanisch vrijwel onmogelijk was. Boven zee zou het dier dus met een plotse beweging de prooi uit het water geplukt moeten hebben, iets waar de nek ook al niet voor geoptimaliseerd was; daarvoor is een kortere S-vormige hals beter geschikt. De vindplaats van de fossielen, ver van zee, spreekt tegen een levenswijze als gespecialiseerde viseter. Deze moeilijkheid hebben sommige onderzoekers proberen te omzeilen door aan te nemen dat de soort landinwaarts broedde of tijdens trektochten toevallig in een rivierafzetting terechtkwam.

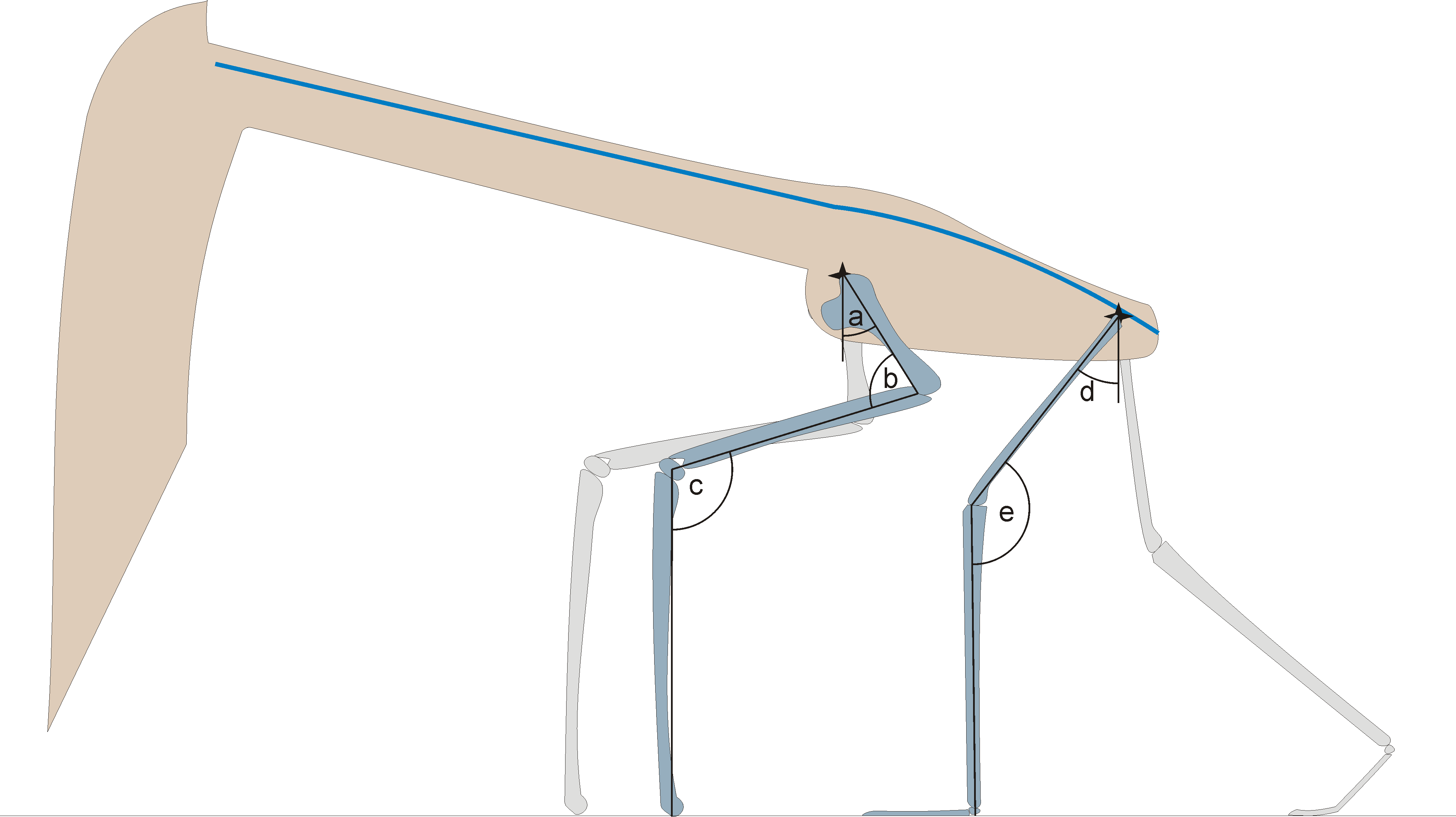
De lichaamshouding tijdens het eten naar het model van Naish, meteen de normale loophouding

Het superooievaarmodel is in 2008 verdedigd door Darren Naish. Het ontbreken van een S-vormige nek werd volgens hem gecompenseerd door een speciale lichaamshouding tijdens het voeden, waarbij romp en nek tezamen, een stijf geheel vormend, als een gigantische hamer toesloegen. Naish is een voorstander van het condormodel bij de vlieghuid, als aanpassing aan een levenswijze als voedselverzamelaar in ver uit elkaar liggende kleine stroompjes en plassen; als er een leeggegeten was zweefde het dier zonder veel energieverlies naar een volgende. Cunningham is nog een voorstander van de gedachte dat Quetzalcoatlus een viseter was, aangezien zijn berekeningen wijzen op een erg slanke vleugel. De sterke maar flexibele gewrichten in de vleugelvinger ziet hij als een veiligheidsmechanisme bij het per ongeluk raken van het wateroppervlak tijdens de vlucht.

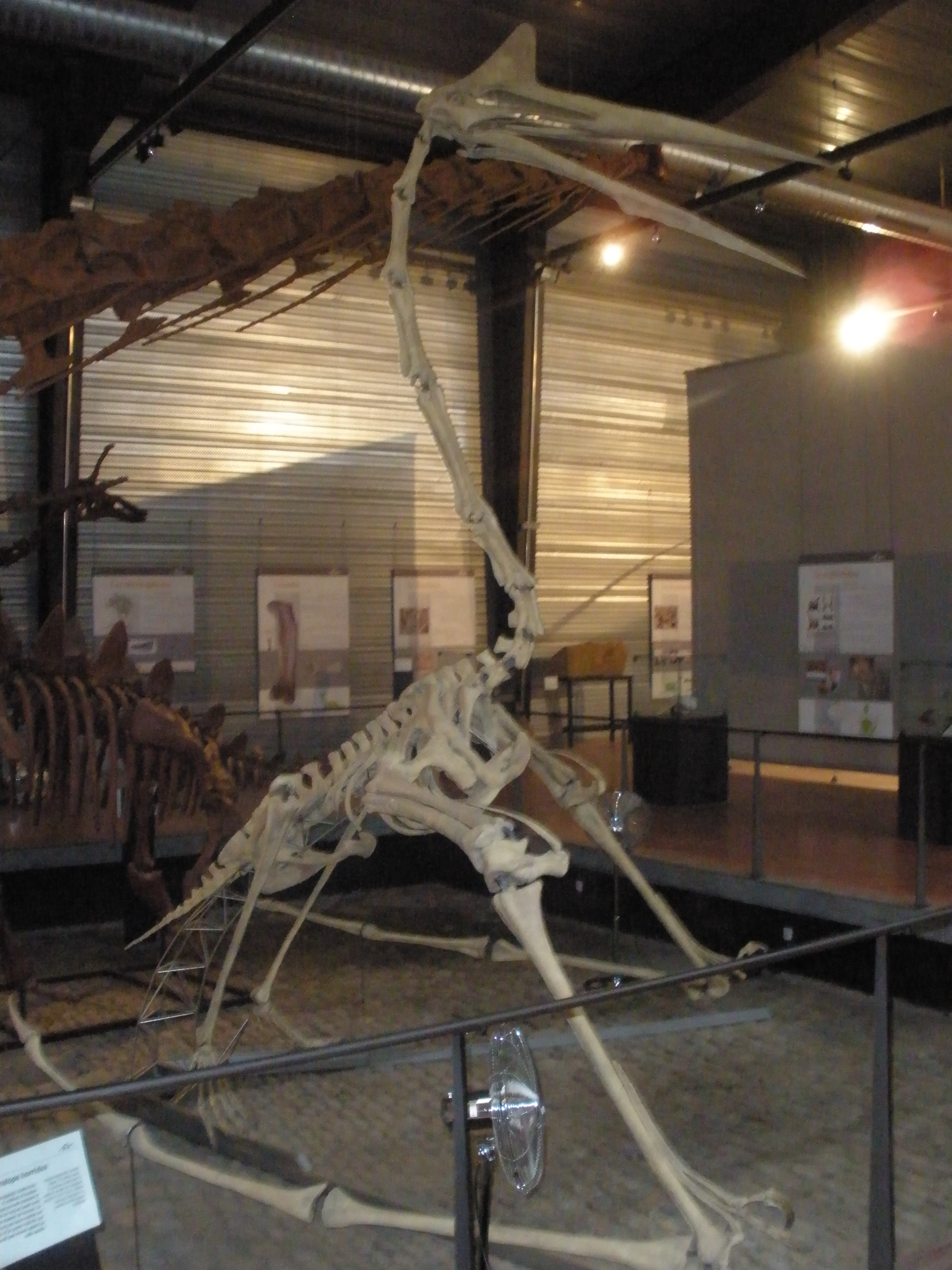
Een model van Quetzalcoatlus op de grond; de gehurkte houding van de benen en de gespreide houding van de vleugels zijn niet realistisch

Binnen het superooievaarmodel zou het niet strikt noodzakelijk geweest zijn dat Quetzalcoatlus ook echt kon vliegen. Henderson suggereerde in 2010, naar aanleiding van zijn gewichtsschatting van 544 kilo, dat althans de grootste exemplaren weleens het vermogen tot vliegen verloren zouden kunnen hebben en als een soort 'looppterosauriërs' steeds aan de grond bleven.
Thomas Lehman stelde in 2021 dat Q. northropi, gezien zijn omvang, solitair leefde en prooien oppikte langs de oever van rivieren, terwijl Q. lawsoni in zwermen als een waadvogel voedsel zocht. Dit werd dat jaar bevestigd door Kevin Padian, opnieuw beklemtonend hoe onwaarschijnlijk het was dat zulke grote dieren vissen uit de zee plukten.
De lagen waarin Quetzalcoatlus gevonden werd, behoren tot het laatste Maastrichtien en zijn dus afgezet vlak voor de catastrofe, de K-T-overgang, die 66 miljoen jaar geleden de meeste grote dieren uitroeide. Quetzalcoatlus kan een van de slachtoffers geweest zijn en daarmee een van de laatste pterosauriërs, de tijd- en plaatsgenoot van andere reuzen als Tyrannosaurus en Torosaurus.

## Een vliegend model
Luchtvaartingenieur Paul MacCready ontwikkelde tussen 1980 en 1986, in samenwerking met Langston, een radiobestuurd vliegend model van Quetzalcoatlus op ware grootte — het had althans de afmetingen van de kleine exemplaren: een vleugelspanwijdte van 5,5 meter. Vanaf 1984 werd het werkelijk geconstrueerd, toen het Smithsonian National Air and Space Museum het project sponsorde. Het model dreef zich voort door met de vleugels te slaan, aangedreven door twee elektromotoren, die ieder één paardenkracht leverden. Quetzalcoatlus bleek inherent instabiel door de grote schedel, die ervoor zorgde dat de meeste weerstand voor het zwaartepunt lag zodat het model steeds dreigde om te keren. De kop werd daarom zwenkbaar gemaakt en verbonden aan een autopiloot. De richtingsstabiliteit werd verder verhoogd door de drie kleine vingers aan iedere vleugel ook beweegbaar te maken zodat de relatieve weerstand kon worden gevarieerd. Het skelet werd mede opgebouwd uit lichte koolstofcomposieten en flexibele rubbers. Het geheel werd bekleed met latex en haren. Het uiterlijk werd ontworpen door G.S. Paul, die speciale kleurstoffen toepaste om het een realistische kleur te geven, zonder dat pigmenten in normale verf de transparantie van het vleugelmembraan teniet zouden doen. Het gewicht lag op twintig kilo. Bij testvluchten vanaf 1 december 1985, waarbij het gelanceerd werd door een karretje, wist het model een snelheid te handhaven van 56 km/u bij 1,2 vleugelslagen per seconde en bleek goed bestuurbaar. Juist bij gelegenheid van het eerste publieke optreden echter, op 17 mei 1986, stortte het neer door een fout bij het lanceren. Het gerepareerde model is nu tentoongesteld in het Smithsonian Institute. Van plannen om een model te bouwen met een vlucht van elf meter zou niets terechtkomen.